# Hebalm
Die Hebalm ist ein Alm- und Waldgebiet in Österreich an der Grenze von Steiermark und Kärnten. Sie bildet einen Straßenübergang über die Koralpe.

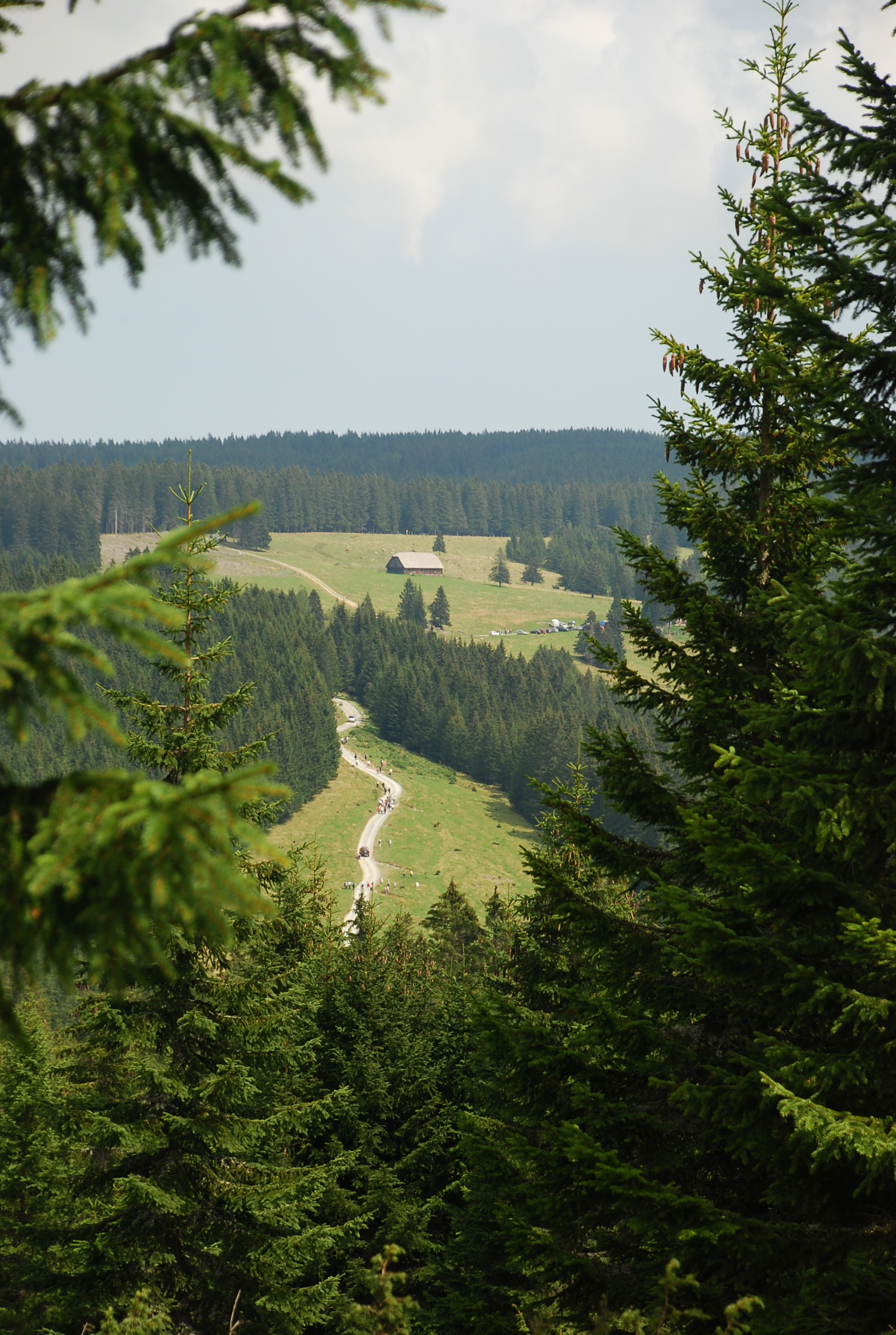
Wald und Weide prägen das Hebalmgebiet im Sommer

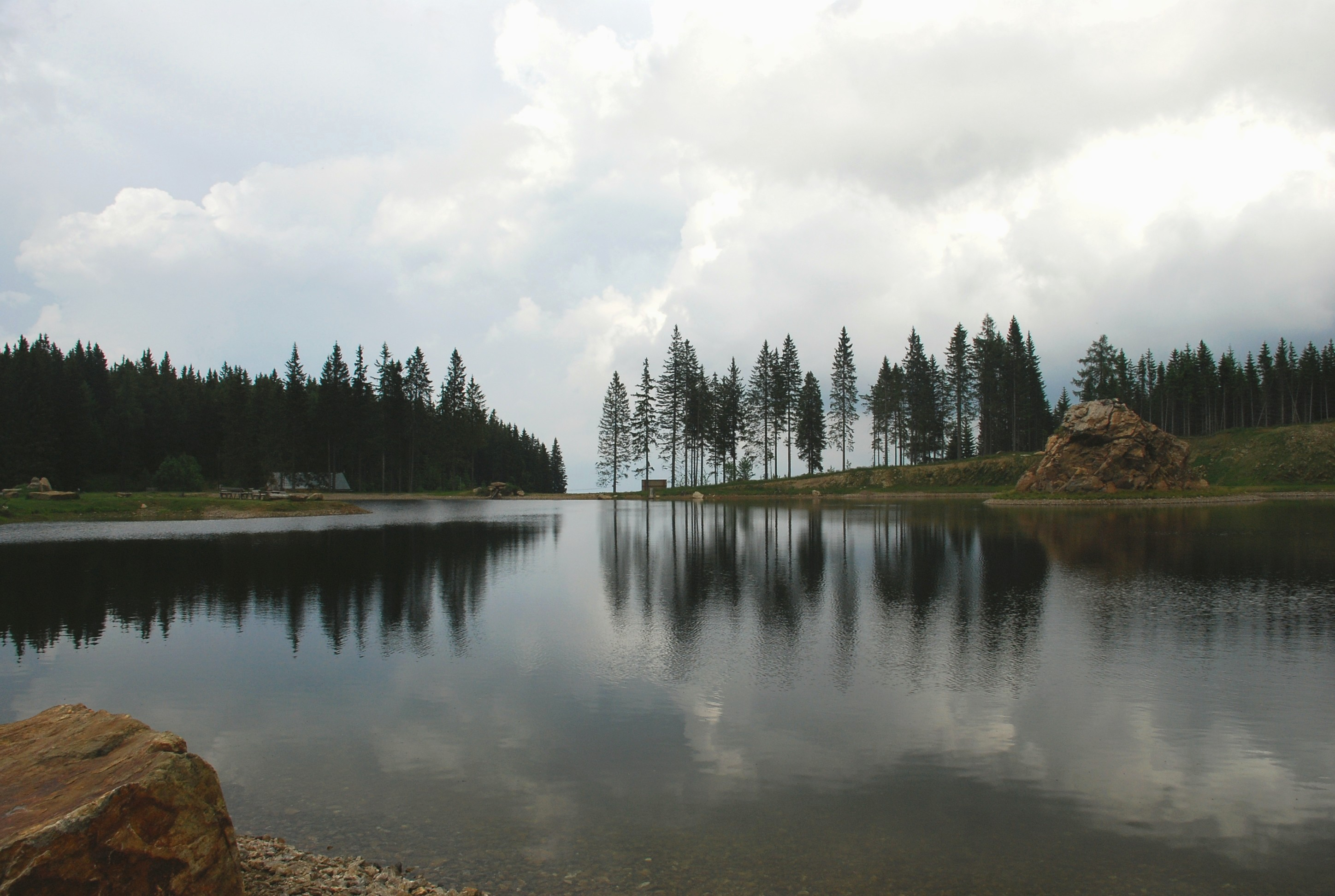
Auf der Hebalm liegen einige Seen

## Geografie

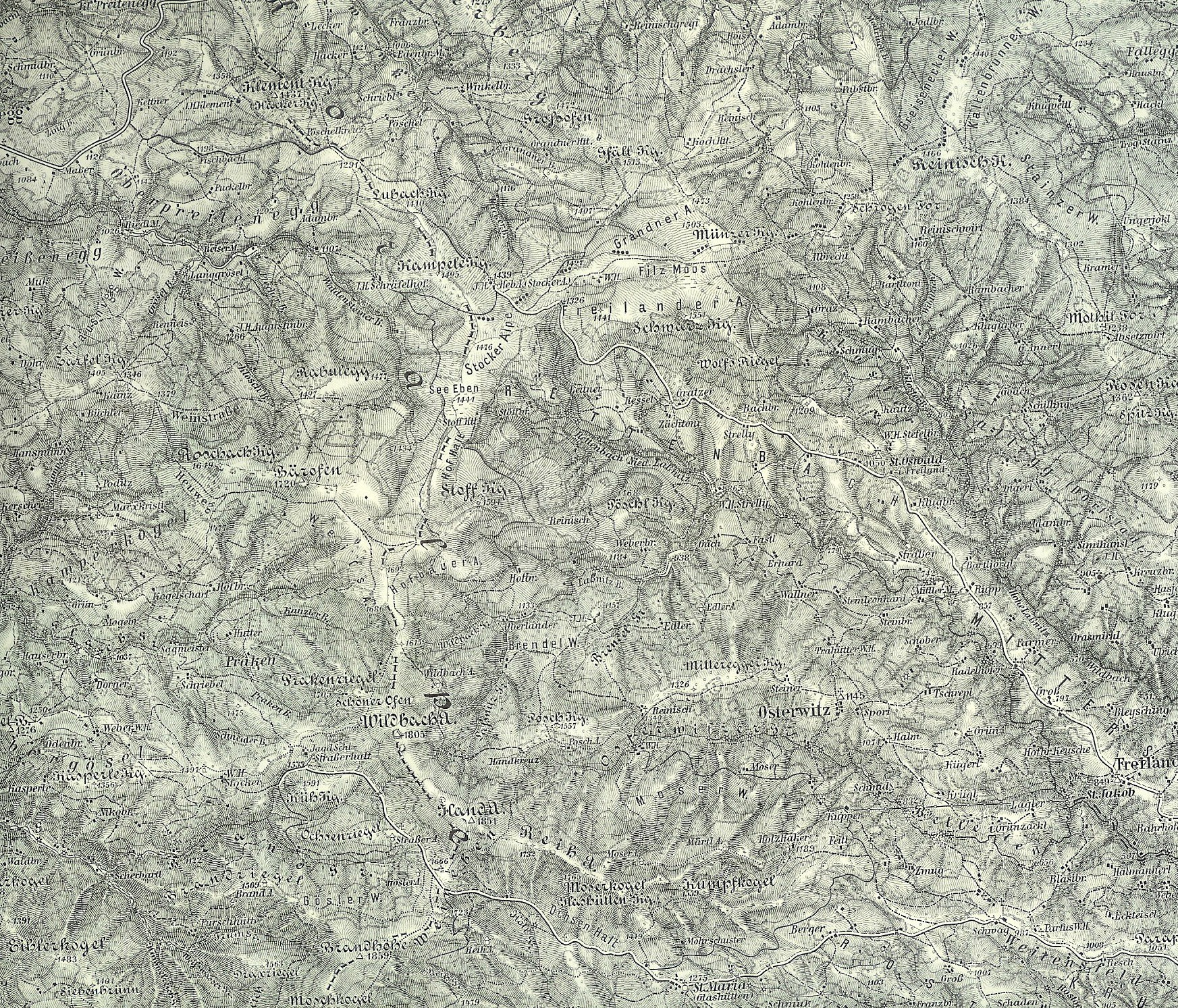
Das Hebalmgebiet und sein Umfeld ca. 1930: Bezeichnet ist (mit „J. H. HebA.“, also Jagdhaus) das heutige Forsthaus im Zentrum des Gebietes (aus der Landesaufnahme 1:75.000)

### Allgemein
Die Hebalm liegt auf dem Höhenrücken der nördlichen Koralpe. Dieses Gebirge ist ein nord-südlich verlaufender Höhenzug im Südosten der Alpen. Er hat keine ausgeprägten Gipfelprofile, sondern ruhige und sanft verlaufende Gebirgsformen. Die höchsten Erhebungen ragen nicht wesentlich über den Hauptkamm empor. Wegen seiner flachen Oberfläche wurde das Hebalmgebiet auch als Platte bezeichnet.
Die Hebalm war nie eine Verwaltungseinheit. Sie hat keine klar umschriebenen Grenzen. Das Gebiet ist ca. 13 km² groß. Im Norden liegen das Forstgut Hebalm, die Freiländer Alm und das Filzmoos, im Süden die beiden Stoffhütten mit der See Eben. Im Westen befindet sich das Schigebiet Hebalm, im Osten das Hebalmschutzhaus (Rehbockhütte) und das Schigebiet der Klug‑Schlepplifte.
Die Hebalm liegt in drei politischen Bezirken und vier Gemeinden:
- Im Bezirk Deutschlandsberg liegt die Hebalm in der Stadtgemeinde Deutschlandsberg. Der östliche Teil in der Katastralgemeinde Klosterwinkel und ein kleiner Teil im Südosten in der ehemaligen Gemeinde Osterwitz. Im Bezirk Deutschlandsberg liegen die Freiländer Alm und die Stocker Alm sowie das Hebalmschutzhaus mit den Klug-Schiliften.
- Der Bezirk Voitsberg umfasst den nordwestlichen Teil der Hebalm in den Gemeinden Hirschegg-Pack (Ortsteil Packwinkel) und Edelschrott (Ortsteil Modriach). Im Bezirk Voitsberg liegen die Hebalmkapelle, das Forsthaus Hebalm, die ehemalige Grandner Alm und das Schigebiet Hebalm.
- Der Bezirk Wolfsberg umfasst den westlichen Teil in Kärnten in der Gemeinde Preitenegg. Im Bezirk Wolfsberg liegen die westlichen Abhänge des Lubach-Kogels, des Kampele-Kogels und ein kleiner Teil im Westen der See Eben.

Der Höhenzug der Koralm biegt bei der Hebalm von Nordwesten kommend nach Süden ab. Richtung Nordosten, später nach Osten, verläuft ein Seitenkamm der Koralm vom Münzer Kogel über das Schrogen-Tor, den Reinischkogel und das Mothil-Tor/den Absetzwirt zum Rosenkogel Richtung Bad Gams und Stainz.
Auf dem Koralpen-Hauptkamm verläuft die Landesgrenze zwischen Steiermark und Kärnten. Im Hebalmgebiet folgt diese Grenze dem Höhenzug vom Klement Kogel im Nordwesten über den Lubach-Kogel zum Kampele-Kogel und weiter zur See Eben im Süden.
Die Hebalm liegt im Südwesten des Landschaftsschutzgebietes Pack–Reinischkogel–Rosenkogel. Östlich der Freiländer Almhütte befindet sich das ehemalige Naturdenkmal Birkenkögerl.

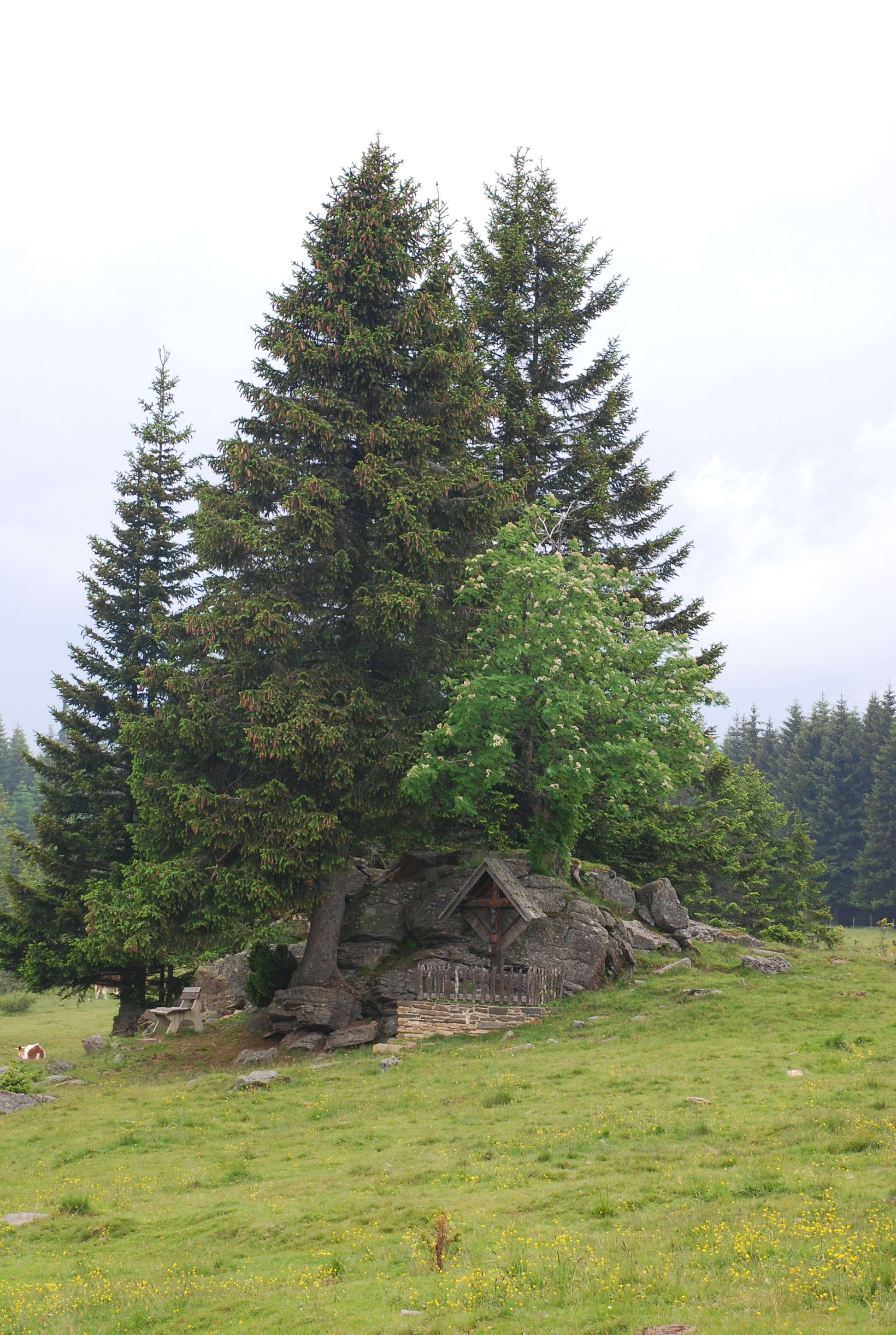
Auf der Freiländer Alm

### Klima
Die Hebalm liegt mit der Koralpe im Windschatten der Alpen. Wettereinflüsse aus dem Westen, wie sie im Rest Österreichs vorrangig sind (Westwindzone), dominieren auch auf der Hebalm, sind aber schwächer. Die Koralpe gehört zu den Gebieten der größten durchschnittlichen Windgeschwindigkeiten und Sturmhäufigkeit in Österreich. In ihrem Bereich treffen Einflüsse zweier Klimazonen (Subtropen-gemäßigte Breiten) aufeinander. Das Klima ist vom Mittelmeergebiet beeinflusst. Es ist milder als in den nördlichen Regionen gleicher Höhenlage in Österreich und weist im Vergleich längere Schönwetterperioden (Sonnenscheindauer) auf. Störungsfronten, die bei Westwetter in Österreich Regenfälle auslösen, gelangen vielfach nicht oder nur abgeschwächt zur Hebalm.
Regen im Sommer fällt meist in Form von Gewittern oder Wolkenbrüchen/Starkregen, die rasch vorübergehen, aber sehr heftig sein können. Beim Durchzug starker Störungsfronten ist auf der Hebalm auch im Hochsommer mit kurzen Schneeschauern zu rechnen. Die Sonnenscheinphasen bewirken klare, wolkenlose Nächte, in denen es auch im Sommer sehr kühl werden kann. Da sich die Hebalm weitab von Siedlungen befindet und die Belastung durch Lichtquellen gering ist, können in solchen Nächten gute Bedingungen zur Beobachtung astronomischer Objekte herrschen.
Die Hebalm gehört zu den Gebieten Österreichs mit der höchsten Zahl an Gewittertagen im Jahr (über 50 Tage mit Gewittern). Hagel ist verhältnismäßig häufig. Das Klima des Gebietes wird als relativ starkes Reizklima bezeichnet. Das Koralpengebiet, in dem die Hebalm liegt, ist eine eigene Klimaregion.

### Gebirgsübergang

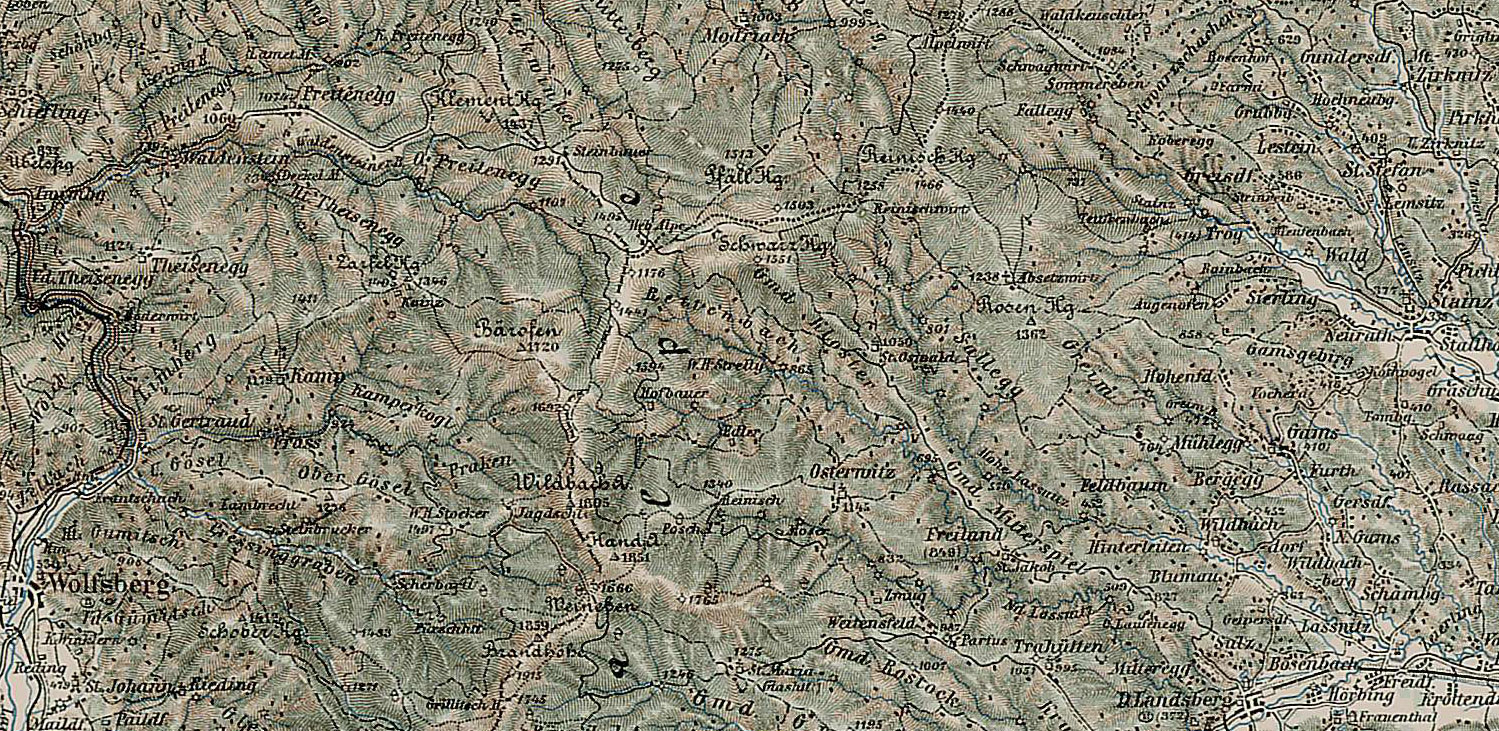
Die Hebalm liegt auf der Koralm zwischen dem Lavanttal und der Weststeiermark (Generalkarte von Mitteleuropa 1:200.000 ca. 1900)

Die Hebalm bietet einen Gebirgsübergang über die Koralm. Dieser Übergang wird von der Hebalmstraße genützt (steirische Landesstraße 606 / kärntnerische L136), einer Gebirgsstraße von Frauental an der Laßnitz zur Packer Straße (B70) beim Gasthof Hebalm.

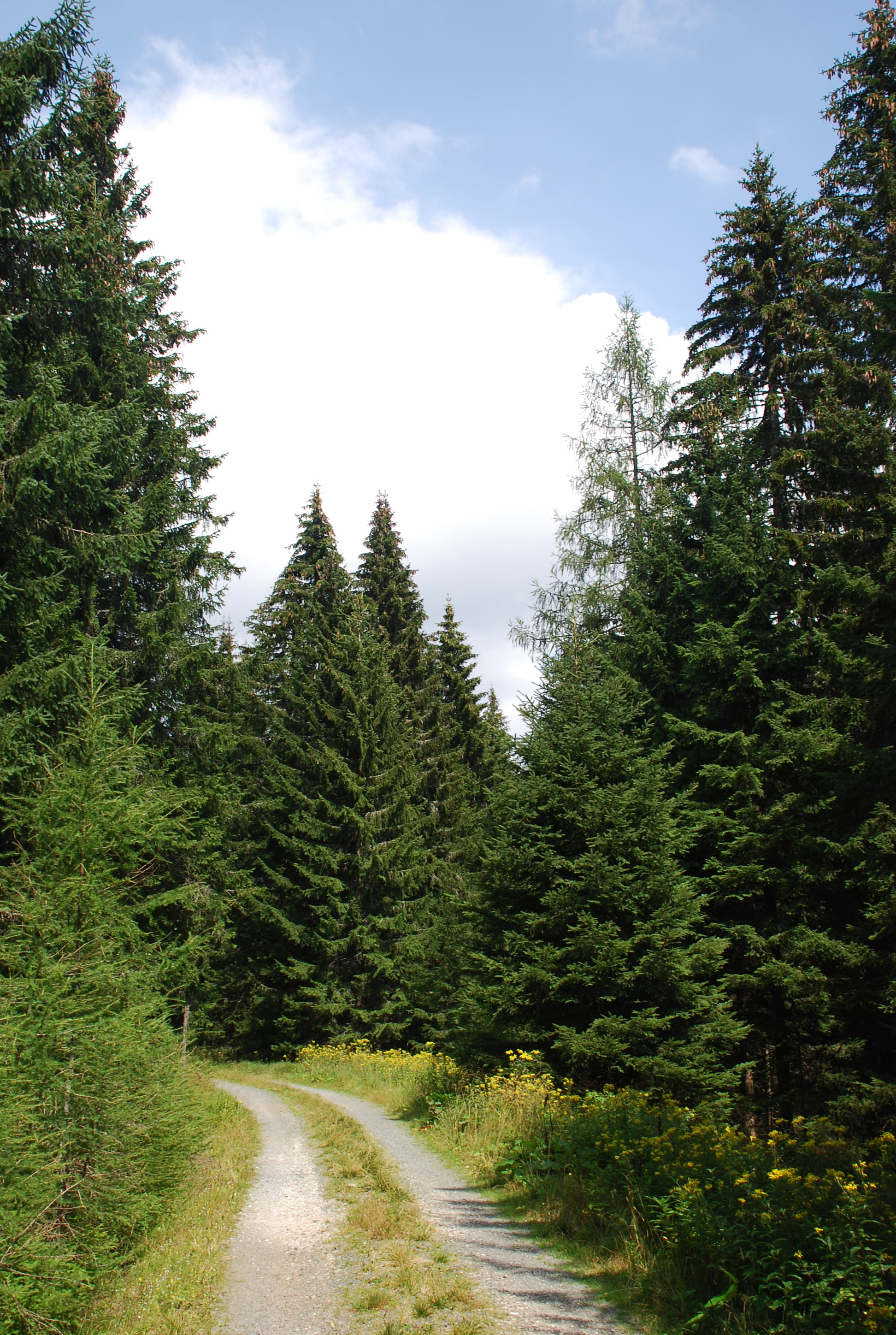
Die alte Weinstraße von der Hebalm nach Süden wird teilweise noch als Forstweg benutzt.

Die Straßenverbindung vermittelt einen kurzen Weg aus dem Bezirk Deutschlandsberg zur Autobahnanschlussstelle Pack der Südautobahn A 2.
Die Strecke macht es möglich, dass auf der Kärntner Seite nicht über eine kurvenreiche steile Strecke bis ins Lavanttal gefahren werden muss, um die Autobahn zu erreichen: Das ist über die Hebalmstraße innerhalb weniger Minuten über die B 70 möglich. Die Strecke verläuft weitgehend in Wald und ist im Winter vor Schneeverwehungen und Stürmen geschützt. Die höchste Stelle des Straßenübergangs liegt bei 1420 m Seehöhe. Die Straße ist in den amtlichen Karten als wichtige Nebenverbindung markiert.
Der nächste Übergang über die Koralm nördlich ist die Pack, südlich die Weinebene. Bis ins 18. Jahrhundert zweigte bei der Hebalmkapelle eine Straße nach Südosten über die See Eben Richtung Wolfsberg in Kärnten ab.
Der Straßenübergang auf der Almhöhe ist seit ca. 1965 asphaltiert. Die Straße hatte früher die Nr. 180 und gehörte bis zum Ausbau in den 1960er Jahren zu den Herausforderungen damaliger Autofahrer. Sie hatte starke Steigungen, enge Kurven und Hofdurchfahren. Mit Tieren auf der Straße, fehlenden Banketten, aber auch händisch zu öffnenden/schließenden Tore an den Almgrenzen war zu rechnen.
Die Hebalmstraße war 1860 die einzige Bezirksstraße über den Koralmzug südlich der Pack.

### Zentrum des Hebalmgebietes

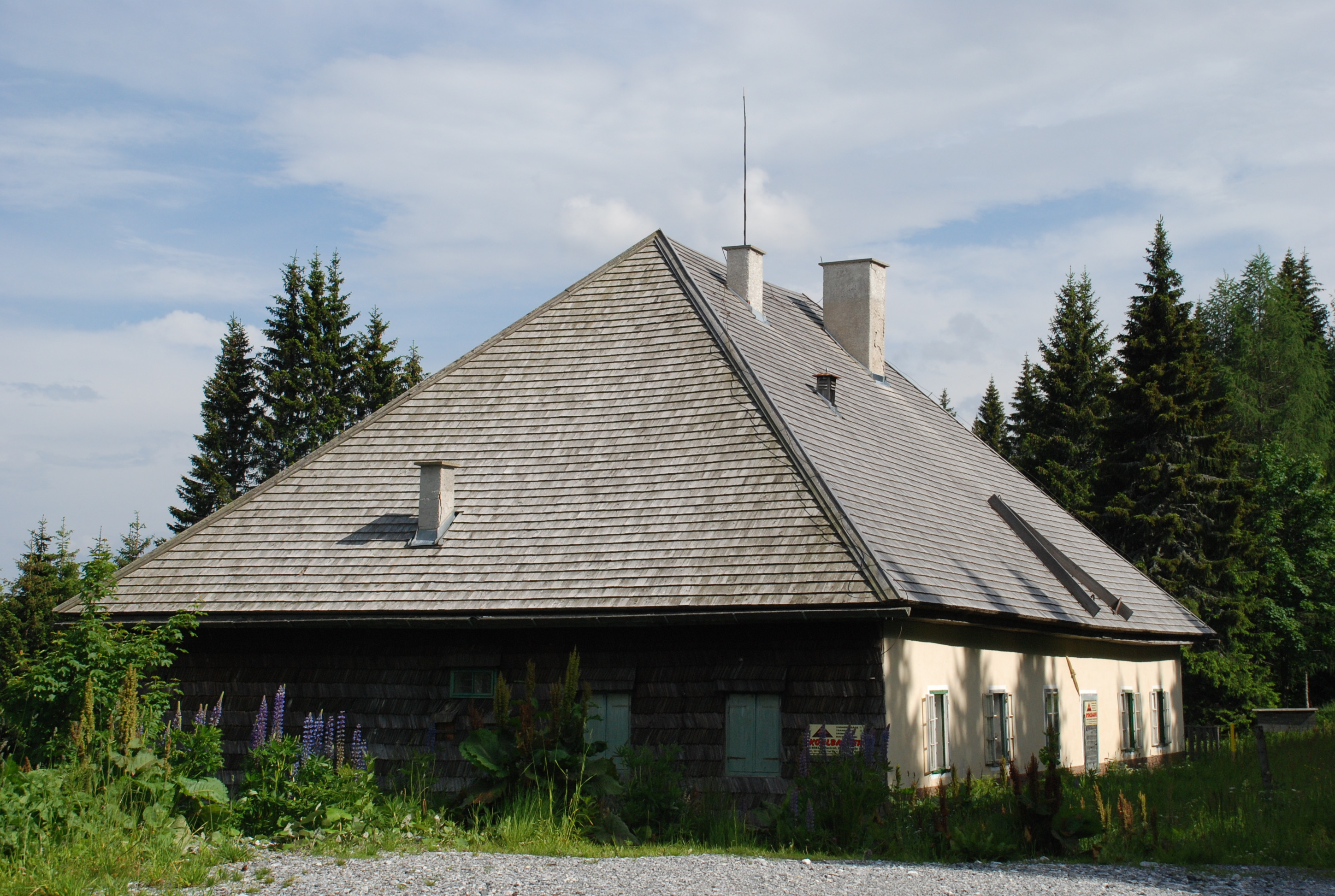
Das Forsthaus Hebalm wurde früher als „J. H. HebA.“, also Jagdhaus bezeichnet und bildete gemeinsam mit der Hebalmkapelle das Zentrum des Gebietes.

Der Malteser-Ritter-Orden ist Eigentümer weiter Bereiche der Hebalm und Betreiber des Wintersportzentrums Hebalm.

Zentrum der Hebalm war bis in das beginnende 20. Jahrhundert das Gebiet um die Hebalmkapelle, das Forsthaus und den alten Hebalmstall (Haltstall). Dort trafen die Transportwege aus dem Lavanttal, von der Pack und aus der Weststeiermark zusammen, dort wurden die Hebalmkirtage abgehalten. Das Gebiet westlich davon, bei den Gastronomiebetrieben des Schigebietes Hebalm (ehemaliger Steinbauerwirt, Fichtenhof usw.) wurde noch nicht zur Hebalm gerechnet, sondern zur damaligen Gemeinde Pack, Ortsteil Packwinkel-Schattseite.
Mit dem Bau des Hebalmschutzhauses in den Jahren um 1930 verlagerte sich das Zentrum nach Osten. Die Kirtage wurden bei diesem Schutzhaus abgehalten, der alte Haltstall verfiel. Hebalmkapelle und Forsthaus, in deren Umgebung auch weniger Platz vorhanden war, gerieten abseits. Die Almwirtschaft verlagerte sich zur Freiländer Almhütte, bei der auch ein neuer großer Almstall erbaut wurde.
Mit der Errichtung des Schizentrums Hebalm des Malteserordens in den Jahren nach 1970 erhielt die Hebalm ein zweites Zentrum im Nordwesten. Dort liegt einer der Ausgangspunkte der Langlaufloipen, die das gesamte Hebalmgebiet durchziehen. Eine andere Einstiegsstelle befindet sich beim Forsthaus.

### Geologie
Die Koralm, auf der die Hebalm liegt, ist ein emporgehobener Gebirgsteil, eine Pultscholle.
Das Gebirge hat seine heutige grobe Form erst im letzten Teil der Gebirgsbildung der Alpen vor ca. 20 Mio. Jahren erhalten. Auch die nord‑südliche Erstreckung des Gebirgszuges, quer zum Verlauf der Alpen, ist darauf zurückzuführen („kontinentale Fluchtschollentektonik“).
Der Untergrund der Hebalm besteht im Wesentlichen aus Gneisglimmerschiefer. Kampelekogel, Laurakogel und Teile des Höhenzuges Richtung Süden zur See Eben sind als Granatglimmerschiefer ausgewiesen.
In diesem Gestein können Kristalle des Schmucksteins Granat und die Minerale Staurolith und Disthen gefunden werden. Diese Minerale werden teilweise auch in Hangrutschungen oder nach Arbeiten im Gelände (Forststraßenbau usw.) zugänglich.
Vorkommen von Hornblende, Quarz, Feldspat, Granat und Glimmer sind in der Fachliteratur mehrfach dokumentiert.
Die Hebalm ist für „… bemerkenswerte Funde von Bergkristall und Rauchquarz“ bekannt.
An einer Straßenbaustelle der Hebalmstraße südlich des Blochriegels wurden mehrere Quarzgänge aufgeschlossen. Bei einem davon wurden auf Chlorit- und Plagioklas-Kluftflächen kleine Anatas-Kristalle und Rutil
sowie Brookit gefunden.
An einigen Stellen kommen Quarzgänge als Pegmatit vor. Am Südhang des Blochriegels ist mit Eklogit (Eklogitamphibolit) das dichteste aller Silikatgesteine, das an der Erdoberfläche aufgeschlossen ist, zu finden. Der Gipfel des Schwarzkogels besteht ebenfalls aus diesem Gestein.

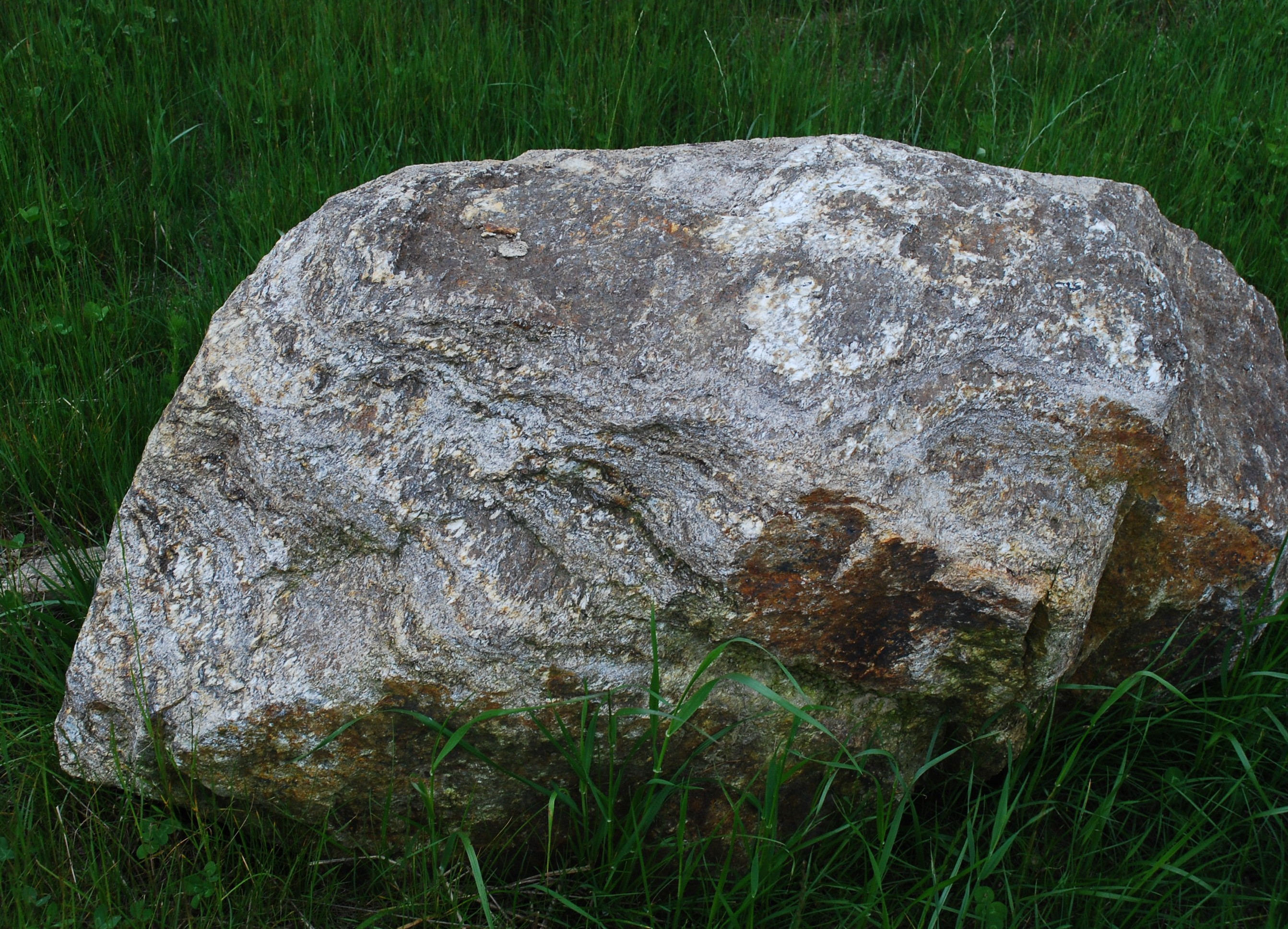
Glimmerschiefer des Hebalmgebiets, Kampelekogel (Koralmkristallin)

Der Höhenzug ist wie die gesamte Koralm eingehend geologisch untersucht.
Die Plattengneise des Gebietes rund um die Hebalm sind ein Schlüsselgestein dafür, die Formation des Gebirges zu diskutieren.
Das Gestein des Hebalmgebietes ist wesentlich älter als seine aktuelle Form. Das Gestein gehört zum mittelostalpinen Kristallin. Der Eklogit des Schwarzkogelgipfels wird auf bis zu eine halbe Milliarde Jahre geschätzt.
Seine Entwicklung beginnt mit dem Kambrium. Einige Schichten (Sedimente mit jung-präkambrischem Sedimentationsalter) haben ein höheres Alter von ca. 800 Mio. Jahren.
Die Gesteine der Koralm und damit des Hebalmgebietes dokumentieren die Zeit vor der Entstehung der Alpen: Sie zeigen mit ihren Schiefern Ähnlichkeiten zur Böhmischen Masse nördlich der Alpen. Es handelt sich um einen verhältnismäßig starren alten Gesteinsblock, der sich als pannonische Masse in den Untergrund der ungarischen Ebene fortsetzt.
Er wird teilweise von anderen Gesteinsmassen überlagert, ist aber ca. 30 km östlich von Radkersburg noch in über 4 km Tiefe unter der Erdoberfläche auffindbar.
An einigen Stellen befinden sich kleine Steinbrüche, an denen Material zum Bau von Forststraßen und Gebäuden gewonnen wurde. Einer dieser Brüche liegt wenige hundert Meter südwestlich der Hebalmkapelle.

## Im Namen sind alte Funktionen erhalten

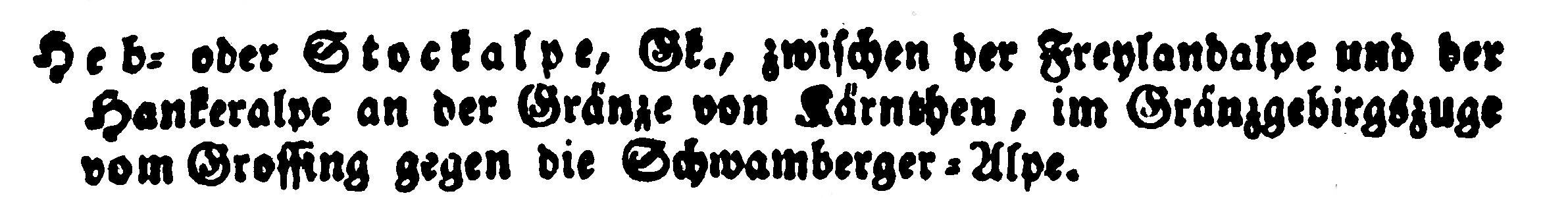
Lexikoneintrag des Gebietes 1822 (Gk=Grazer Kreis)

### Namensteil „Heb-“
Der Name kommt vom Umladen (Umheben) von Wagenladungen an einer Grenze: Bauern und andere Untertanen, die bis in das 19. Jahrhundert Transporte durchzuführen hatten (z. B. als Robot-Dienste für die eigene Grundherrschaft), konnten bzw. durften mit diesen Fuhren nicht immer über die Grundherrschafts- oder Landesgrenze fahren, weil sie für das Verlassen des Gebietes ihrer Grundherrschaft Abgaben und Sicherheiten zu leisten gehabt hätten oder dies überhaupt verboten war.

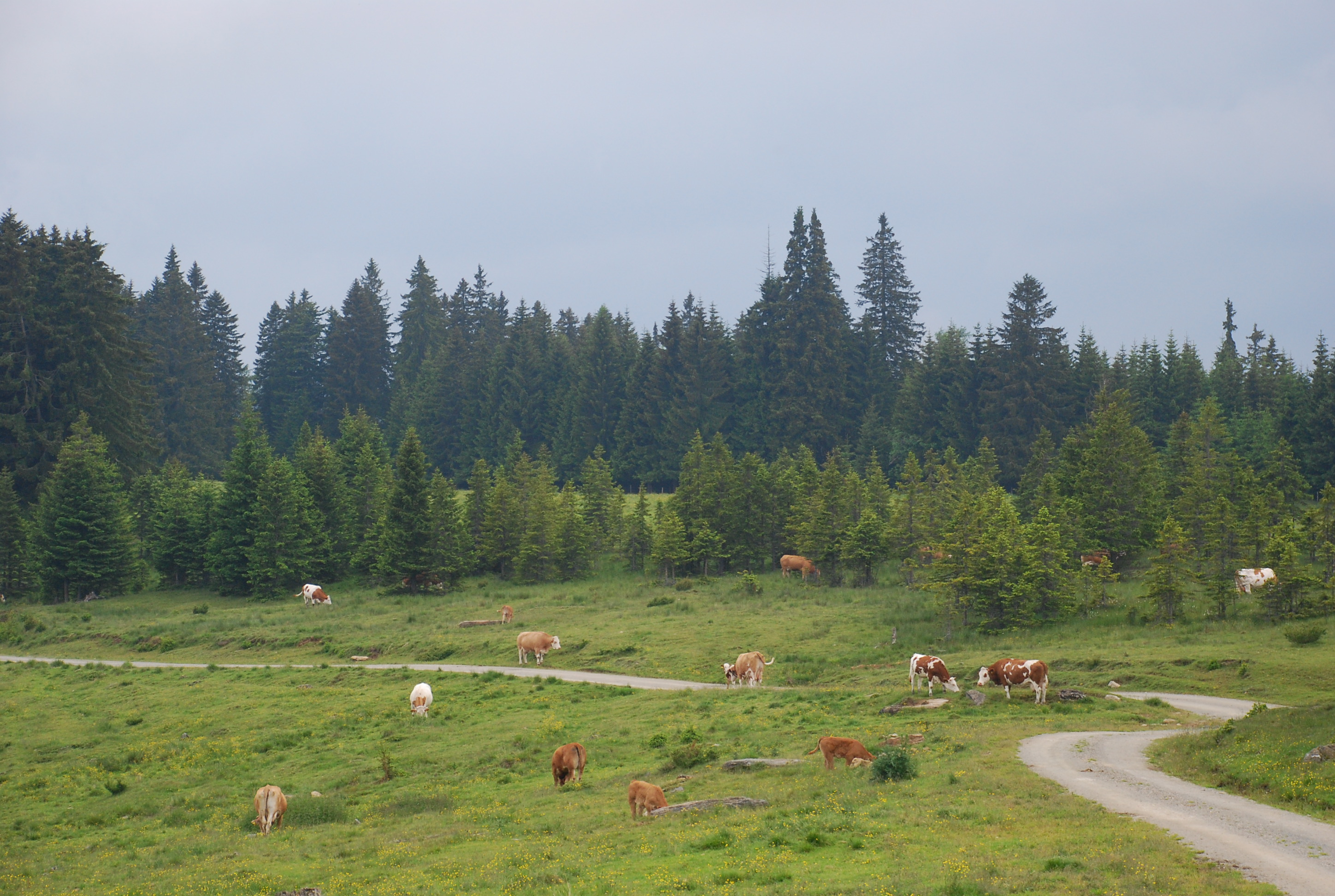
Auf dem Weg von der Freiländer Almhütte Richtung Hebalmschutzhaus.

Es waren aus diesem Grund an den höchsten Stellen der Verkehrswege, unweit der „Landesconfinen“ (Landesgrenzen) „… unterschiedlich eigene Heb- und Leg-Stätte errichtet, bis dahin die Steyerischen Fuhrleute, von dort aber die Kärntnerischen die Fuhren versehen haben“ (Rectifikationsfassion
der Herrschaft Schwanberg, um 1750).
Dabei konnten fallweise auch Geldbeträge (Zoll, Maut) zu leisten sein, soweit diese nicht bereits am Fuß der Passstraße eingehoben wurden.
Die Hebalm wurde auch „Freyländer Hebstatt“, „Höbalben“, „Hubstatt“ genannt.
Ortsnamen auf der Höhe des Koralmzuges, die auf „‑eben(e)“ lauten, werden ebenfalls von früheren Umladestationen abgeleitet, wie Weineben oder See Eben.
Hinweise darauf, dass der Name mit der griechischen Göttin Hebe zu tun hätte
oder mit der Einnahme von Getränken, treffen nicht zu, ebenso wenig Ableitungen von Personennamen.
Die Hebalm war eine von mehreren Pass-Straßen am Rand des Grazer Beckens in der Steiermark, die diesen Namen trugen. Andere Stellen, die als Hebalm bezeichnet wurden, liegen auf der Gleinalm
und auf der Stubalm.
Bis Mitte des 17. Jahrhunderts waren die Wege aus der Steiermark auf die Hebalm und weiter nach Kärnten Teil eines „Geflechtes von Weinstraßen“ und wichtige Handelswege z. B. für Salz oder Erzeugnisse aus Eisen.
Im Mittelalter war „Heber“ ein Berufsstand, der sich mit dem Ab- und Aufladen von Waren beschäftigte.
Namen, die das Wort „Absetz“ enthalten, wie „Hube an der Absetz“ (Name des ersten Bauernhofes südöstlich der Hebalm im Tal des Rettenbaches, vlg. Nikljosl)
oder „Absetzwirt“ (beim Rosenkogel), erinnern ebenfalls an frühere Transportwege (Abladen der Frachten bzw. Absetzen getragener Lasten zumindest für die Dauer einer Rast).
Der Name des Berges „Gfällkogel“ im Norden der Hebalm soll ebenfalls auf die Einhebung von Gebühren (früher „Gefälle“ genannt)
zurückzuführen sein. Der Weg von der Hebalm nach Modriach führt zwar an diesem Kogel vorbei, das Wort Gefälle kann aber auch auf einen Witterungsschaden (Windbruch, Schneebruch) im Wald zurückzuführen sein.

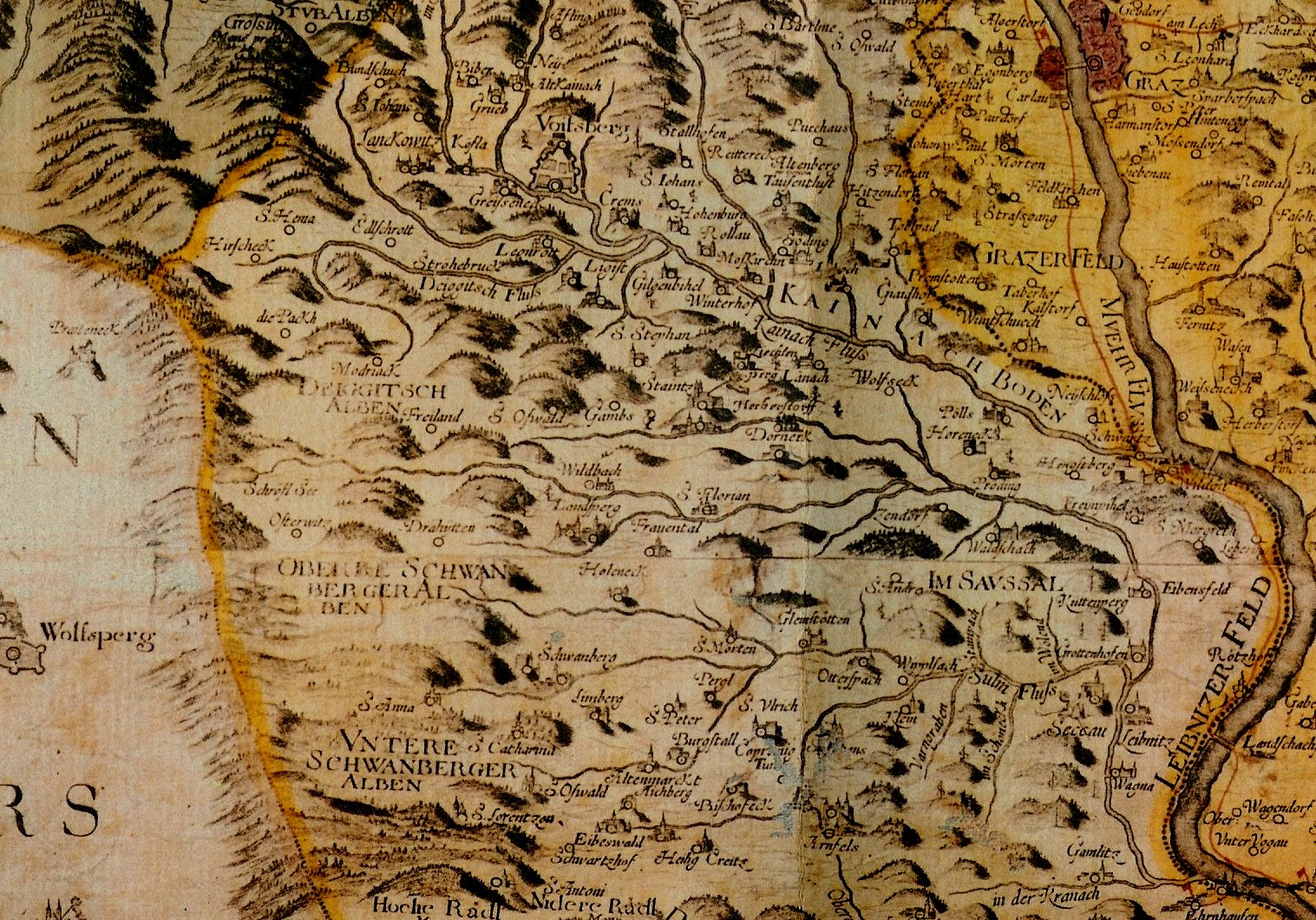
Die Hebalm 1678: „Deiggitsch Alben“ (Karte von Georg Matthäus Vischer)

### Namensteil „Stock-“
Das Wort kann das Stehenbleiben (stocken, innehalten) einer (Transport-, Reise-)Bewegung, das Fällen von Bäumen (abstocken, auf den Stock setzen), den Baumstrunk oder den (Geh-)Stock, mit dem Tiere angetrieben werden, bedeuten. Dafür, ob eine dieser Bedeutungen für die Namensgebung hauptsächlich ausschlaggebend war, liegen keine Belege vor.

### Namensteil „-alm“ oder „-alpe“
Im Alltag wird die Form „-alm“ verwendet. Das gilt auch für die Koralpe, auf deren Rücken die Hebalm liegt. Die Form -alm ist auch in Rechtsvorschriften vorhanden, eine „eindeutig richtige“ und damit zu bevorzugende Variante gibt es nicht.

#### Herkunft
Das Wort bezeichnet eine Weide am oder auf einem Berg, eine Bergweide.
Das Wort „Alm“ soll wie der Gebirgsname „Alb‑“ oder „Alpen“ auf ein vorindogermanisches alb für Berg zurückgehen. Dieses Wort soll schon früh mit der Wurzel alb(us) ‚weiß‘ zusammengeführt bzw. vermischt („volksetymologisch angeschlossen“)
worden sein, aber damit nichts zu tun haben. Die Nebenform „Alm“ soll seit dem 15./16. Jahrhundert durch Angleichung aus „alb(e)n“ (für einen Weideplatz am Berg) entstanden sein.
Beleg für diese Namensableitung ist die Bezeichnung der Hebalm in der Karte der Steiermark von Georg Matthäus Vischer aus dem Jahr 1678: Nördlich der Freiländer Alm findet sich dort der Name „Deiggitsch Alben“
(nach dem Einzugsgebiet der Teigitsch, eines Nebenflusses der Kainach).

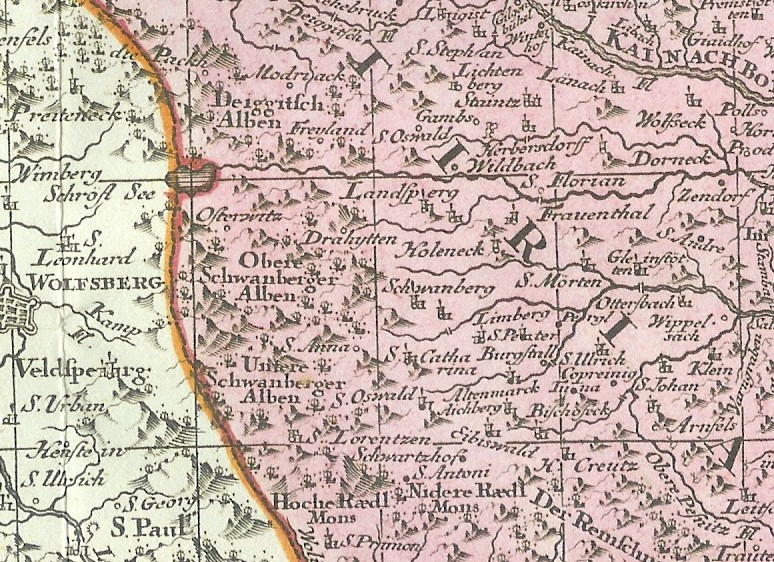
Die „Deiggitsch Alben“ mit dem Schröfl See im Jahr 1728 (Karte von Matthäus Seutter).

Zum Wort „Alpe“ wurde in der Sprachwissenschaft der Standpunkt vertreten, dass „Alpen“ aus dem Altertum stamme und es sich dabei um eine „gelehrte Neuauffrischung“ handle.
Das Wort „Alpe“ wäre die erst viel später erfundene Einzahl dazu, „eine reine Papierform“. Das Wort soll schon im Altertum für keltisch gehalten worden sein. Die Sprachwurzel, die ihm zugrunde liegt, soll auch in Alimenten vorkommen, also eine Beziehung zum Bereich Ernährung (hier: des Viehs) haben.

#### Verwendung von „Hebalpe“ und „Hebalm“
In einer Landkarte wurden beide Schreibweisen nebeneinander verwendet. Die Schreibweisen können auch zwischen zwei Überarbeitungsgenerationen (Revisionen) desselben Kartenwerkes wechseln: So ist das Forsthaus im Gebiet einmal als „Fh. Hebalpe“ ausgewiesen, in der folgenden Kartengeneration
als „Fh. Hebalm“.
Die Veränderungen in der Schreibweise selbst amtlicher Karten sind zunächst Belege für die Unsicherheit der Schreibung. Die Variante „Hebalm“ wird häufiger verwendet als „Hebalpe“.

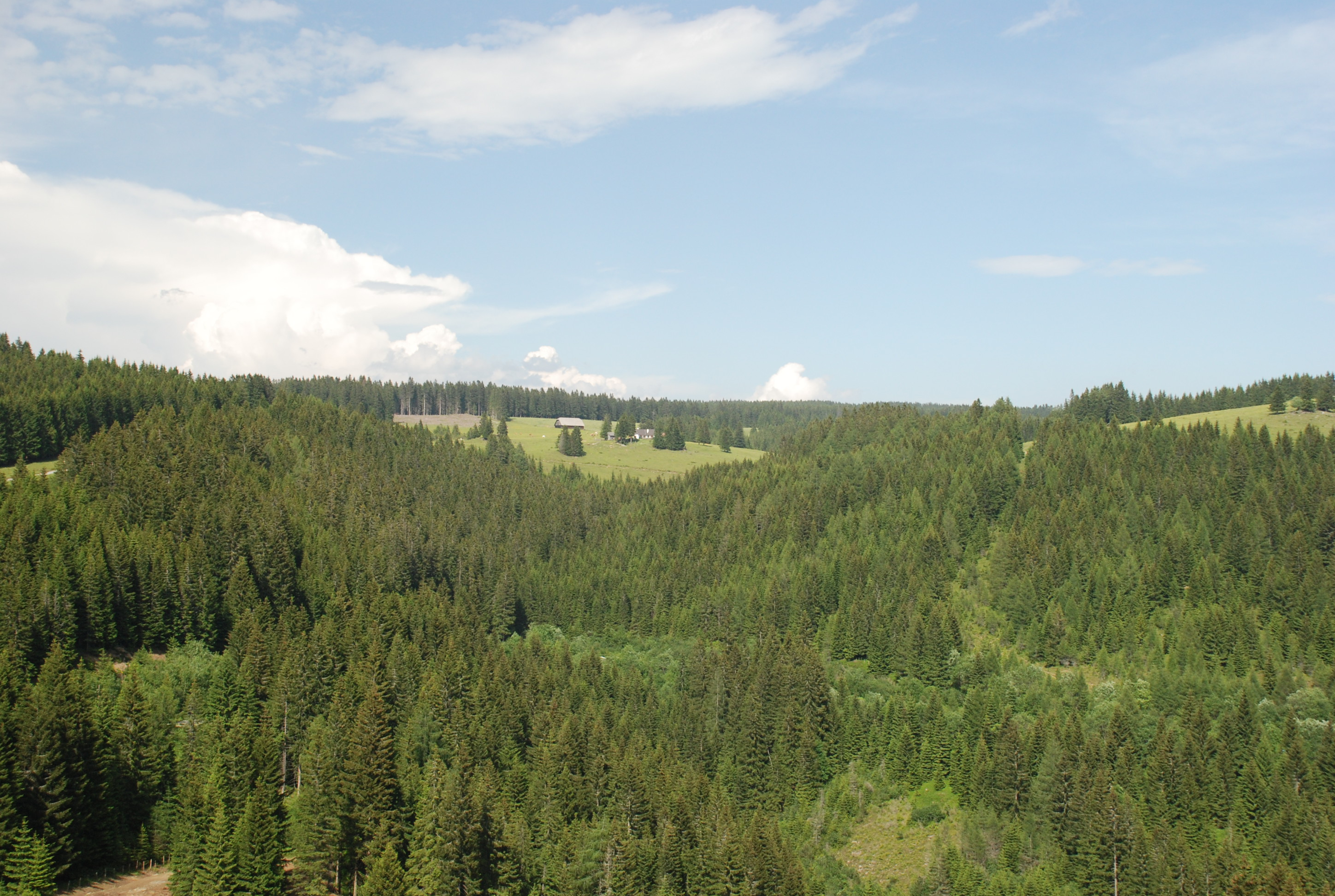
Blochriegel (re.) und Oberlauf des Rettenbaches (mi.)

Manche Karten schränken das Wort „Hebalm“ auf das Schigebiet des Malteserordens im Nordwesten des gesamten Hebalmgebietes ein, wobei das Gesamtgebiet unbezeichnet bleibt.
Die Straße, die durch das Gebiet führt, wird auf ihrer ganzen Länge Hebalmstraße genannt.
Das Grundbuch verwendet für die Eintragung der Agrargemeinschaft die Form „Freiländer Alpe“.

### „Hebalm, Hebalpe“ hat Verschiedenes bezeichnet
Namen im Hebalmgebiet wurden teilweise für verschiedene Gebäude und Gebiete verwendet. Die nicht eindeutige Namensverwendung löst bei der Arbeit mit unterschiedlichen Kartenauflagen Irrtümer aus und kann bewirken, dass Auskünfte die falsche Richtung angeben, das falsche Schigebiet nennen oder Urkunden falsch interpretiert werden.
Um 1900 war der Nordhang des Kampele Kogels als „Stocker Alm“ bezeichnet, dieser Name scheint auf den Karten als Alternative zu „Hebalm“ auf (siehe Messtischblatt). Das Forsthaus war mit W.H., also als Wirtshaus bezeichnet.

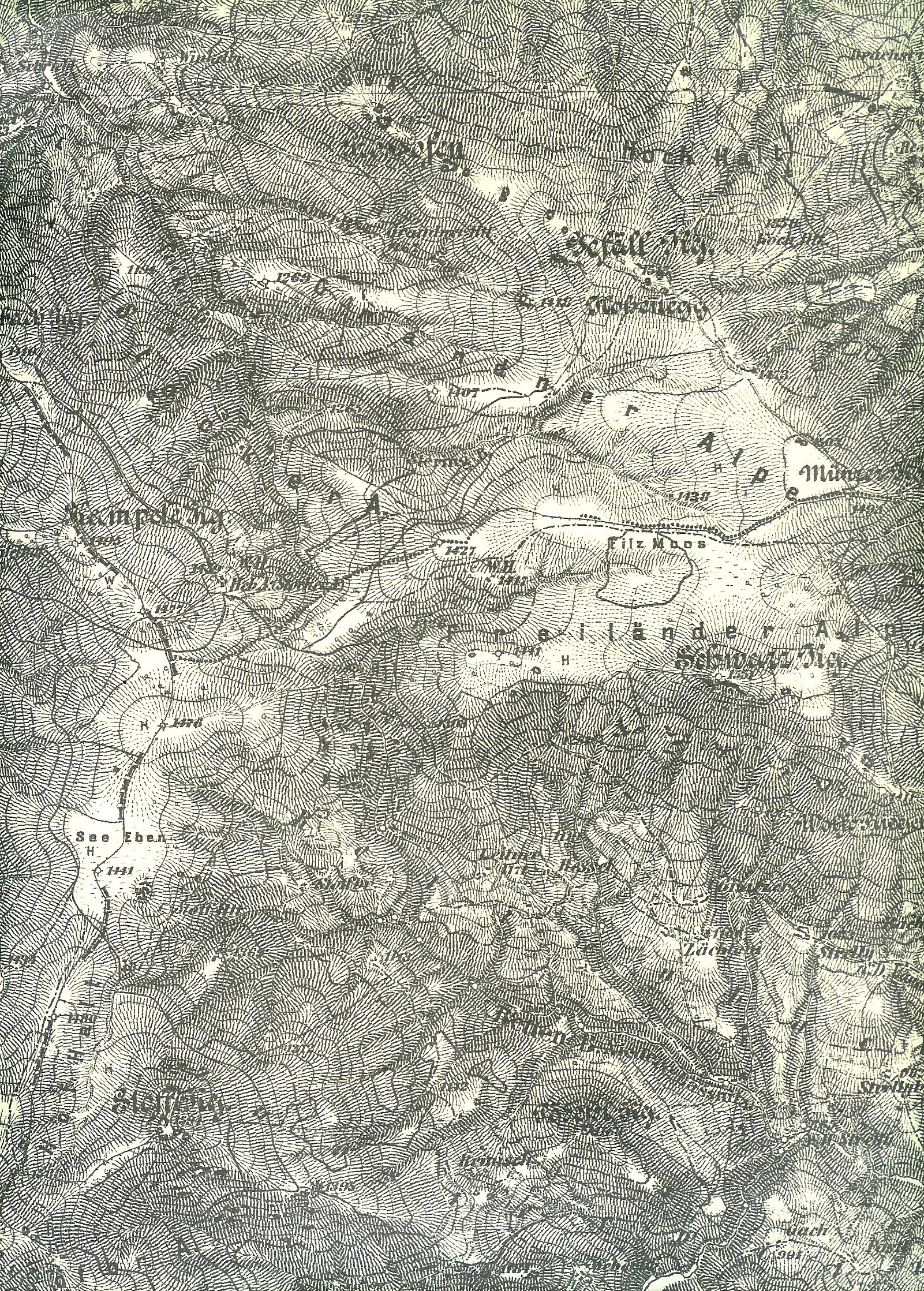
Hebalmgebiet ca. 1880: Stocker Alm am Nordhang des Kampele Kogels, Aufnahmeblatt (Messtischblatt) 1:25.000 der 3. Landesaufnahme

Bis in die Jahre um 1930 war (nur) das alte Zentrum beim Forsthaus benannt: Forsthaus „Heb.A“ (siehe Bild der damals aktuellen amtlichen Karte).
Diese Darstellung wurde in der Kartenberichtigung 1940 beibehalten. Dort ist jedoch erstmals das Hebalmschutzhaus verzeichnet, noch ohne Namen.
Die Kartenrevision 1969 der amtlichen Karte verwendet „Hebalpe“ neben dem Forsthaus für das Gebiet vom alten Zentrum über die Grandner Alm bis nördlich des Münzerkogels in das Gebiet von Modriachwinkel. Der Name hat in dieser Karte die größte Ausdehnung.
Die Kartenrevision 1976 dieses Kartenwerkes verwendet „Hebalpe“ für das Gebiet der Grandner Alm und des Gfällkogels nördlich der Freiländer Almhütte. Das Forsthaus wird mit „Fh. Hebalm“ bezeichnet. Der Namenszug liegt in dieser Kartenauflage in dem Bereich, der als „Revier Hebalm“ des Malteser Ritterordens bezeichnet wird. Der Name steht in dem Gebiet, das ca. 1900 als „Stocker Alm“ bezeichnet war.
Die Kartenfortführung 1991 dieser Karte
ist „Hebalm“ einerseits für die Bezeichnung des gleichnamigen Schigebietes, andererseits für das Schutzhaus (Rehbockhütte) als „Wh. Hebalm“. Das Forsthaus trägt keinen Namen mehr. Diese Praxis findet sich auch in Karten privater Verlage.
Die Kartenfortführung 1998
verwendet „Hebalm“ nur mehr für die Bezeichnung des gleichnamigen Schigebietes. Beim Schutzhaus steht der Name „Rehbockhtt.“.
Die Veränderungen der Namensgebung belegen die Entwicklung, mit der die ursprüngliche Bedeutung der Silbe „Heb‑“ in Vergessenheit geriet: Wald- und Schigebiete wurde erst später mit diesem Namen belegt, als die ursprüngliche Bedeutung des Wortes als Umlade-, Umhebestation bereits vergessen oder zumindest verblasst war.

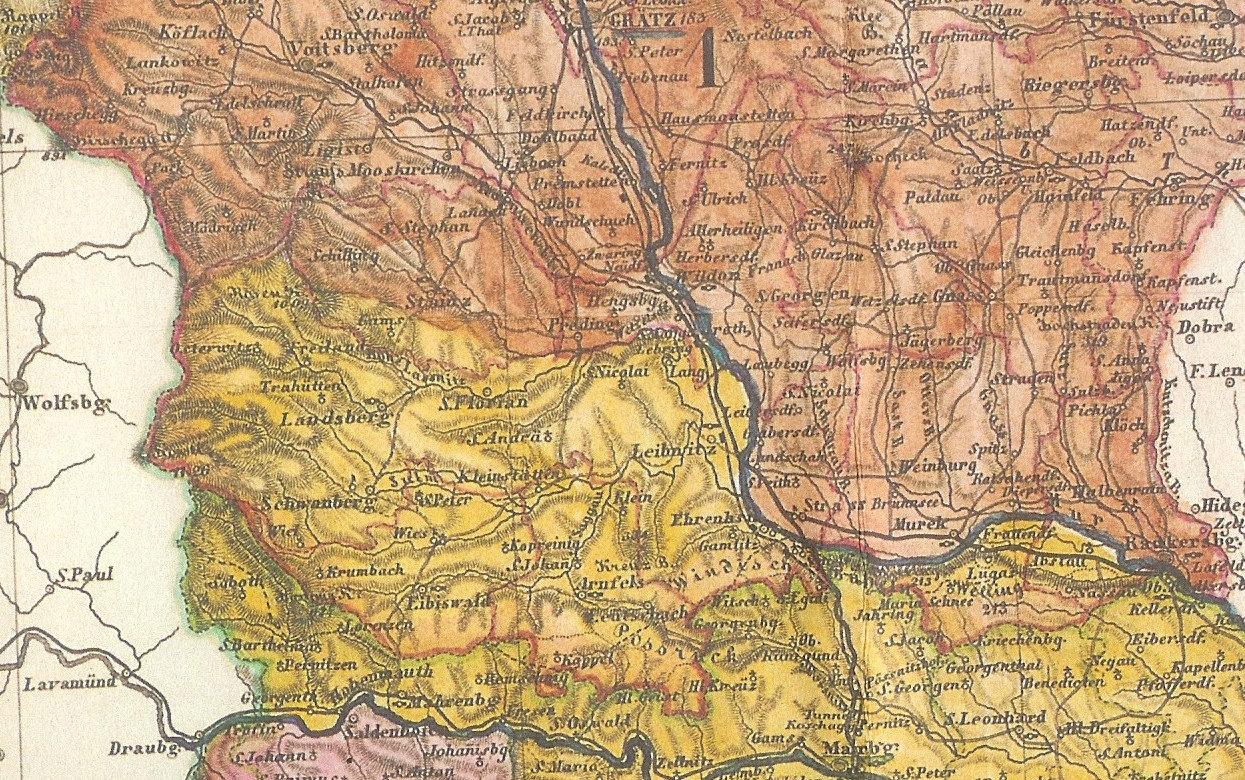
Die Hebalm bildete bis 1850 den nordwestlichen Eckpunkt des Marburger Kreises und gehörte danach zum Grazer Kreis.

## Geschichte
Die Hebalm gehörte mit dem Gebiet der Freiländer Alm vom 13. bis Mitte des 19. Jahrhunderts wie die ehemaligen Gemeinden Kloster und Freiland zur Grundherrschaft Freiland des Stiftes Admont. Diese Alm war Teil des Landgutes („predium“), das „… zwischen den beiden Flüssen, die »Losnitz« genannt werden, […] bis zu den Grenzen des bambergischen Besitzes …“ lag und mit einer Urkunde vom 6. Jänner 1203 dem Stift Admont übergeben worden war.
Das damalige Bistum Bamberg besaß im Mittelalter in Kärnten neben seinen Besitzungen um Villach auch Landgüter im oberen Lavanttal, die im westlichen Hebalmgebiet in der Gemeinde Preitenegg bis an die Grenze zur Steiermark reichten.
Das Hebalmgebiet war wie die anderen Übergänge über die Koralpe stark von den Maßnahmen gegen die Ausbreitung der Pest betroffen. An den Landesgrenzen wurden bewachte Straßen- und Wegsperren (Verhackungen, Verhaue) errichtet, die den Personen- und Warenverkehr von und nach Kärnten verhinderten und damit die Ausbreitung der Seuche erschweren sollten.
Am Ende des Zweiten Weltkrieges gehörte die Hebalm zum Operationsgebiet von Partisanen aus dem damaligen Jugoslawien. Es kam zu Konflikten der Partisanengruppe mit Bewohnern eines Lagers des Reichsarbeitsdienstes in St. Oswald in Freiland und Polizeistellen in Deutschlandsberg.
Am 10. April 1945 wurden auf Anordnung des Deutschlandsberger Kreisleiters Hugo Suette 18 Personen, darunter der Arzt Ludwig Mooslechner, denen Unterstützung der Partisanen vorgeworfen worden war, erschossen und unterhalb des Blochriegels verscharrt. Eine offizielle Begräbnisfeier für die Ermordeten fand am 11. Juni 1945 am Friedhof von Deutschlandsberg statt, wo sich auch das Grabdenkmal befindet. Bezirkshauptmann Rader (auch als Beauftragter der Oesterreichischen Freiheitsfront, Kampfgruppe Steiermark) und der Bezirksleiter der Kommunistischen Partei H. Winkler hielten Ansprachen, in denen auf die Entstehung und Rolle der Freiheitskämpfer eingegangen wurde. Fünf Partisanen waren bereits am 25. März gefasst und schon am 1. April im Lager St. Oswald hingerichtet worden. Als Folge dieser Ereignisse kam es im Juli 1946 zum Grazer Partisanenmordprozess.

## Umwelt

### Feuchtgebiete

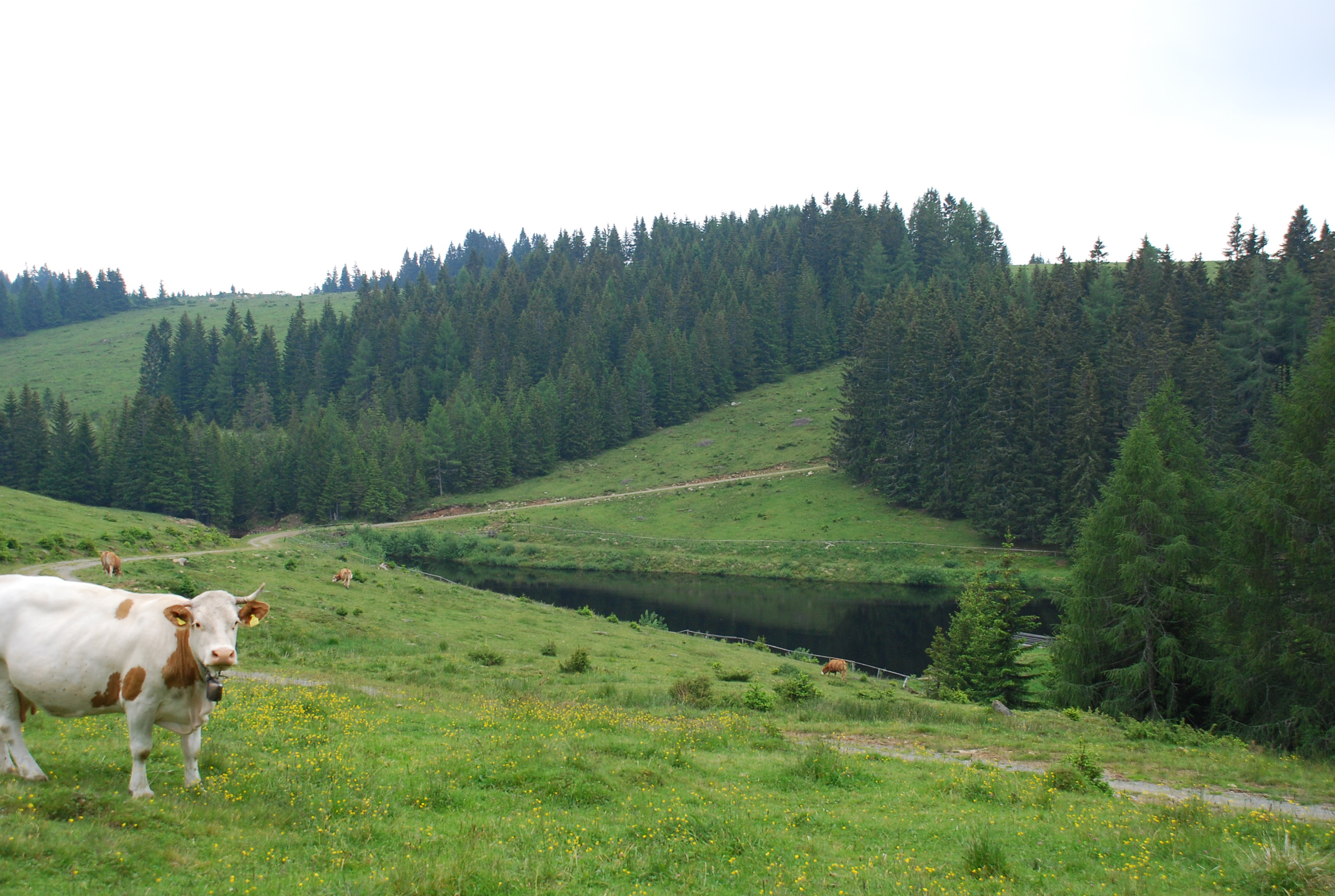
Der Stausee auf der Freiländer Alm

Auf der Hebalm befinden sich zwei große Feuchtgebiete. Sie liegen auf Übergängen zwischen Berghöhen, sind schwer erreichbar und weitgehend im Naturzustand:
- das Filzmoos im Norden,
- die See-Eben im Süden.

Der wasserundurchlässige Untergrund aus kristallinem Gestein bewirkt eine Reihe von weiteren kleinen Vernässungen.

### Seen
Auf der Hebalm liegen mehrere Seen. Sie sind bis auf einen künstlich angelegt.
- Der kleine See in der See-Eben ist der einzige natürlich entstandene See. Er ist ein Hochmoorkolk oder der letzte Rest eines früheren, später verlandeten, größeren Sees.

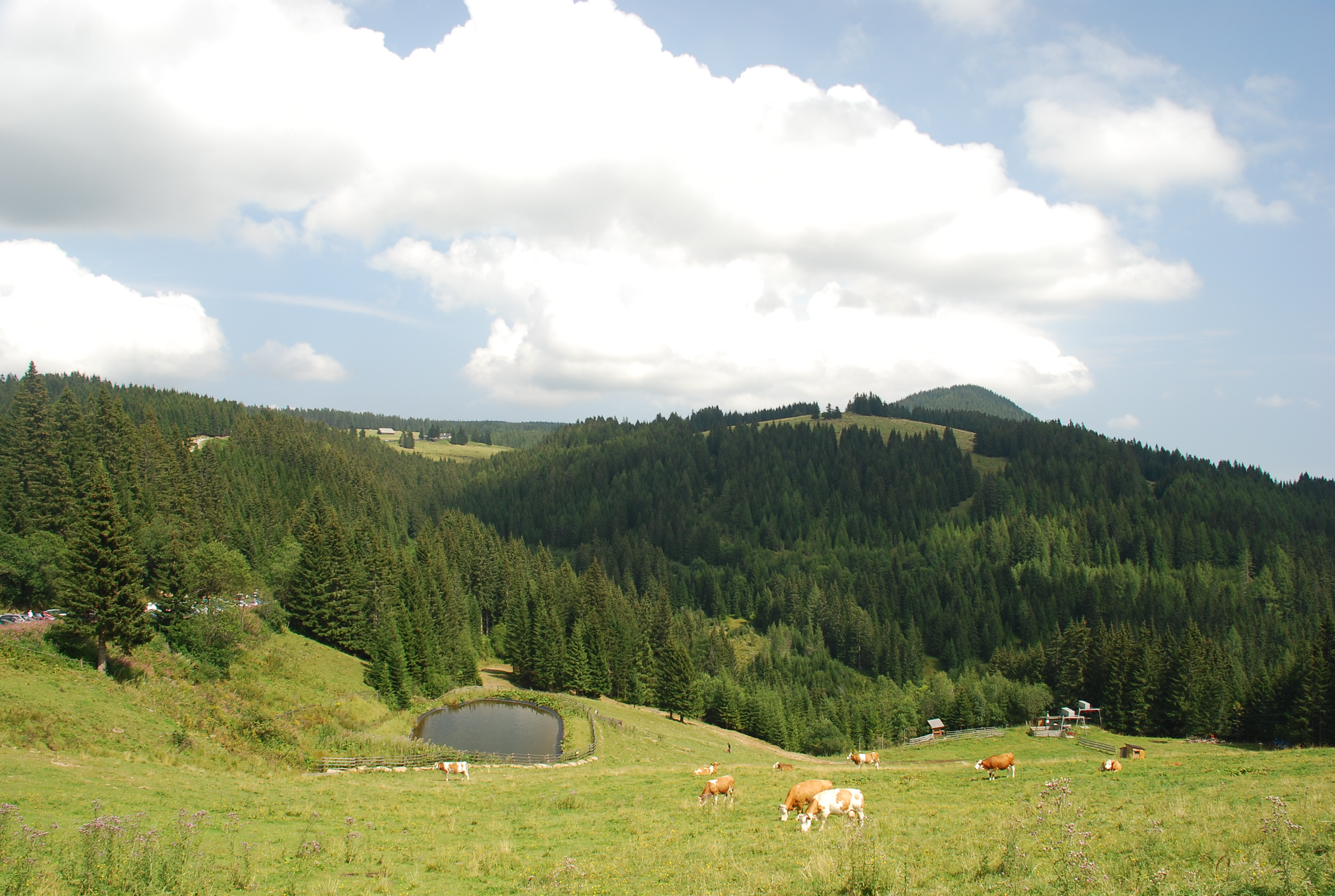
Der See auf der Stocker Alm, dahinter der Blochriegel, im Hintergrund der Schwarzkogel.

- Auf der Freiländer Alm südöstlich der Freiländer Almhütte befindet sich ein kleiner Stausee. In ihm wird das Wasser für das Elektrizitätswerk gesammelt, welches die Almhütte und ihre Nebengebäude mit Strom versorgt.
- Der See auf der Stocker Alm östlich unterhalb des Hebalmschutzhauses (Rehbockhütte) hat im Winter die Schneekanonen der Klug‑Lifte mit Wasser zu versorgen und ist auch Löschwasserteich für die Gebäude beim Hebalmschutzhaus.
- Der See westlich des Schigebietes Hebalm des Malteserordens ist ebenfalls für Schneekanonen und als Löschwasserteich angelegt. Er wird auch als Hebalmsee bezeichnet.

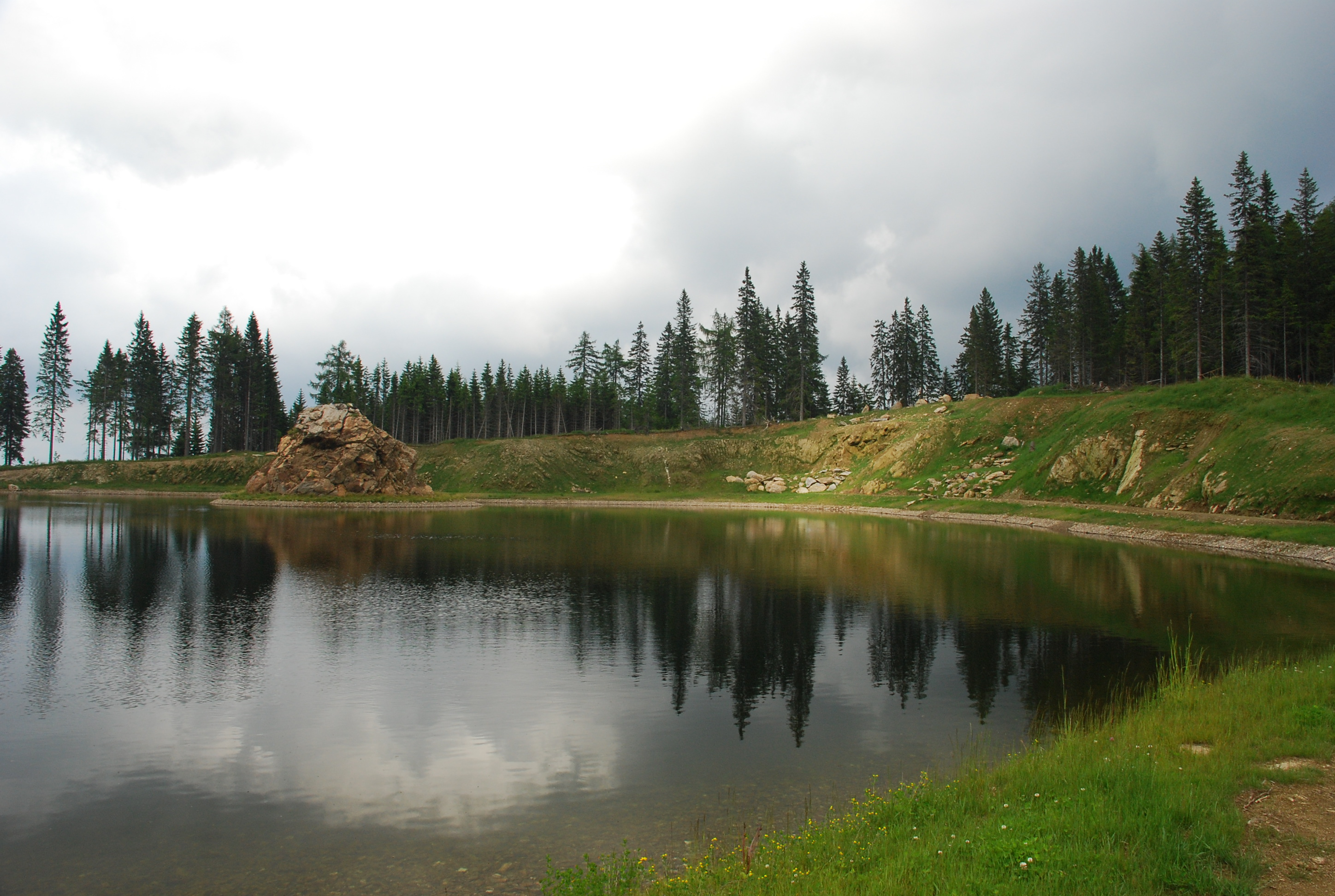
Beim Schigebiet Hebalm in der Nähe vom Dom des Waldes

### Flora und Vegetation
Das Gebiet der Hebalm liegt in der montanen Höhenstufe, der Bergwaldstufe.

#### Wald
Die Hebalm ist in großen Teilen mit Wald bedeckt. Diese Waldgebiete sind dort, wo sie auf Wiederanpflanzungen (Rekultivierung) ehemaliger Almflächen beruhen, weitgehend reine Fichtenbestände (so z. B. auf der ehemaligen Grandner Alm). Der natürliche Wald ist ein Mischwald, der im Nadelholz von Fichten dominiert wird, aber auch Europäische Lärchen und seltener Waldkiefern und Weißtannen enthält. An Laubholz befinden sich in den Wäldern in kleinen Zahlen Hänge-Birken, Ahorne, Gemeine Eschen und Rotbuchen.
Die Bestände an Buchen sind wissenschaftlich untersucht worden.
Diese Baumart wächst auf der Hebalm nur mehr auf wenigen, kleinflächigen Standorten.
Buchen würden allerdings zur natürlichen Vegetation der Hebalm gehören. Das dennoch geringe Vorkommen von Buchen wird auf die historische Waldnutzung zurückgeführt. Holzkohle und Pottasche waren Grundstoffe für die Glaserzeugung im Koralmgebiet im 17. und 18. Jahrhundert.
Für 1 kg Glas waren 2400 kg Holz notwendig, 97 % davon in Form von Pottasche, 3 % zur Hitzeerzeugung.
Buchenholz ergab keine gute Ausbeute an Holzkohle, es wurde aber für die Produktion von Pottasche bevorzugt (Aschenbrennen). Beides führte dazu, dass die Bestände dieser Baumart verringert wurden:

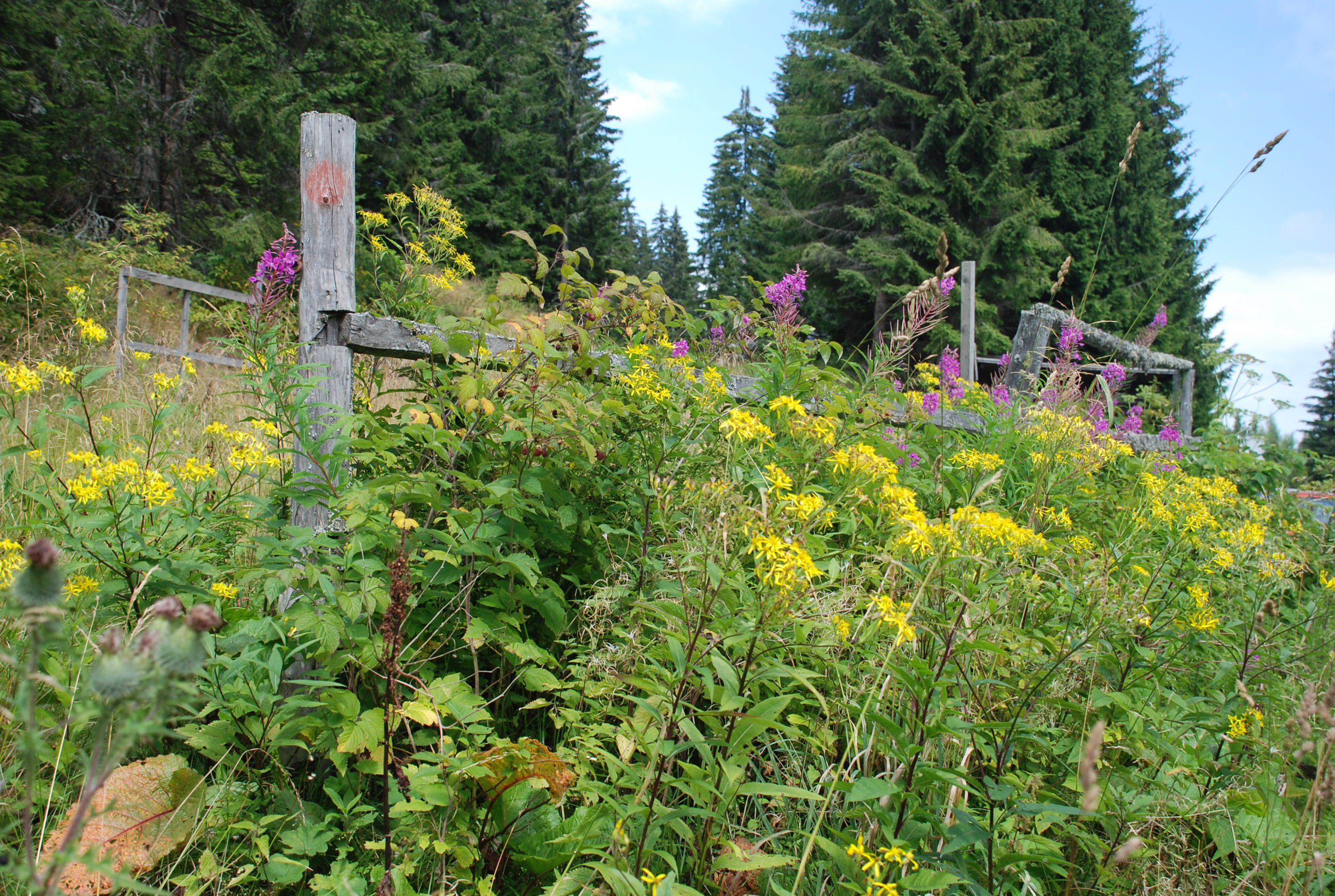
Auf Waldlichtungen wachsen Schmalblättriges Weidenröschen, wilde Himbeeren, Kreuzkraut, der auf Almen fast unvermeidliche Ampfer und verschiedene Gräser in dichten Beständen.

In Gebieten, in denen Holzkohle produziert wurde, wurden die Buchenbestände zugunsten von Bäumen, aus deren Holz mehr Holzkohle zu gewinnen war, zurückgedrängt. Wo die leichter transportierbare Pottasche erzeugt wurde, wurde (Rot-)Buchenholz bevorzugt zu Asche verbrannt. Das war in Gebieten mit schlechten Wegverbindungen der Fall, wie es für die Hebalm abseits der alten Straßen zutrifft.
Der größte Waldbesitzer ist das Forstgut Ligist. Dieses Forstgut entstand 1928. In ihm wird naturnaher Forstbau betrieben.

#### Pflanzen im Grünland
Die Wiesen und Weiden sind die charakteristischen Pflanzengesellschaften für den kalkfreien, weitgehend mageren Boden: Bürstlingwiesen sind häufig, ebenso das „Erika“ genannte Heidekraut. Die Zwergbirken bei der See Eben wurden als Rest eines früher über die ganze Hebalm verlaufenden Vorkommens dieser Pflanze gedeutet.

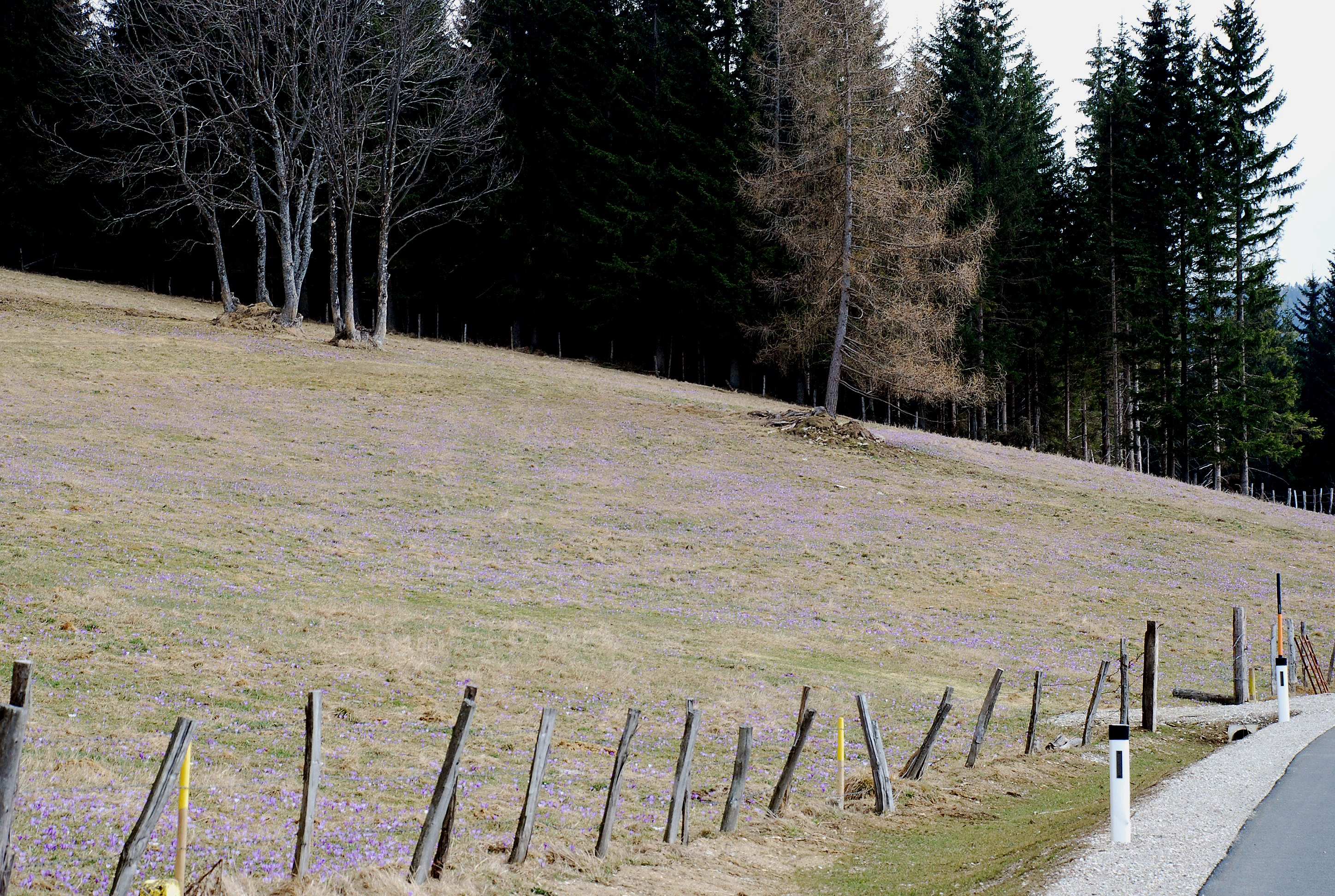
Krokusblüte auf der Hebalm

Auf der Hebalm wachsen Schwarzbeeren, Granten und verschiedene Arten von Speisepilzen wie Eierschwammerln und Steinpilze (Herrenpilze). Das Sammeln und Verwerten dieser Produkte bringt ein verbreitetes Nebeneinkommen.

#### Krokusblüte
In den ersten Frühlingstagen überziehen tausende blühende Krokuspflanzen (Crocus albiflorus) weite Bereiche der Hebalm für wenige Tage mit einem bläulichen Schimmer. Die Krokuswiesen auf der Hebalm sind Anlass für Ausflüge.

### Fauna
Die Freiländer Alm wird im Sommer von den Rindern geprägt, die in Kleingruppen das Gebiet durchstreifen. Fleckvieh ist die häufigste Rinderrasse auf der Freiländer Alm. Diese Rasse löste in den Jahren ab 1950 das früher dominierende Murbodner Rind ab. 1954 hatten noch über 80 % der Gesamtzahl der Rinder zu den Murbodnern gehört.

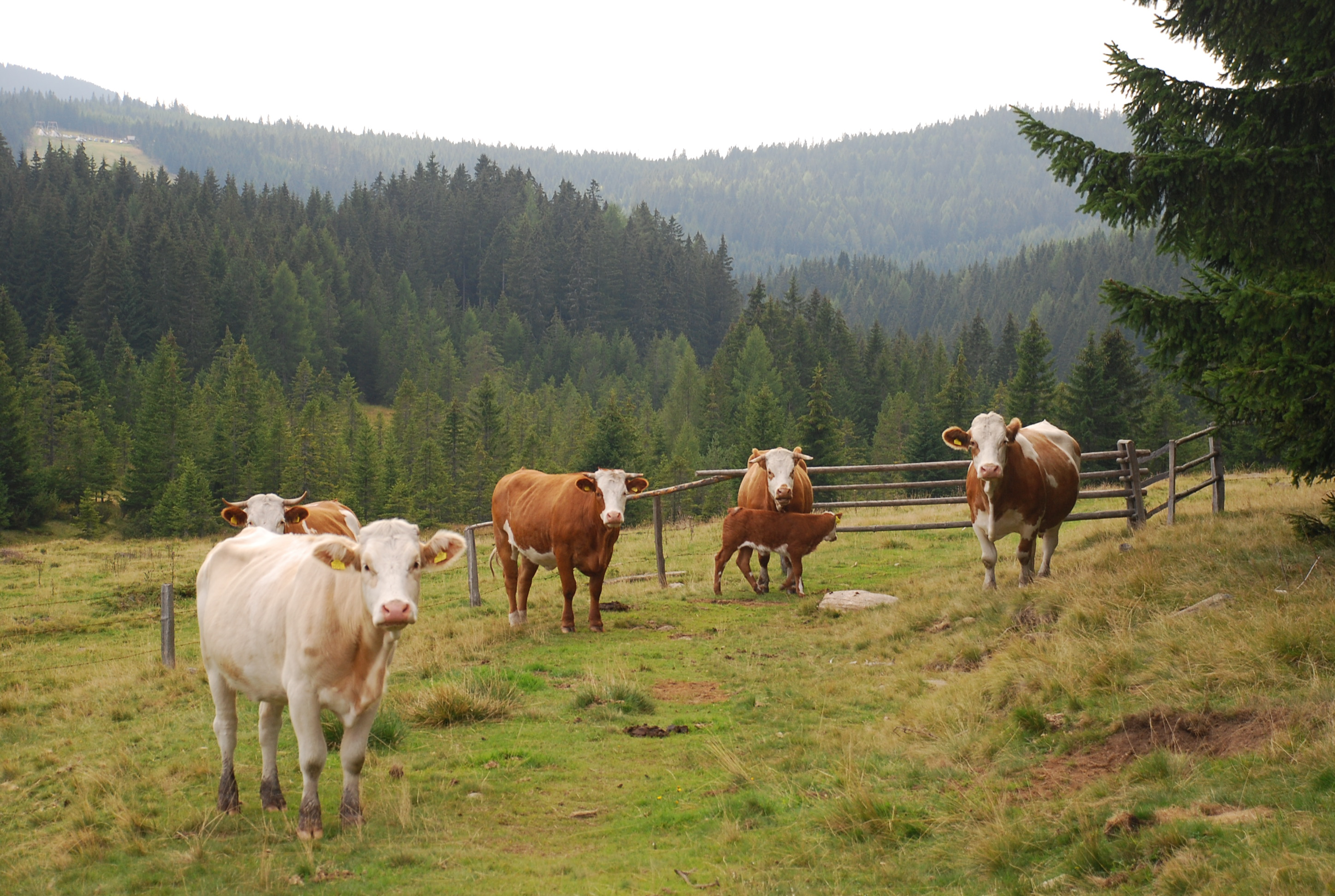
Fleckvieh auf der Alm

Rehe, Rotwild (Hirsche) und Gämsen sind die häufigsten Wildtiere des Hebalmgebiets. Häufiges Raubwild ist der Fuchs. Die großen zusammenhängenden Waldgebiete rund um den Schwarzkogel und in den Flusstälern beherbergen viele Vogelarten, auch Auerwild (Auerhuhn).
Die Hebalm umfasst mehrere Eigenjagdgebiete, so die Freiländer Alm.

### Böden

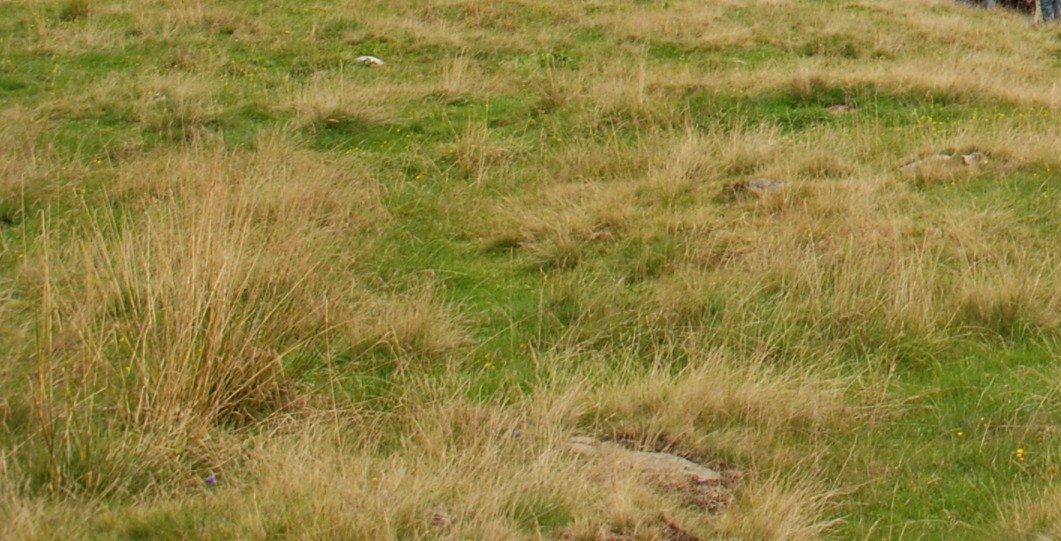
Bürstlingwiesen sind auf den mageren Böden weit verbreitet.

Die Böden auf der Hebalm sind Felsbraunerden aus kristallinen Schiefern als mittelwertiges bis mageres Grünland mit nahezu allen Varianten der Wasserversorgung bis zum Pseudogley.
Eine Ackernutzung ist wegen der Höhenlage nicht sinnvoll. Sie soll aber bis in das 17. Jahrhundert stattgefunden haben. Weit verbreitet sind auch nährstoffarme Ranker,
auf denen Bürstlingwiesen liegen.
In den bewaldeten Gebieten der Hebalm bilden schwer zersetzbare Vegetationsrückstände wie Nadelstreu die ungünstige Humusform Rohhumus.
Bei der Freiländer Almhütte befindet sich ein Bodenschutzpunkt (DLX 30) nach dem Steiermärkischen landwirtschaftlichen Bodenschutzgesetz. In der Steiermark ist in den Jahren 1986–2006 ein Netz von über 1000 Untersuchungsstellen geschaffen worden, aus deren Bodenproben die Böden auf allgemeine Eigenschaften, Nähr- und Schadstoffinhalte usw. untersucht werden. Daraus werden Schadstoffbelastung, Erosion und Bodenverdichtung beurteilt. Träger des Projekts ist das Referat für Boden- und Pflanzenanalytik des Landwirtschaftlichen Versuchszentrums.

## Infrastruktur

### Almen auf der Hebalm

#### Die Almflächen werden kleiner
Die Almflächen der Hebalm waren zu Beginn des 20. Jahrhunderts mehr als doppelt so groß wie hundert Jahre später. Die größte seinerzeitige Alm, die Grandner Alm, aber auch eine Reihe anderer Bereiche, sind zu Wald geworden. Flurnamen wie Ochsenhalt, Kamperlehalt, Rößlwald, Kühroan, Lubachhalt, Münzerhalt, Rößlofen belegen die frühere wesentlich intensivere Nutzung des Hebalmgebietes als Viehweide. Es gibt nur mehr ein Gebiet der Hebalm, das tatsächlich als Alm betrieben wird: die Freiländer Alm. Auch auf ihr hat der Waldbestand in der zweiten Hälfte des 20. Jahrhunderts deutlich zugenommen.
Das Vordringen des Waldes ist auf die veränderte Wirtschaftsstruktur zurückzuführen. Viehhaltung auf Almen geht seit Mitte des 20. Jahrhunderts stark zurück. Schon von 1951 bis 1977 wurden im nördlichen Teil der Koralm zwischen Hebalm und Pack ca. 600 Weideeinheiten NKG-Normalkuhgras (Viehbesatz von 500 kg Lebendgewicht = eine Großvieheinheit über 100 Weidetage) der Almwirtschaft entzogen.
Das ist rund das Fünffache des jährlichen Besatzes der Freiländer Alm in den Jahren nach 2000. Grund dafür ist die Abwanderung aus dem bäuerlichen Bereich und die intensivere Bewirtschaftung der verbleibenden Bauernhöfe: Flächen früherer Höfe können als Weiden im Ortsgebiet verwendet werden, verbesserte Weideorganisation macht es möglich, auf weniger ertragreiche Almen zu verzichten.
Das Vorrücken des Waldes ist in den Unterlagen des Katasters und der Landesaufnahmen, in den Luftbildaufnahmen des Bundesamtes für Eich- und Vermessungswesen (BEV) in Wien, in wissenschaftlichen
und ortskundlichen Arbeiten dokumentiert.

#### Freiländer Alm
Die Freiländer Alm bildet den Nordostteil des Hebalmgebietes. Sie ist etwa 3 km² groß und besteht aus ca. 1 km² Almweide, 1,85 km² Wald und sonstigen Flächen (Filzmoos, dem Stausee, dem Grundstück der Almhütte samt Haltstall und Wegeverbindungen).
Die Alm bewahrt Namen des historisch zusammengehörigen „freien Landes“, welches wegen der Zugehörigkeit zum Stift Admont von manchen Verpflichtungen gegenüber den Landesherrn befreit war.
Ab den 1930ern verlagerte sich das Zentrum der Hebalm-Almwirtschaft hierher. Sie wird bis heute von der Bauerngemeinschaft Freiländer Alm beschickt, die aus 35 Bauernhöfen aus Kloster, Freiland und Osterwitz gebildet wird.

#### Stocker Alm
Die Stocker Alm liegt südlich der Freiländer Alm. Sie ist ca. 0,3 km² groß. Wirtschaftlich wird diese kleine Almfläche als Teil der Freiländer Alm geführt.
Ende des 19. Jh. wurde der Name „Stocker Alm“ für die wesentlich größere Almfläche am Nordhang des Kampele Kogels (siehe Bild: Messtischblatt) oder überhaupt als Synonym für die Hebalm verwendet. Diese Fläche wurde im 20. Jh. zur Grandner Alm gezählt.

#### Grandner Alm
Die Grandner Alm nördlich der Freiländer Alm wurde in der ersten Hälfte des 20. Jahrhunderts aufgelassen und ist seither Waldgebiet. Mit ca. 4,2 km² war sie die größte Alm im Hebalmgebiet. Das Gebiet dieser Alm wurde in einigen Landkarten in der Vergangenheit als Hebalm bezeichnet. Das Gebiet gehört seit 1928 zum „Forstgut Hebalm“ des Malteser-Ritter-Ordens.

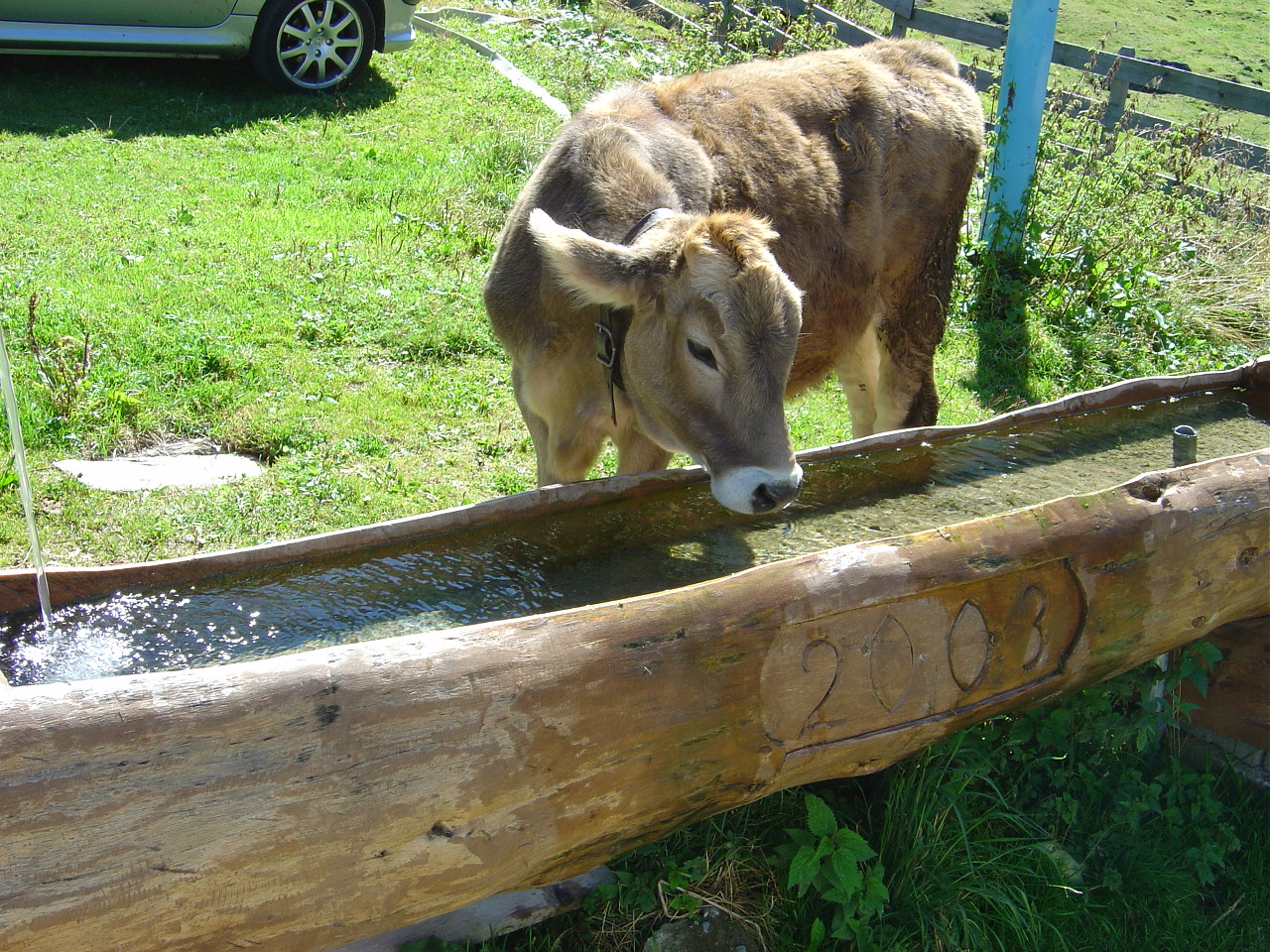
Wassertrog als Viehtränke

Die Grandner Alm ist Teil der „Gülten in der Pack und Modriach“. Dieser Name bezeichnet ein über 6,4 km² großes Landgut im Westen der Hebalm. Er ist im Titel der Grundbuchseinlage enthalten. Dieses Gut war in der Landtafel der Steiermark eingetragen.
Der Besitz eines solchen „landtäflichen Gutes“ war Adeligen und anderen Mitgliedern der jeweiligen Landstände vorbehalten und vermittelte im damaligen Herzogtum Steiermark bis in das 19. Jahrhundert politische Rechte und Pflichten (Landstandschaft). Eine Gült war das Recht einer Grundobrigkeit gegen ihre Untertanen auf Geld, Naturalien oder Arbeiten. Diese Rechte wurden auch Urbarialrechte genannt. Sie umfassten auch die – ebenfalls Gült genannten – Steuern an die jeweiligen Landesherrn.
Der Name leitet sich von einem kleinen Gehöft (einer „Hütte“) namens „Grandner“ oder „Grantner“ ab. Das Wort „Grand“ ist „… ein deutlich bair.‑österr. wort, …“ für einen Trog oder (Wasser-)Behälter. Das Wort kann aber auch (groben) Sand oder Kies bzw. (grobes) Mehl bedeuten.
Hinweise darauf, dass dieses Wort auf die im Gebiet häufigen „Granten“ (Preiselbeeren) hinweist, liegen nicht vor.
Der Stering-Bach, der im Gebiet der Grandner Alm auf alten Landkarten verzeichnet ist, bildet mit dem Namen einen Beleg für Rodungsarbeiten. „Sterring“ ist ein altes Wort für den nach dem Fällen verbleibenden Baumstumpf.

### Gebäude auf der Hebalm

#### Hebalmkapelle

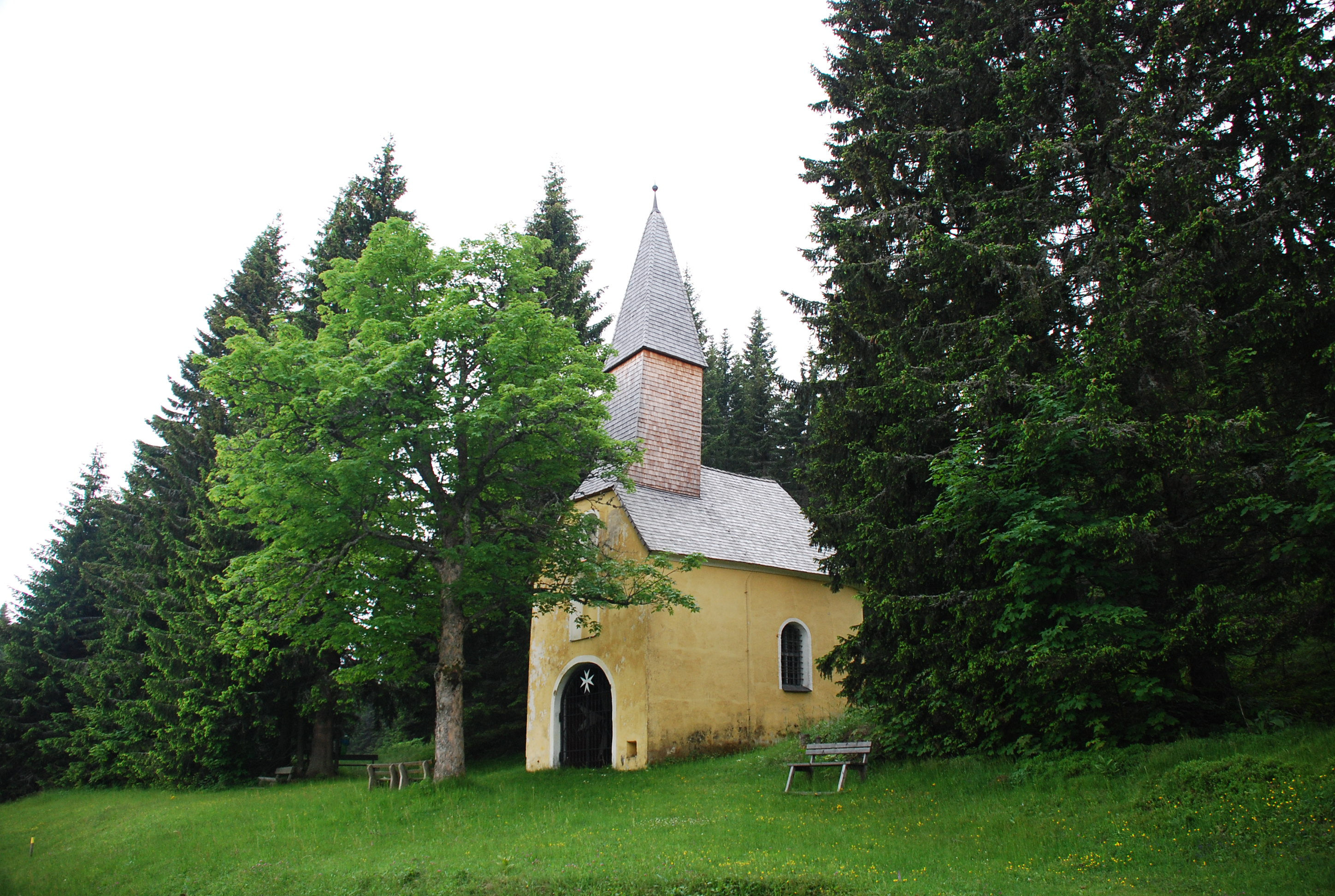
Hebalmkapelle

Die Hebalmkapelle liegt an der Hebalmstraße gegenüber dem Forsthaus auf der Hebalm.

#### Forsthaus Hebalm
Dieses Gebäude (ehemals Jagdhaus für die Gäste des Grundbesitzers, des Malteserordens) wird nur mehr selten und vorübergehend benutzt. Es hat im Jahr 2006 eine neue Dachdeckung aus Holzschindeln erhalten. Damit ist dieses Haus neben der (schräg gegenüber liegenden) Hebalmkapelle eines der letzten schindelgedeckten Gebäude des Gebietes.
Beim Forsthaus befindet sich eine Einstiegsstelle in die Langlaufloipen. Über diese Loipen können im Winter alle Teile der Hebalm, beide Schigebiete und auch das Hebalmschutzhaus erreicht werden.

#### Schutzhaus Freiländeralm (Rehbockhütte, Hebalmschutzhaus, Almhaus)

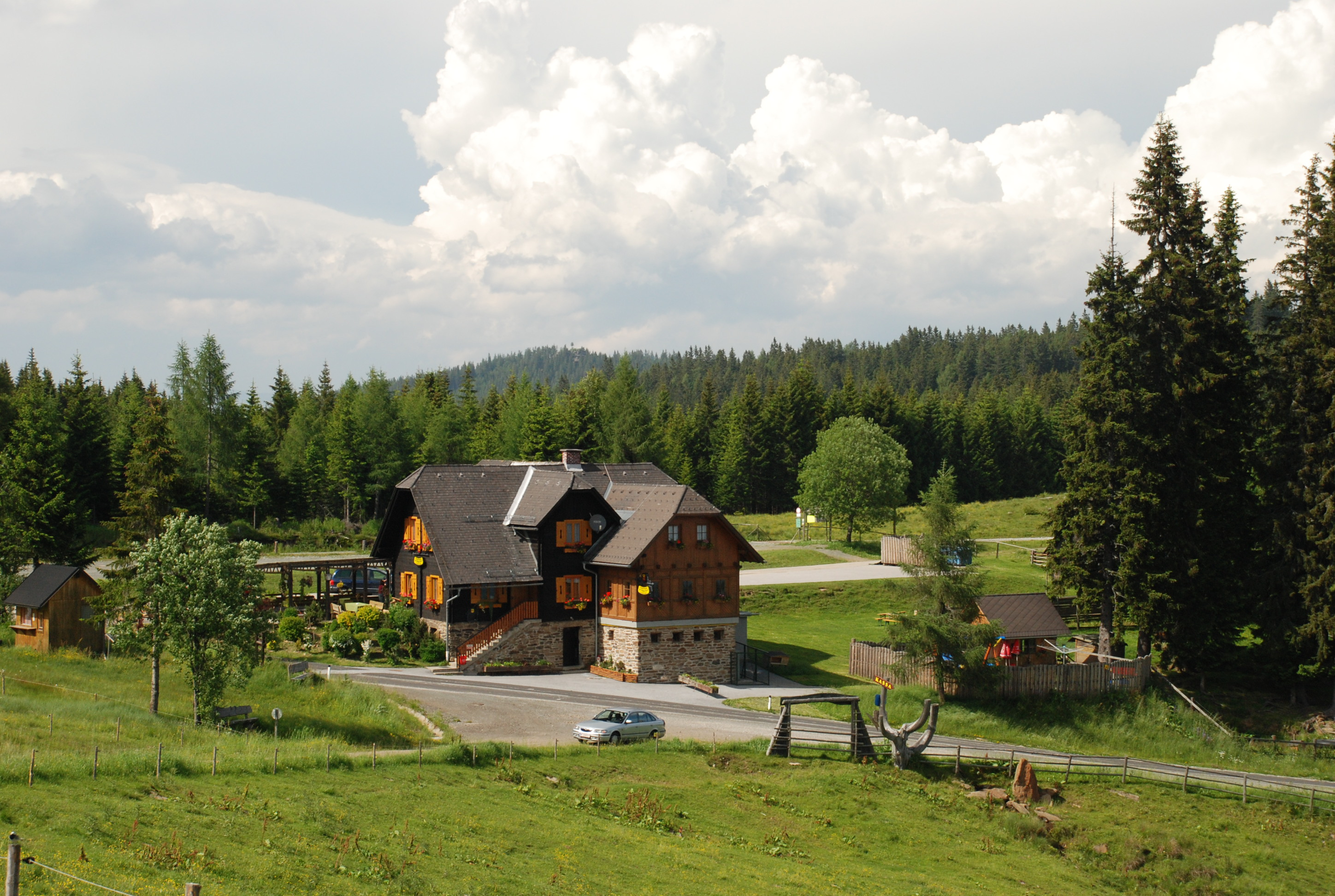
Die Rehbockhütte (Schutzhaus Freiländeralm, Hebalmschutzhaus). Auf der Erhebung im Hintergrund liegt die Felsformation des Großofens (1473 m Seehöhe)

Das Haus wurde um 1930 an der Kreuzung der Hebalmstraße mit den Wegen nach Norden in die Freiländer Alm und nach Süden in die Stocker Alm und zur Stoffhütte erbaut. Ursprünglich hatte es die Funktion eines Schutzhauses für die Besucher der Alm, z. B. Bauern, die ihr Vieh betreuten.
Es liegt auf 1365 m Seehöhe. Bauherr war die Bauerngemeinschaft Freiländer Alm, die die Gastwirtschaft verpachtet hatte und später das Haus verkaufte. Der Anschluss an das öffentliche Stromnetz erfolgte um 1970.
Im Sprachgebrauch des Gebietes wird das Haus nach seiner ursprünglichen Schutzhausfunktion auch als Alm„haus“ bezeichnet. Mit Alm„hütte“ oder Freiländerhütte wird dann der ca. 1,5 Wegkilometer östlich gelegene Betriebssitz der Betreuer („Almhalter“) der Freiländer Alm bezeichnet.
Im Sommer ist das Haus einer der Stützpunkte für Wanderer auf dem Höhenrücken der Koralm, im Winter für die Benützer des daneben liegenden Schigebietes der Klug‑Lifte.
Der Nord-Süd-Weitwanderweg berührt das Haus nicht, sondern führt einige hundert Meter westlich am Höhenzug der Koralm vorbei. Es gibt keine Übernachtungsmöglichkeit.
Bis 2015 wurde um das Haus zweimal jährlich der Hebalmkirtag abgehalten.
Ab 15. Juni 1962 war das Haus Sitz einer Poststelle (ab 1972 als Saison-Poststelle vom 1. Juni bis 15. September, ab 1984 nach Einrichtung des Schigebietes der Klug‑Lifte auch mit Winterbetrieb). Ab 9. April 1988 sollte die Poststelle ganzjährig geführt werden, sie wurde aber kurz danach am 20. Juni 1989 aufgelassen.

#### Freiländer Almhütte
Die Gebäude dieser Hütte sind der Betriebssitz der Almhalter auf der Freiländer Alm. Sie werden durch ein Kleinkraftwerk mit dem Stausee unterhalb mit Energie versorgt.

#### Alte und Neue Stoffhütte
Die Stoffhütte war ursprünglich ein Hirtenhaus der damaligen Stoff- oder Franzbaueralm. Seit 1889 wurde dort eine Gaststätte unterhalten. Ab ca. 1990 war sie nur mehr selten geöffnet, danach wurde der Gastwirtschafts-Betrieb vollständig eingestellt und das Gebäude um 2018 abgetragen. Diese (alte) Stoffhütte war Unterkunft eines alpinen Vereines, sie wurde bis zum Auslaufen des Pachtvertrages 1976 als Schutzhütte geführt. Ob es sich bei der alten Stoffhütte um jene zweite Gaststätte handelt, die 1834 in der Umgebung der Hebalmkapelle gebaut worden war, wird vermutet, ist aber nicht belegt.
Das später gebaute zweite Haus an diesem Standort (neue Stoffhütte) wurde ebenfalls bis nach 2000 als Gastwirtschaft geführt und dient seitdem als privates Wohnhaus. Wenige hundert Meter westlich der Stoffhütten liegt die See-Eben.

#### Aussichtsplattform See-Eben
Im Frühjahr 2008 wurde am nördlichen Rand der See-Eben ein kleiner Aussichtsturm aus Holz aufgestellt, der einen Blick über das Hochmoor bietet. Diese Plattform ist über die alte Wegeverbindung vom Forsthaus Hebalm nach Süden zu erreichen.

#### Steinbauerwirt
Dieser Gasthof befand sich im Nordteil des Hebalmgebietes an der Grenze zu Kärnten. Sein Gebäude brannte in der Nacht auf den 24. April 1998 ab.
Der Betrieb wurde als Teil der Gastronomiebetriebe des Schizentrums Hebalm neu aufgebaut (dzt. Gasthof Fichtenhof und Hebalm Stub'n).

### Verkehrsbeziehungen
Die Hebalm ist mit öffentlichen Verkehrsmitteln nicht erreichbar. In den Wintermonaten werden die Schigebiete von Charterbussen aus Graz und Klagenfurt angefahren. Die nächste Tankstelle befindet sich an der Packer Straße im Ort Pack.
Mobilfunkempfang ist nicht in allen Bereichen möglich. Öffentliche Telefonsprechstellen gibt es im Gebiet nicht. Die nächsten Briefkästen befinden sich in St. Oswald in Freiland in der ehemaligen Gemeinde Kloster und in Preitenegg an der Packer Straße.
Meldestellen für Alpine Unfälle befinden sich beim Gasthof Rehbockhütte (Hebalmschutzhaus) und beim Schizentrum Hebalm. Das östliche Gebiet der Hebalm gehört zum Bereich der Ortsstelle Schwanberg, das Gebiet im Westen zur Ortsstelle Voitsberg des Österreichischen Bergrettungsdienstes. Diese Ortsstelle ist an Schiwochenenden mit zwei Stützpunkten im Schigebiet Hebalm vertreten.
Übernachtungsmöglichkeiten gibt es in Ferienwohnungen beim Schigebiet Hebalm.

### Schilaufen und Orientierungslaufen auf der Hebalm
Auf der Hebalm befinden sich Schigebiete. Im Winter ist Skilanglauf im Gebiet möglich. Der Betrieb der Loipe ist auch nach Einstellung des Schigebietes des Malteserordens durch eine Kooperation mit den Gemeinden Preitenegg und Hirschegg-Pack gesichert. Es besteht ein 12 km langes Streckennetz für Skating und die klassische Technik. Ca. 2 km davon werden künstlich beschneit und können dadurch während der ganze Saison befahren werden. Start und Ziel befinden sich bei der Gaststätte am Hebalm-See.

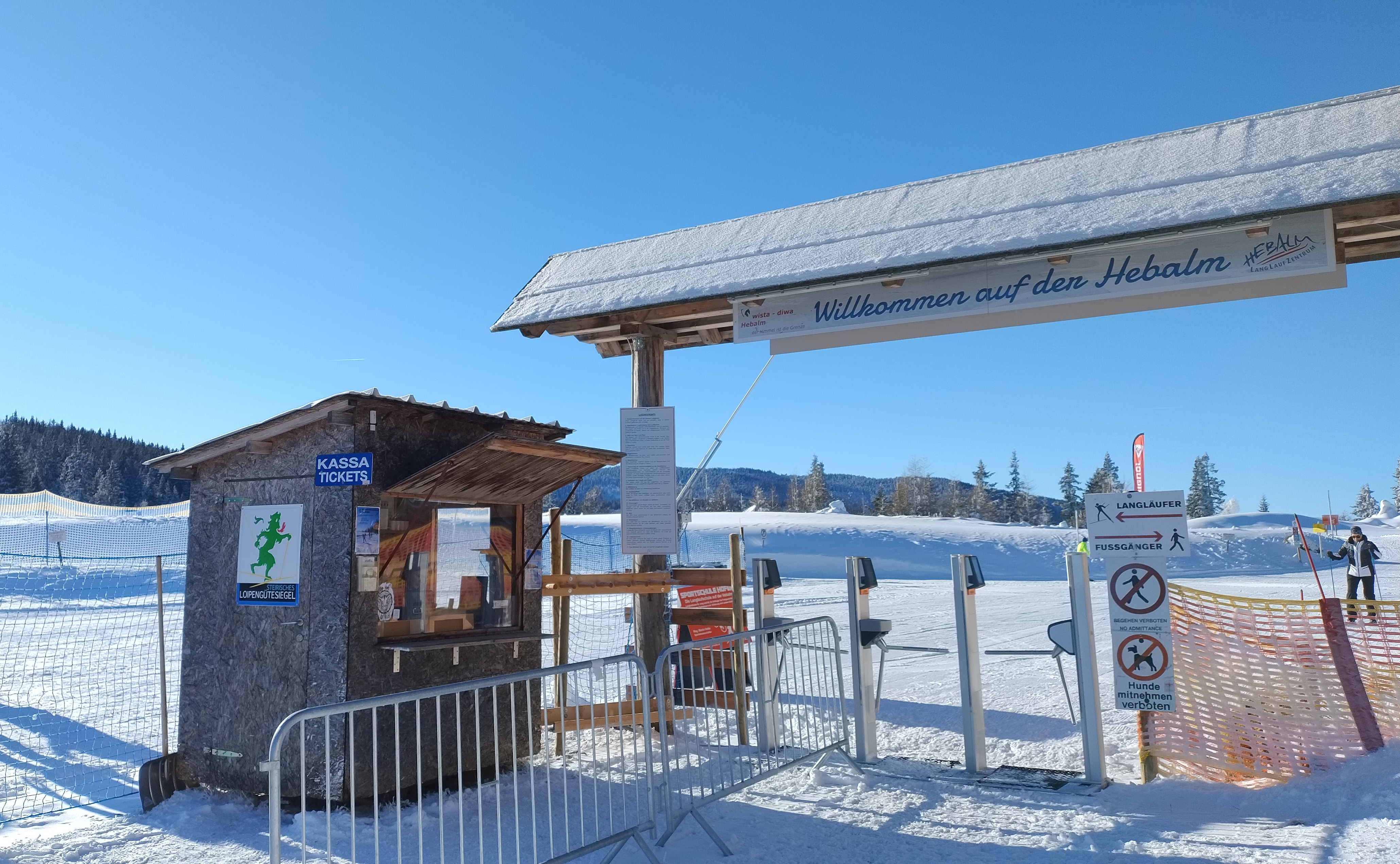
Langlaufzentrum Eingangsbereich
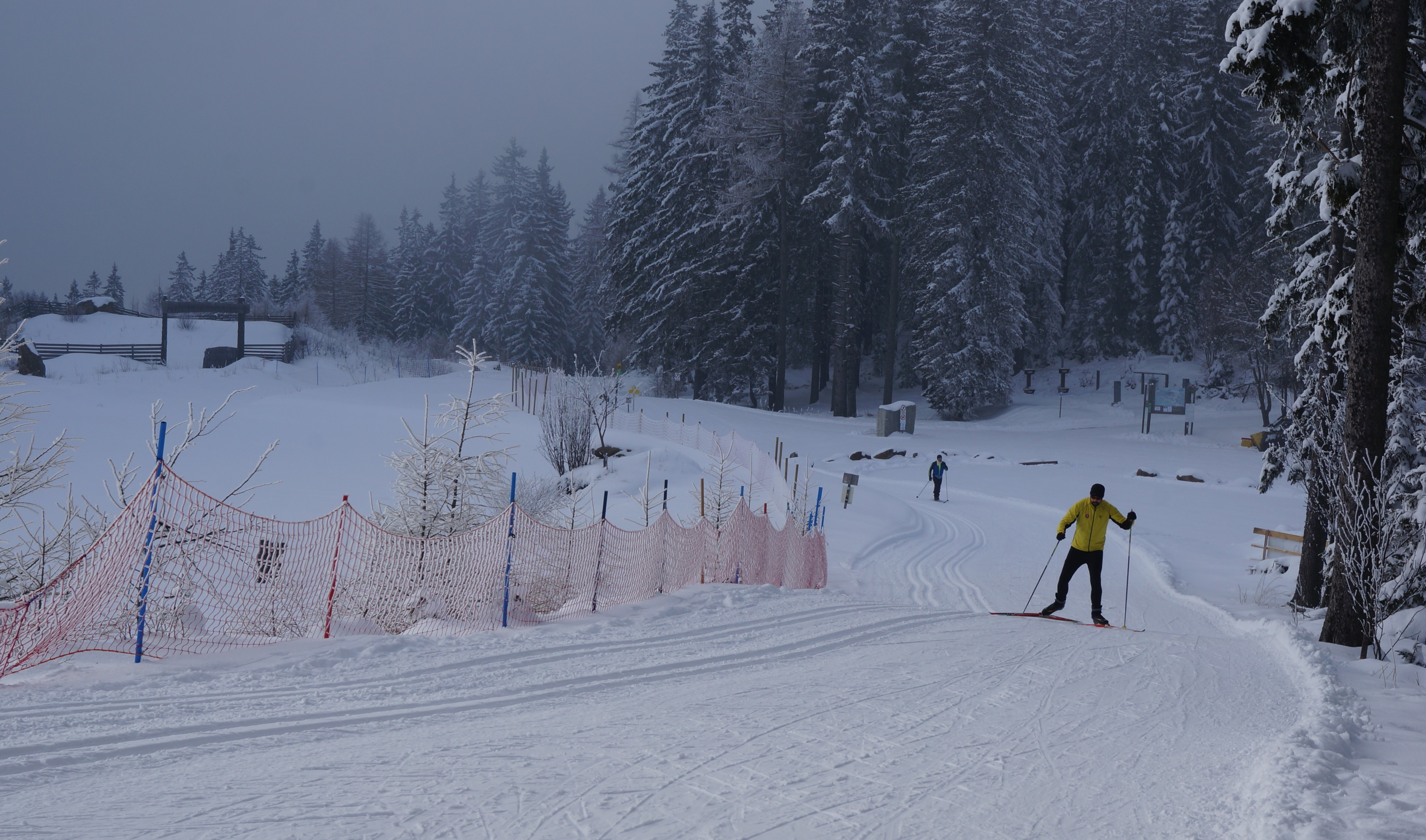
Piste am Waldrand
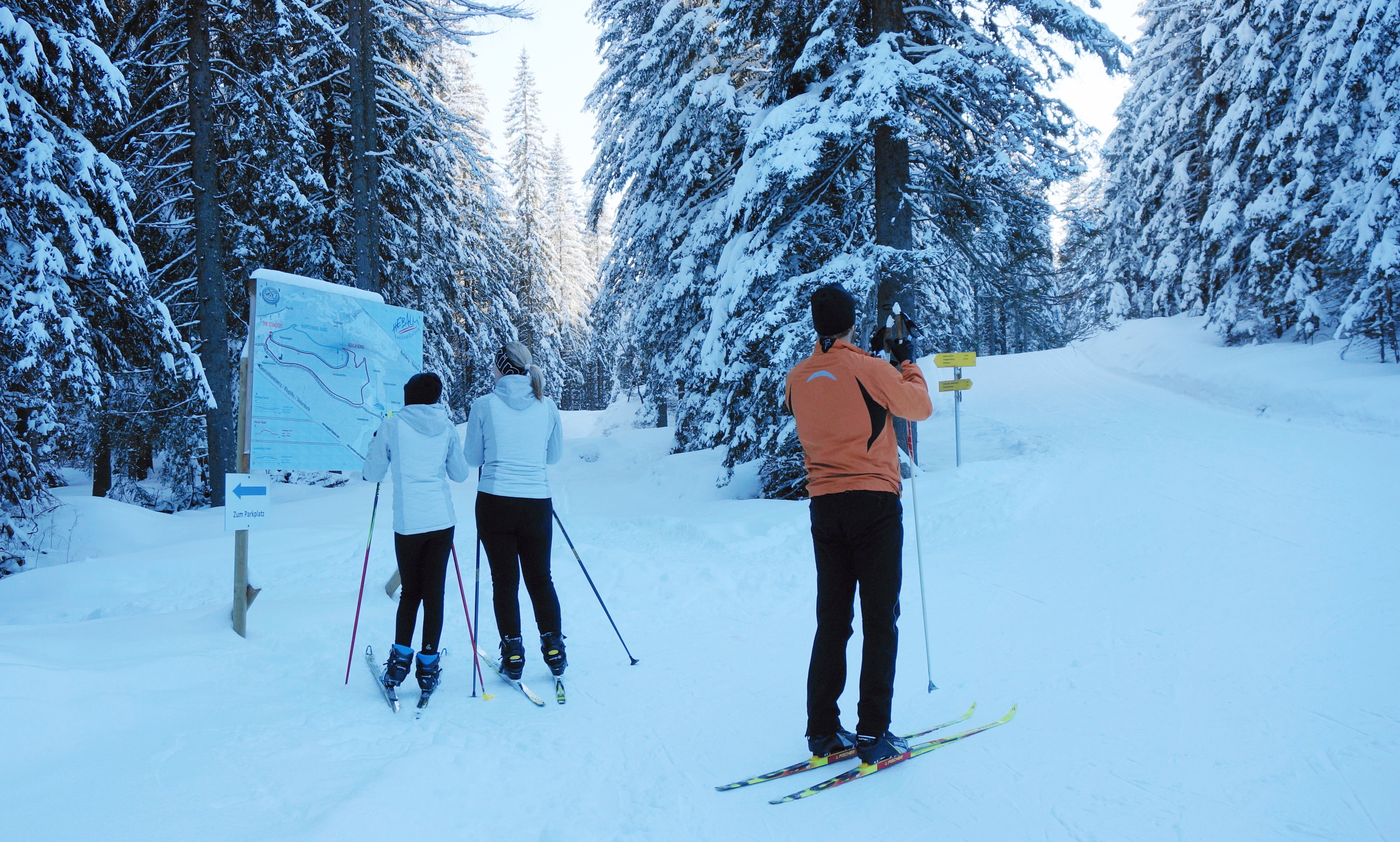
Weggabelung und Infotafel im Wald
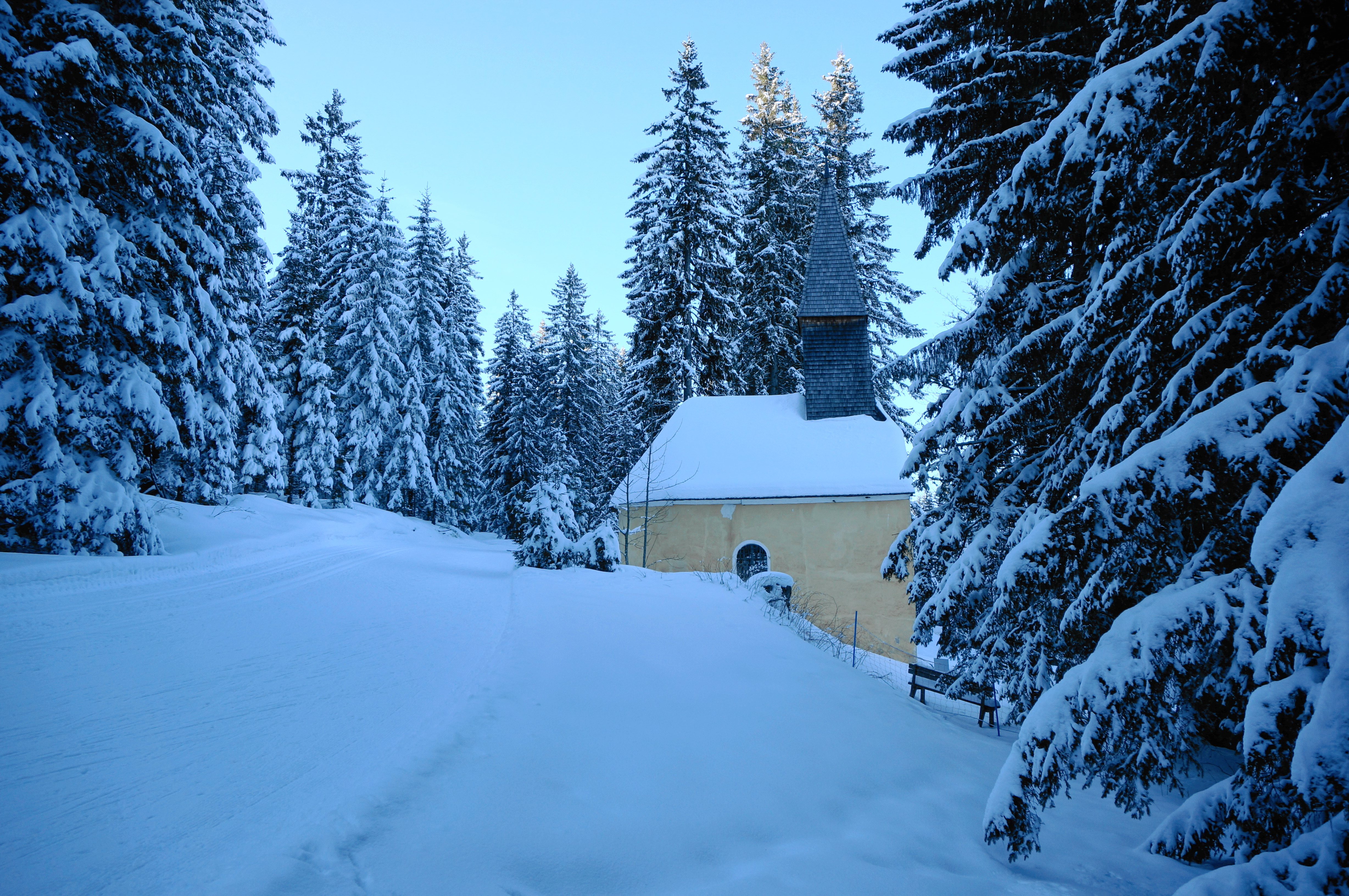
Piste hinter der Hebalmkapelle
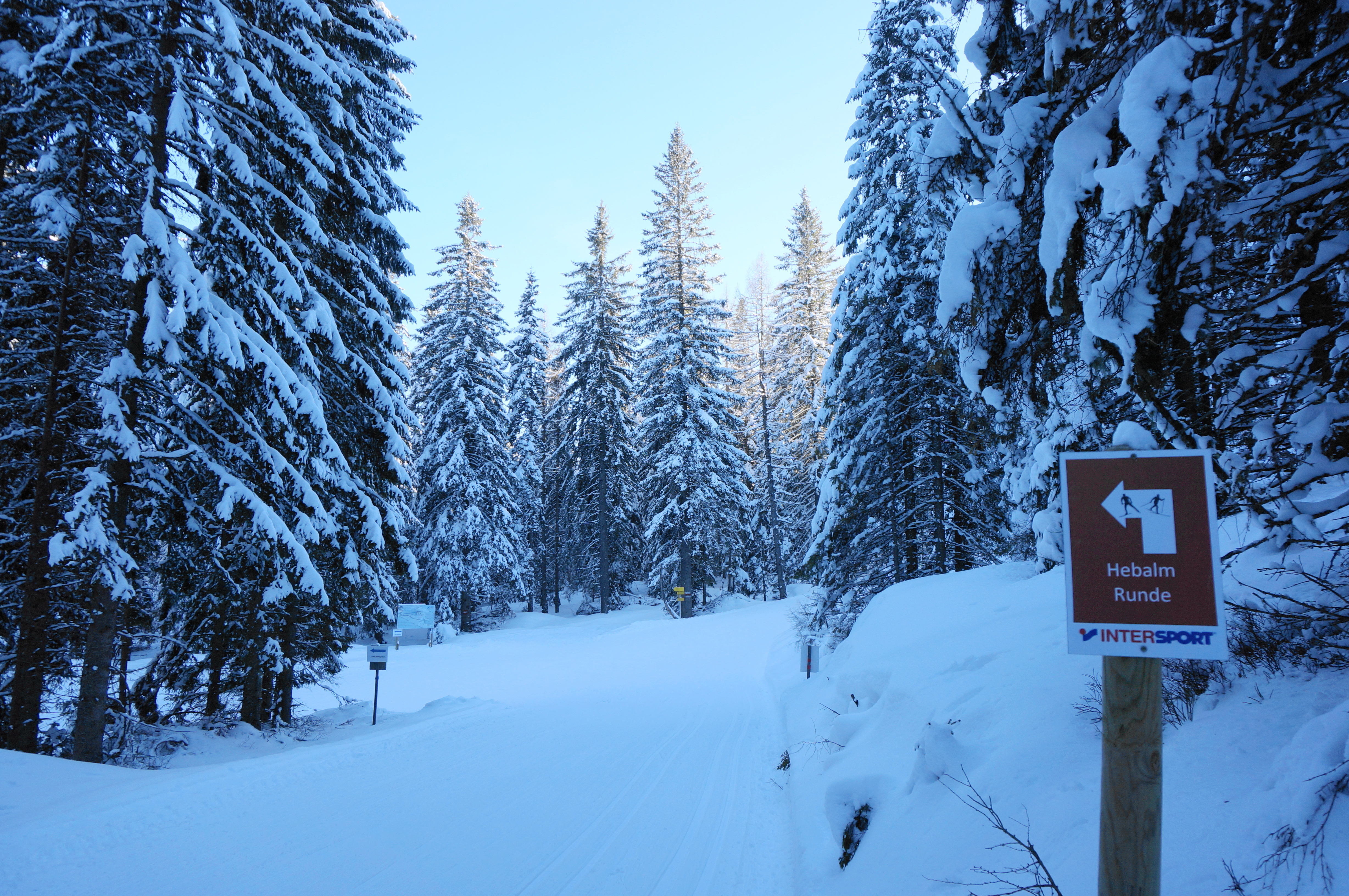
Wegweiser im Wald
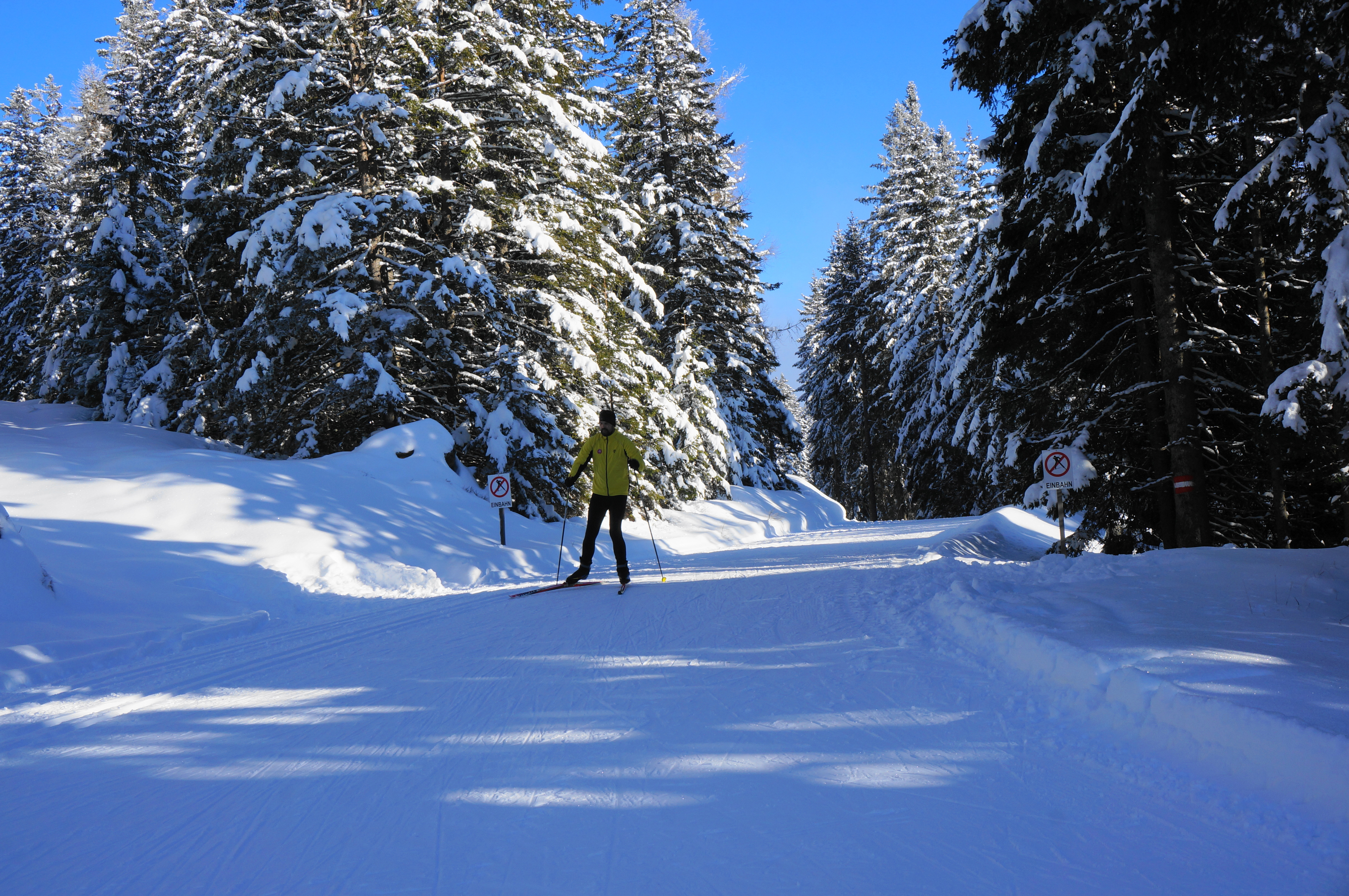
Strecke im Wald

#### Klug-Lifte auf der Hebalm
Dieses Schigebiet liegt beim Hebalmschutzhaus (Rehbockhütte) und wird von der Familie Klug vlg. Lichtenegger aus Rettenbach betrieben. Es verwendet 2 hochseilgeführte Schlepplifte und einen niederseilgeführten Tellerlift. An seinem oberen Ende steht eine kleine Hütte (Gipfl-Hitt’n), welche kleine Speisen und Getränke zur Verfügung stellt – für Gäste, die es nicht erwarten können, rechtzeitig zur Party in die Hütte zu kommen, gibt es ein Pistentaxi. Diese Liftanlage wurde 1968/69 errichtet. Ein Schlepplift, der sich ab 1970 auf dem Südhang des Blochriegels befand, wurde nach wenigen Jahren wieder ab- und parallel zum bestehenden Schlepplift aufgebaut. Die Schneise der Lifttrasse dieses Schilifts ist in der Vegetation noch zu sehen.

#### Ehemaliges Schigebiet Hebalm des Malteserordens
Dieses Gebiet lag im Nordwesten der Hebalm. 1971 hatte der Malteserorden einen Schilift, den Fuchslift übernommen. Danach wurden mehrere neue Anlagen errichtet. Das Schigebiet wurde zuletzt mit fünf Schleppliften, einem Vierer-Sessellift und zwei Kinder-Übungspisten betrieben. Es lag nicht in einem Almgebiet, sondern befand sich im Bereich der ehemaligen Bauernhöfe Schriebl und Pöschl in der Gemeinde Hirschegg-Pack, Ortsteil Packwinkel-Schattseite auf 1050 bis 1400 m Seehöhe. Die Gastronomiebetriebe dieses Gebietes an der Hebalmstraße lagen im Bereich des ehemaligen Gasthofes Steinbauerwirt. Das Schigebiet wurde hauptsächlich von Tagesgästen des Gebiets von Klagenfurt bis Graz genützt, pro Wintersaison sind 100.000 Tagesgäste auf den Schipisten und 10.000 Tagesgäste auf den Langlaufloipen publiziert. Die geringen Schneefälle der Jahre vor 2015 ließen einen wirtschaftlichen Betrieb nicht mehr zu. Im April 2015 wurde das Ende des Schibetriebes bekanntgegeben. Es waren zuletzt nur 80 Betriebstage in der Saison möglich gewesen, notwendig wären weit über 100 Tage gewesen. Liftanlagen und andere technische Geräte sollten möglichst rasch verwertet werden, was eine Weiterführung des Schigebietes durch andere Betreiber unrealistisch erscheinen ließ.
Am 30. April 2015 scheiterte eine vorerst letzte Verhandlungsrunde über die Weiterführung durch andere Interessenten. Nach Einigung über Kaufpreis und Miete bot die Interessensgemeinschaft zur Rettung der Hebalm einen sechsstelligen Betrag als Anzahlung. Der Malteserorden als Eigentümer der Lifte forderte die Bezahlung oder Besicherung bis am 6. Mai, legte jedoch keine Geschäftsunterlagen, keine Jahresbilanz vor. Weitere Verhandlungen führten zu einer vorläufigen Einigung: Der neue Betreiber hätte die technischen Anlagen kaufen und das Gelände mieten sollen. In weiterer Folge scheiterten die Verkaufsgespräche endgültig, Anlagen, die vom Vertrag hätten umfasst sein sollen, wurden an andere Interessenten verkauft und Ende September 2015 abgetragen.

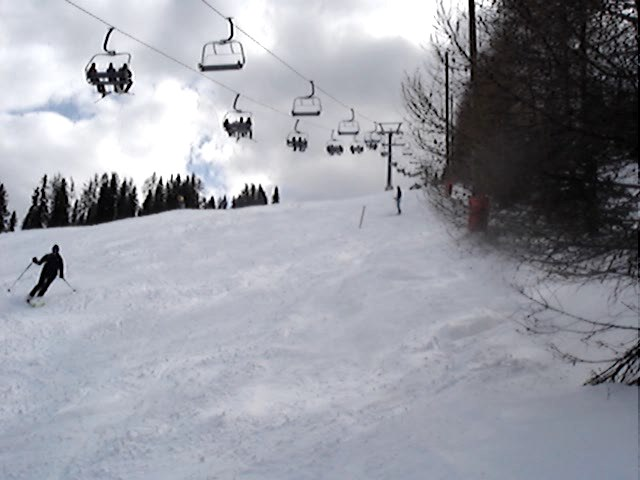
Blick auf die Piste und den Sessellift
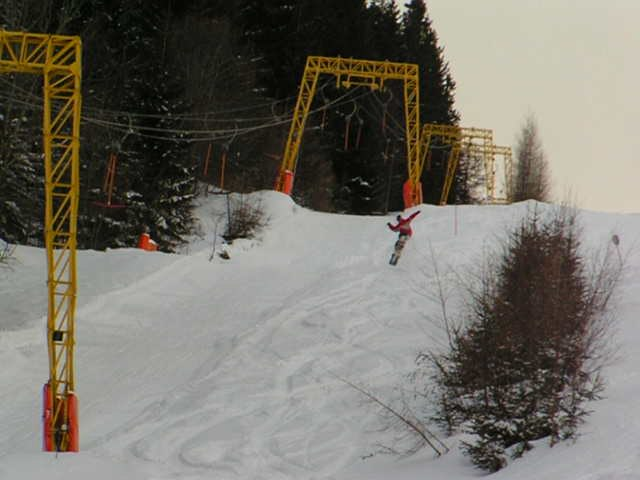
Hirschenlift (Schlepplift)
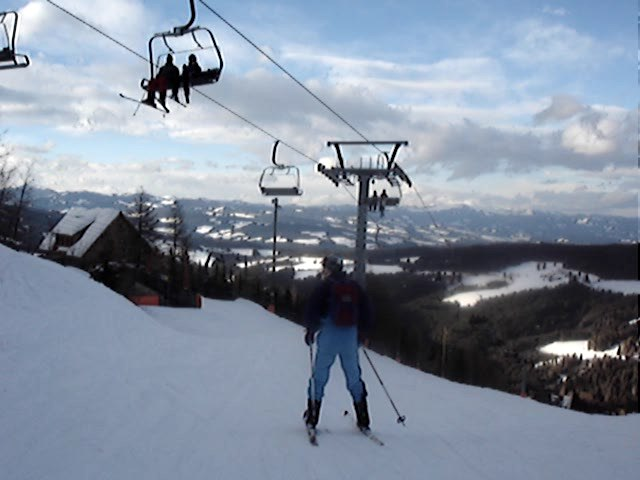
Landschaft und Hütte
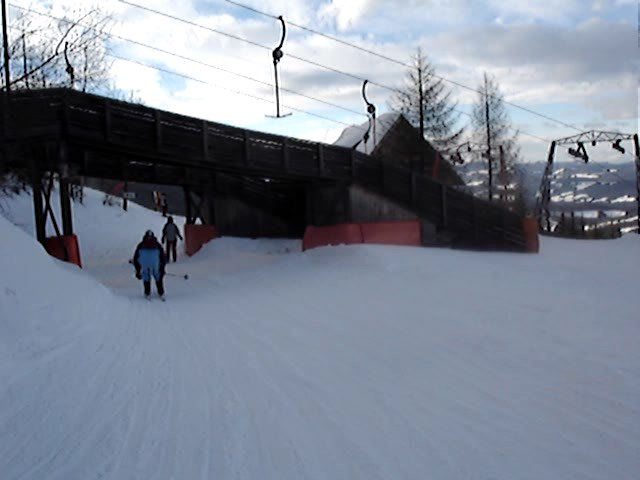
Durchfahrt bei den Gamsliften

#### Orientierungslauf
Grundlage für Orientierungsläufe auf der Hebalm sind zwei Speziallandkarten:
- Freiländeralm (Kloster/Hebalm) 1:15.000.[107]
- Hebalm 1:10.000 (für Schi-OL).[108]

### Hebalmkirtag

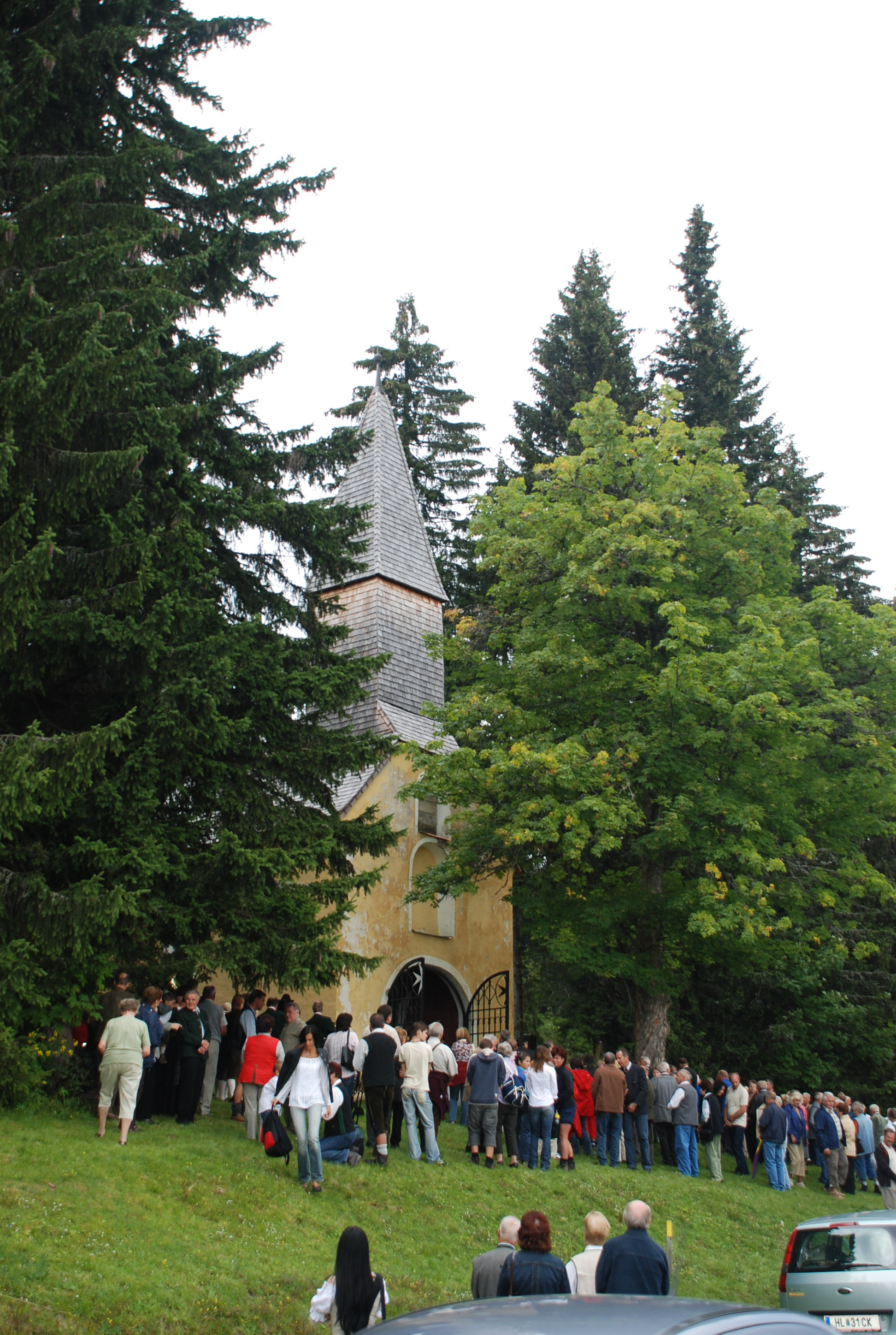
Auch nach Absage der Hebalmkirtage 2016 fand in der Hebalmkapelle ein Gottesdienst statt.

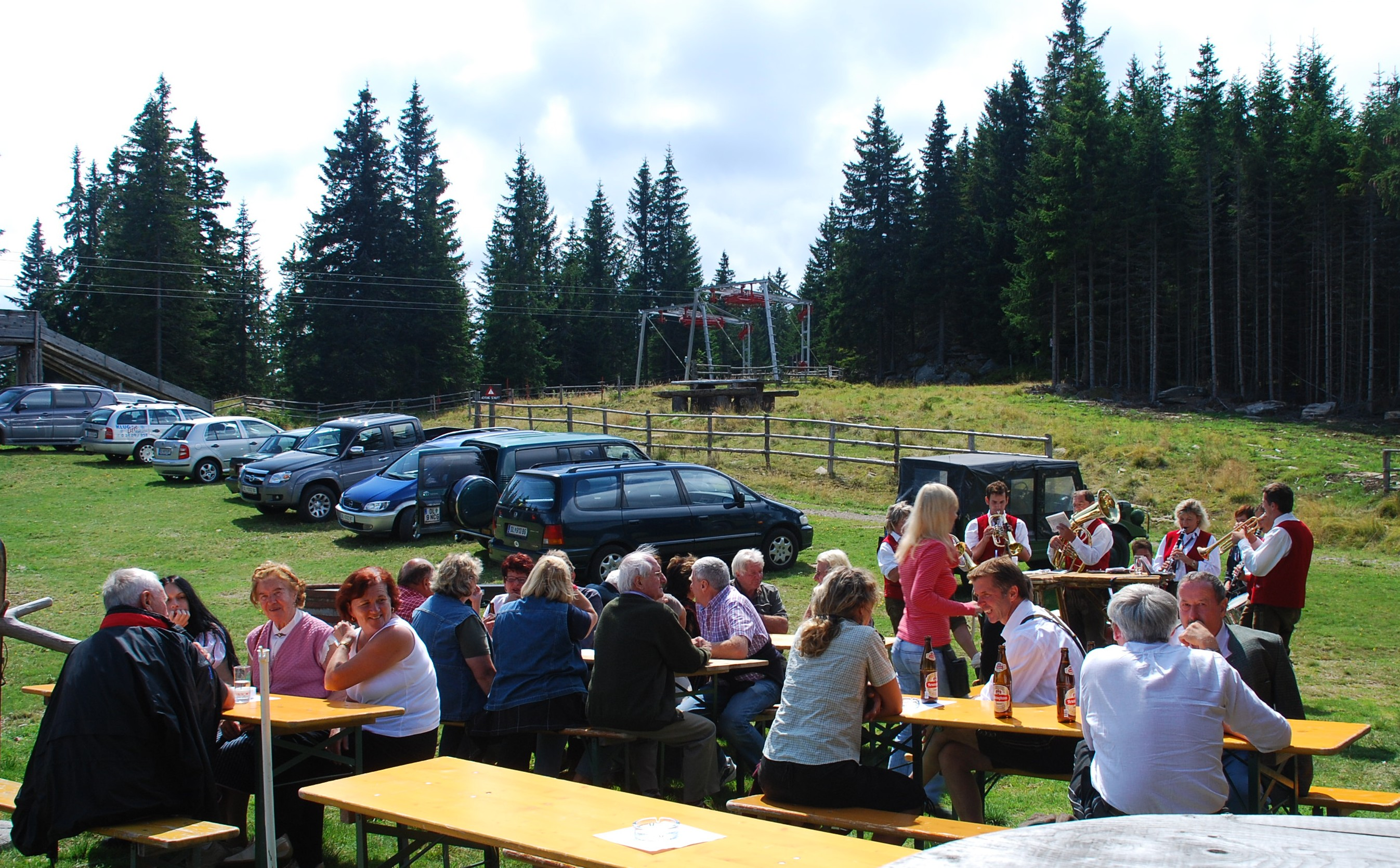
Am Hebalmkirtag bei der Gipfl-Hitt’n.

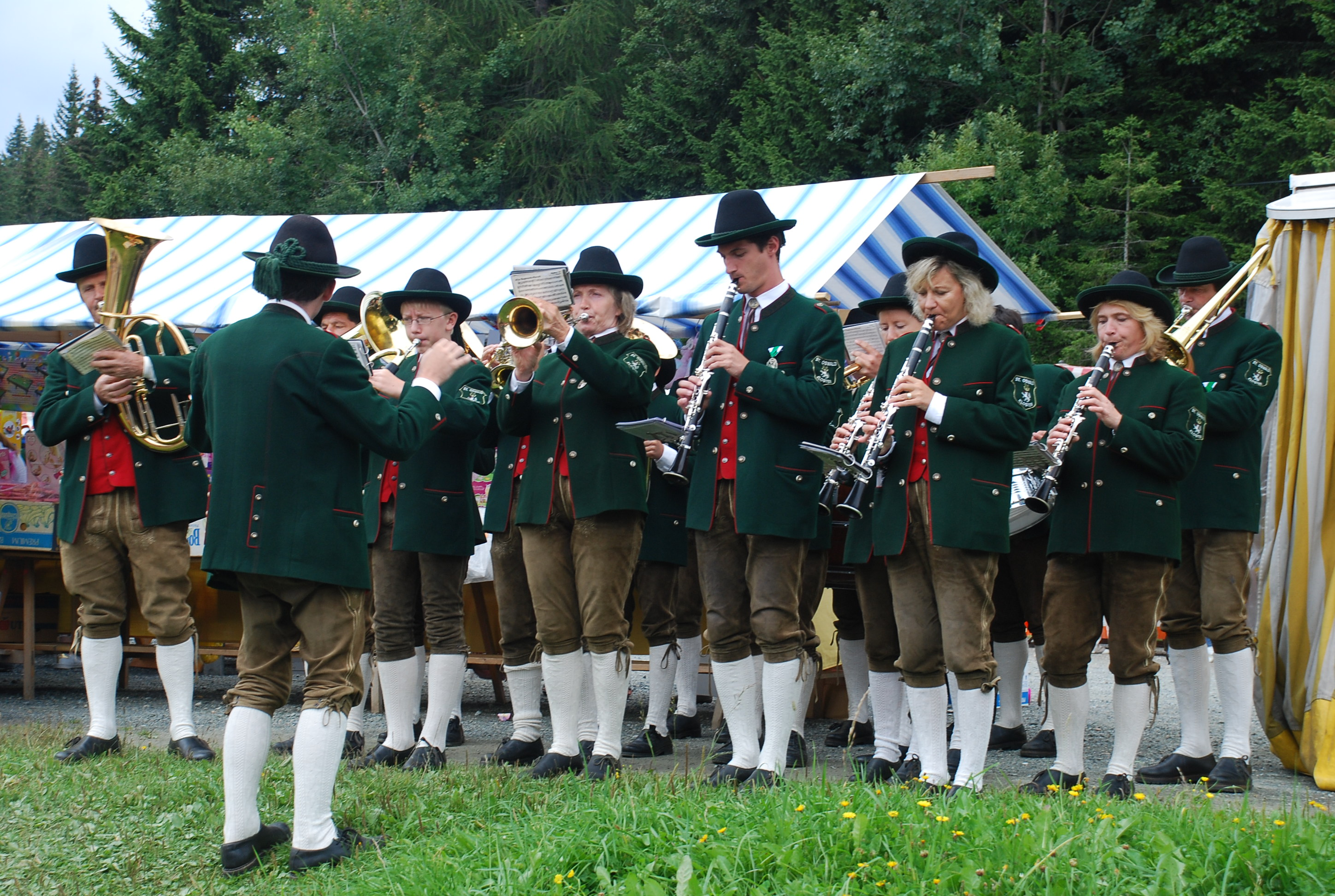
Die Musikkapelle von Kloster spielte auch beim Hebalmkirtag auf.

Hebalmkirtage waren bis 2015 Feste auf der Hebalm. 2016 fanden diese Kirtage nicht mehr statt. Ihre Termine im Sommer jedes Jahres waren mit zwei Marienfesten verbunden, die in der angrenzenden Pfarre Osterwitz Bedeutung haben.

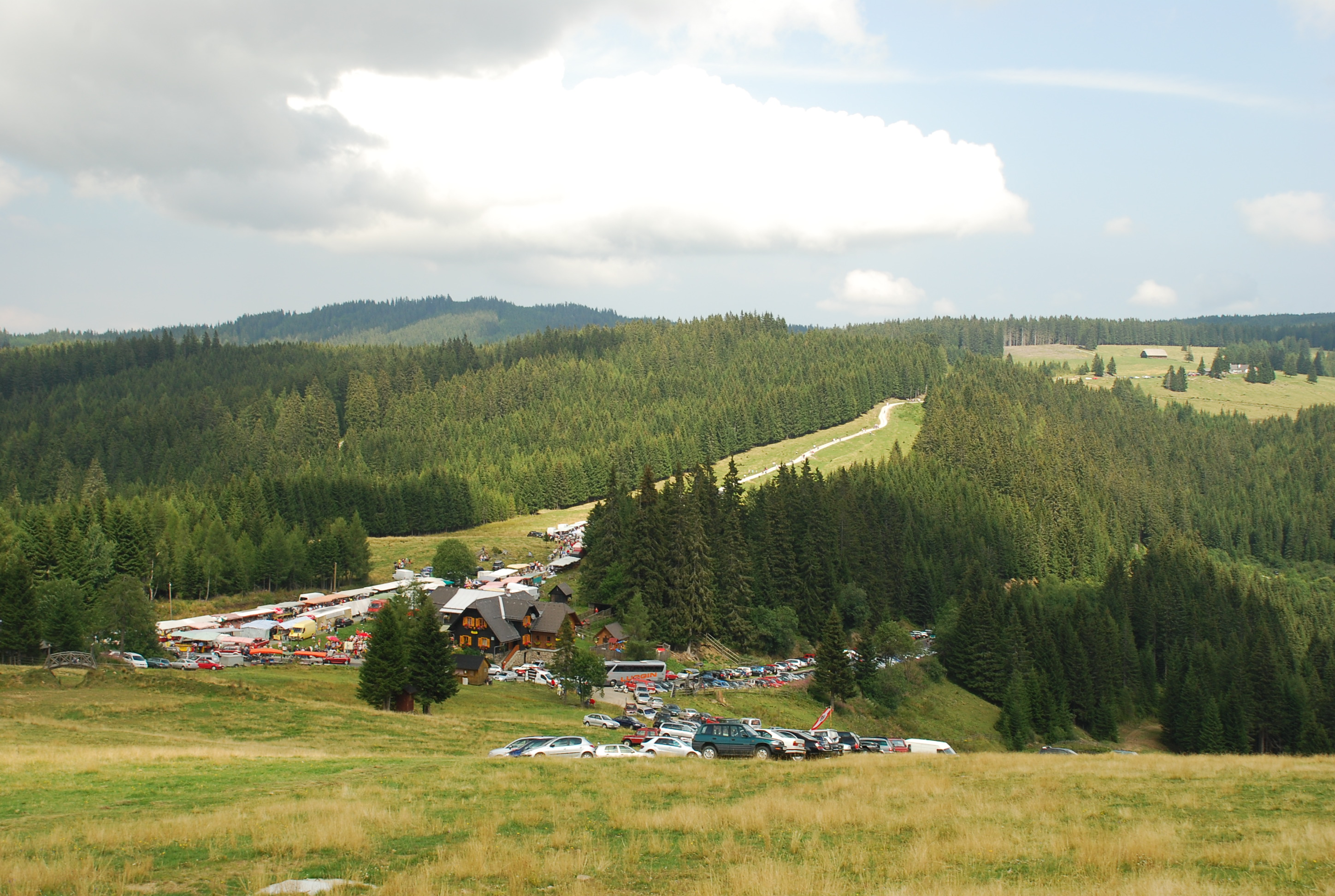
Ein Hebalmkirtag bei Schönwetter lockte viele Besucher an. Im Hintergrund links der Gfällkogel, rechts die Freiländer Alm mit Haltstall und Almhütte.

 Das Wort „Kirtag“ hat seinen Ursprung in „Kirch(weih)tag“.
- Der erste Hebalmkirtag fand ersten Sonntag im Juli statt. Das ist der Sonntag, der um das katholische Kirchenfest Mariä Heimsuchung liegt.

Das frühere Patrozinium der Hebalmkapelle bezog sich auf dieses Fest. Dieses Fest wird im deutschen Sprachraum am 2. Juli gefeiert. Es war bis ins 19. Jahrhundert das Patrozinium der Osterwitzer Pfarrkirche. Der erste Hebalmkirtag wird als Kirchweihfest der Hebalmkapelle betrachtet.
- Der zweite Hebalmkirtag fand am Sonntag nach dem „Großen Frauentag“, dem Fest Mariä Himmelfahrt (15. August) statt. War dieser Tag ein Sonntag, dann am Sonntag danach. Das Fest Mariä Himmelfahrt ist das größte kirchliche Fest in der Pfarre Osterwitz.

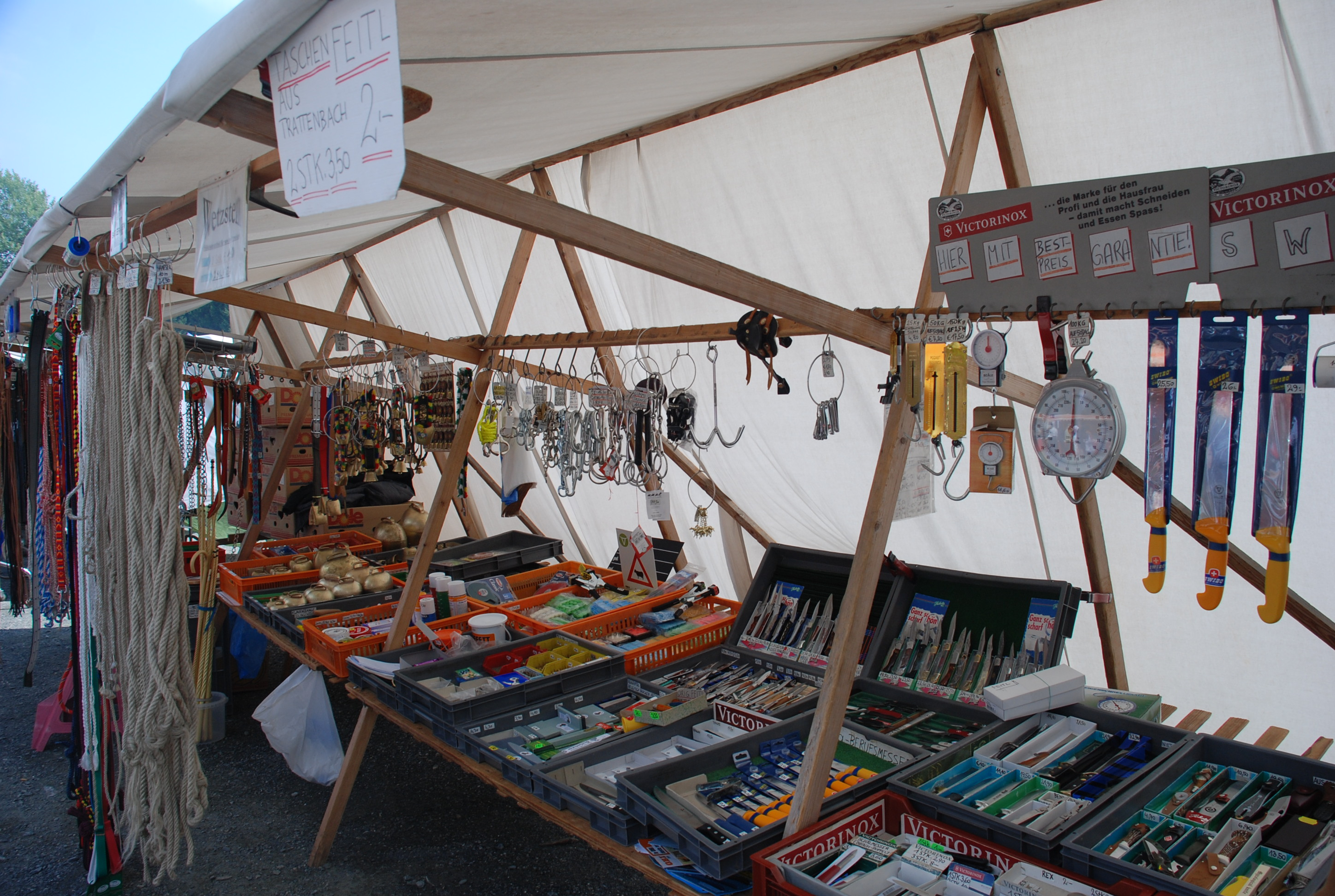
„Kirtagstandl“: Es wurde Ware für den Bedarf einer Alm angeboten.

Der Hebalmkirtag gab nicht nur der Dorfgemeinschaft von Kloster, in deren Gemeinde er stattfand, Gelegenheit zu geselligem Zusammensein.
Bis in die 1980er Jahre wurde bei ihm auch ein Viehmarkt abgehalten. Dieser Markt gehörte zu den privilegierten Märkten, deren Termine vor gleichzeitig abgehaltenen anderen Märkten geschützt waren. Das Privileg war zwischen 1853 und 1890 verliehen worden.
Ein Hebalmkirtag begann mit der Hl. Messe bei der Hebalmkapelle ‑ in der Pfarrkirche St. Oswald in Freiland in Kloster findet an diesem Tag kein Gottesdienst statt. Diese Messen werden auch nach Einstellung der Kirtage abgehalten.

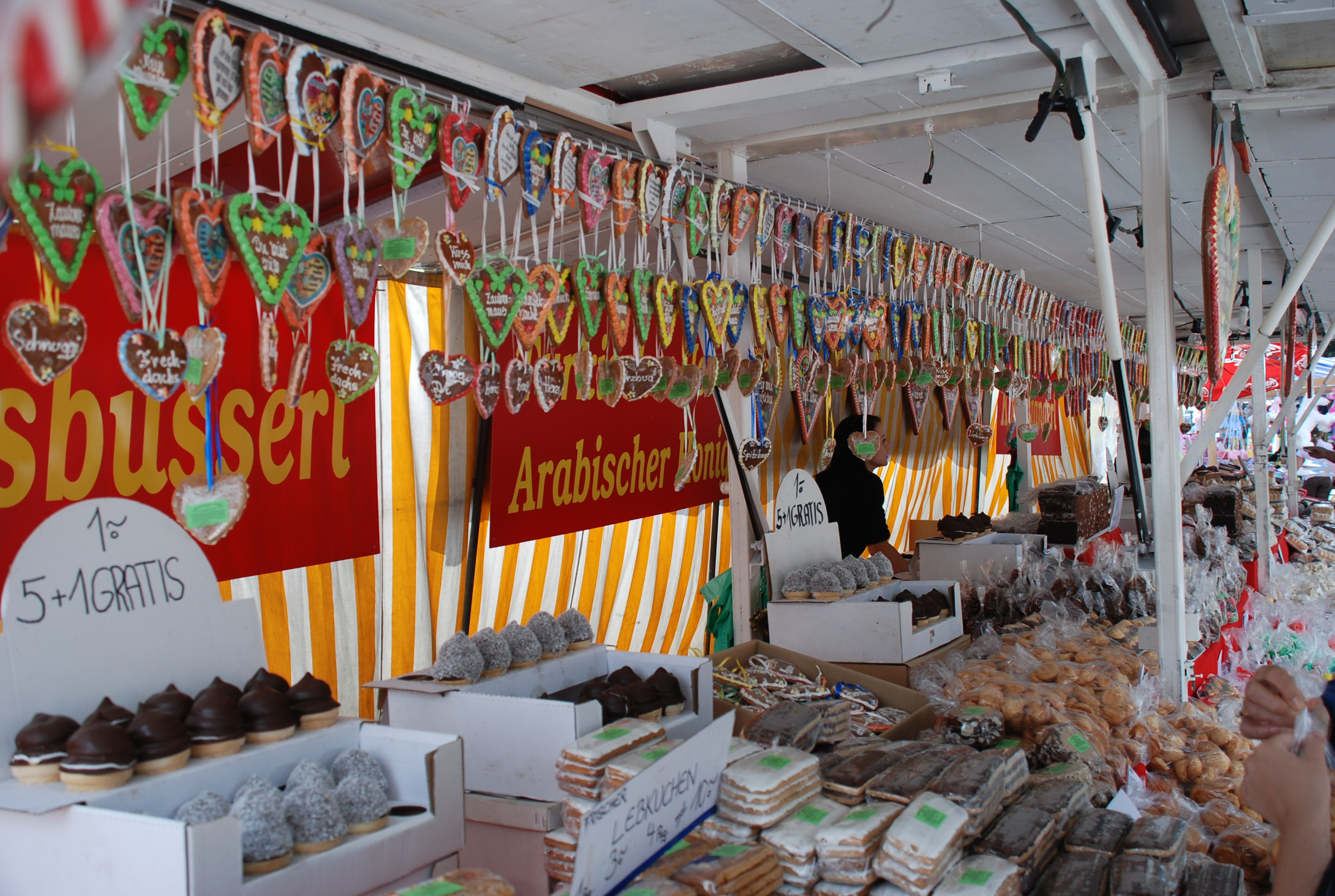
Ein Schwerpunkt des Kirtagsangebotes waren kleine Süßigkeiten wie Lebkuchenherzerln und Türkischer Honig.

 Im Anschluss an die Messe findet eine Autosegnung statt. Beim Kirtagbesuch wurden auch Wanderungen zur Freiländer Almhütte unternommen oder das auf der Alm befindliche Vieh besucht.
Mitbringsel vom Kirtag an die daheimgebliebenen Familienmitglieder waren traditionellerweise Süßigkeiten wie Lebkuchenherzen, Türkischer Honig und Kokosstangerln etc. bzw. kleine Gegenstände des täglichen Bedarfes und kleine Spielzeuge. An den Kirtagständen wurden weiters Gegenstände für den Alltagsbedarf einer Alm (Stricke, Halfter, Ketten, Glocken, Messer, Wetzsteine etc.) und Kleidungsstücke angeboten.
Seit dem 20. Jahrhundert fanden die Hebalmkirtage rund um das Hebalmschutzhaus statt. Vorher wurden sie näher bei der Hebalmkapelle und dem Forsthaus bei einem Stallgebäude abgehalten. Dieses Gebäude, der „Alte Haltstall“, lag südöstlich der Kapelle am alten Weg von der Hebalm über die See Eben in das Lavanttal.
Bei Schönwetter wurden die Kirtage beim Almhaus von bis zu tausend Personen besucht.
An den Kirtagsterminen waren auch bei der Freiländer Almhütte einige Kirtagstände vorhanden und wurde Musik gespielt. Es entstand bei dieser Hütte eine kleinere, familiäre Kirtagsatmosphäre, die besonders von Einheimischen geschätzt wurde.

### Dom des Waldes
Der Dom des Waldes ist ein Waldgebiet im Westen der Hebalm, das um 2005 als Land‑Art‑Projekt ausgestaltet wurde. 2020 wurde eine Renovierung begonnen, die aber 2023 noch nicht abgeschlossen war.
Die Anlage befindet sich in der Nähe des früheren Schigebietes Hebalm beim Hebalmsee. Es handelt sich nicht um ein Gebäude, sondern um einen besonders gestalteten bzw. unberührt gelassenen Bereich in einem Hochwald.
Der Grundriss des Mailänder Domes und seine Tore sind dort maßstabgetreu nachgebildet. In diesem Rahmen wird Raum für gesellschaftliche Veranstaltungen wie Konzerte, Lesungen und Hochzeiten, aber auch Ruheraum zur Besinnung angeboten. Die umgebende Natur soll unberührt bleiben. Das Projekt wird von der früheren Gemeinde Pack (seit 2015: Hirschegg-Pack) in Zusammenarbeit mit den Künstlern Anne und Peter Knoll und dem Waldbetrieb des Malteser-Ritterordens getragen.

### Windkraftanlagen
Die Freiländer Alm gehört zu jenen Gebieten, in denen nach den Regeln über die Raumplanung Windkraftanlagen errichtet werden könnten. Sie wird als Eignungszone für kleinere Windparks ausgewiesen. Am Blochriegel wurde Oktober 2014 der Windpark Freiländeralm mit drei 150-Meter-Windrädern eröffnet. Die Zone umfasst auch das Gebiet nördlich von Alm und Filzmoos, sodass noch einige weitere Räder ergänzt werden können. Dafür ist weitgehend der gesamte Hauptgrat der Koralpe im Hebealmgebiet als wichtiges Wandergebiet Sperrzone.

## Sprachgrenzen im Hebalmgebiet
Im Gebiet der Hebalm sind noch einige Wörter bekannt, die in anderen Gebieten nicht mehr gebräuchlich sind und die an die Besiedlung des Gebiets aus dem bairischen Sprachraum erinnern.

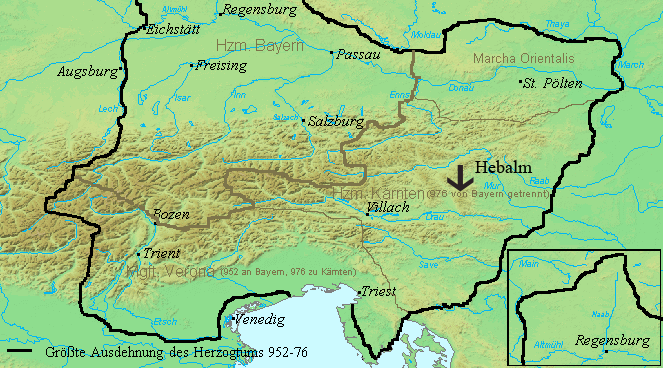
Die Hebalm lag im Südosten des alten Bayern.

### „Granten“ für Preiselbeere
Das Wort „Granten“ für Preiselbeere dokumentiert eine Sprachgrenze innerhalb des bairischen Sprachraumes. Einzahl und Mehrzahl werden gleich gesprochen: „eine Granten“ bzw. „Granten klauben gehen“. Diese Grenze wird durch den Gebirgszug der Koralm gebildet: Preiselbeere ist mittelbairisch, Granten südbairisch. Das Wort wird als Dokument einer von Norden nach Süden zunehmenden sprachlichen Konservativität und als Erinnerung an die Besiedlung gesehen, die zuerst aus dem süddeutschen Raum erfolgt ist. Die Hebalm ist Teil einer Sprachgrenze (Mundartgrenze). Sie gehört zur „Koralpenschranke“, die „die letzten mittelbairischen Vorstöße in die Ober- und Weststeiermark abfängt.“
Granten ist ein altes Wort, es ist eine mundartliche Variante in den Ostalpen von „Grandenbeere“ oder „Grante“.

### Tierleitrufe wista – diwa
Die Richtung, in die ein Tier (im Viehtrieb, beim Pflügen, vor dem Wagen, beim Ziehen von Holzstämmen usw.) gehen soll, wird durch Zurufe ausgedrückt, die sogenannten Fuhrmannsrufe. Oft sind dafür „hü“ (links oder geradeaus) und „hott“ (rechts) gebräuchlich.
Im Hebalmgebiet ist für „geh nach links“ das Wort „wist“ (wista, wistaha)
zu hören: Der Ruf stammt vom Althochdeutschen winistar und ist nach seiner Wortbildung (doppelter Komparativ auf -is- und -tra-) und Bedeutung mit lat. „sinister“ verwandt.
Das Wort soll darauf zurückgehen, dass in vorchristlicher Zeit die linke Seite stärker geschätzt wurde.
Der Leitruf für „rechts“ wie „diö“ (düö, düwo, üüwa, iiwa usw.) findet sich nur am Südrand Altbayerns und weist auf die oberbairische Herkunft der früheren deutschen Besiedlung hin.

## Historische Karten
Historische Karten sind Belege für die Nutzung des Hebalmgebietes für Almweiden und Waldgebiete und für die Verkehrsbeziehungen dieses Gebietes:
Grau = Wald, grün = Wiese, Gestrüpp, W. = Weide, H = Hutweide, hellgelb (in diesen Blättern aus dem Jahr 1825 ist der Farbton von der Papierfarbe schwer zu unterscheiden) = Almweide bzw. gering produktiv, dünkleres gelb = Ackerland, braun  = Wegeparzellen; gelbe Gebäude = Holzbauten, rote Gebäude = Steinbauten; J.M. = Jungmais, M.H. = Mittelholz, S.H. = Stangenholz, H.S. = hochstämmig schlagbarer Wald. Nachträge bis in die zweite Hälfte des 19. Jahrhunderts sind rot gezeichnet.

Die Hebalm und ihre Umgebung in Landesaufnahmen der österreichisch-ungarischen Monarchie
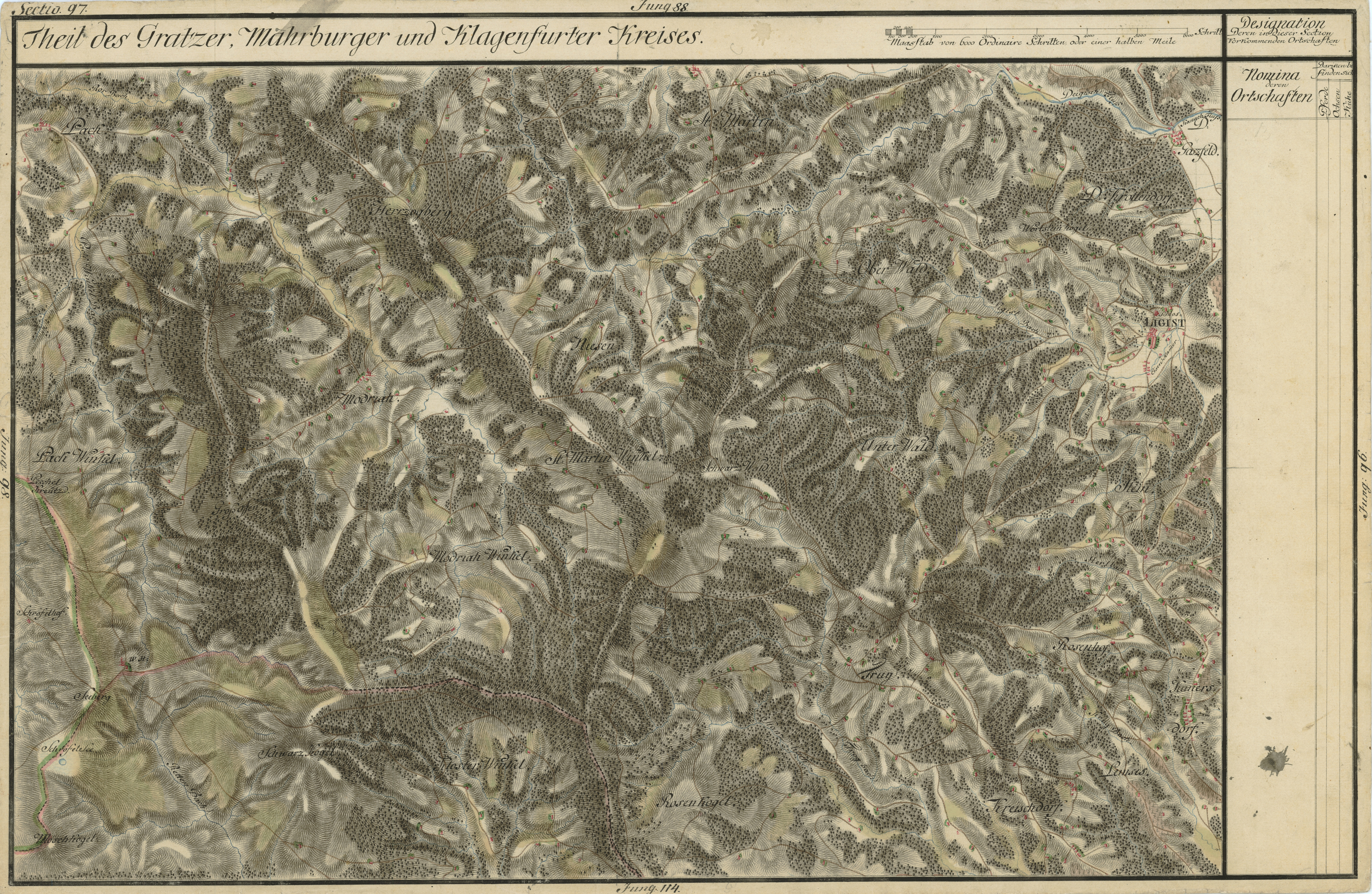
Kerngebiet der Hebalm (links unten, ca. 1789, Josephinische Landesaufnahme)
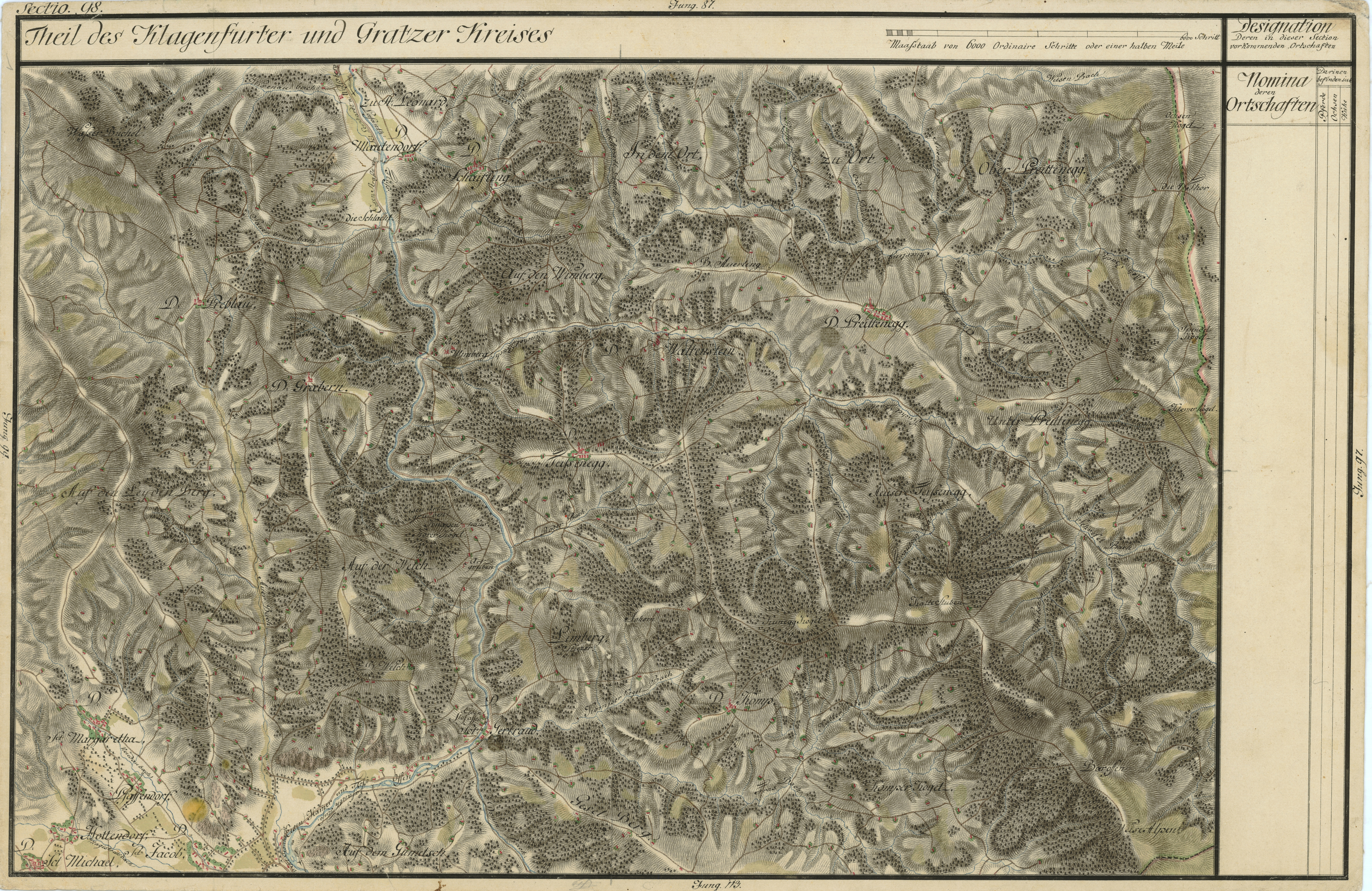
Westen der Hebalm, in Preitenegg
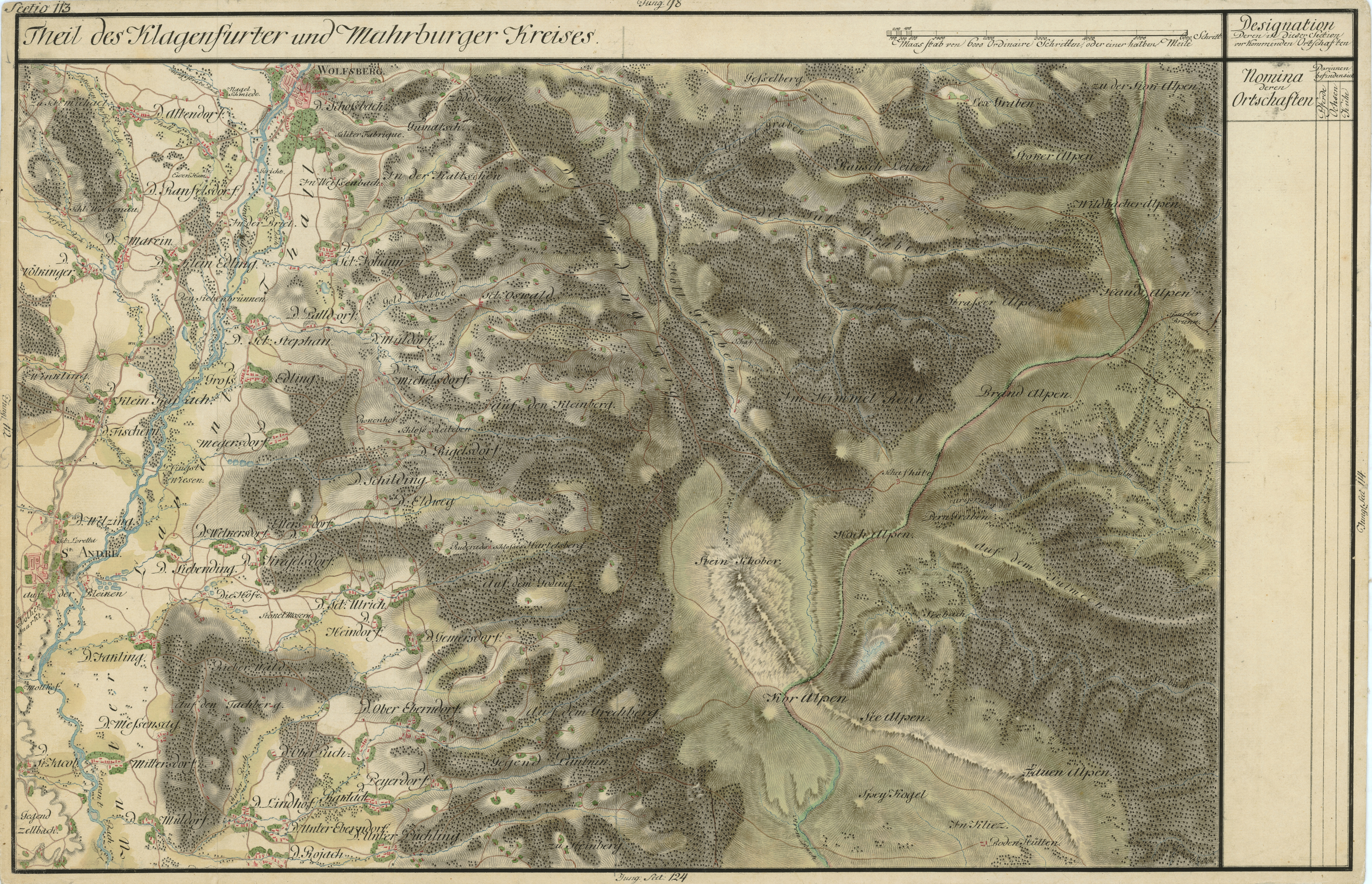
Weineben und Speikkogel südlich
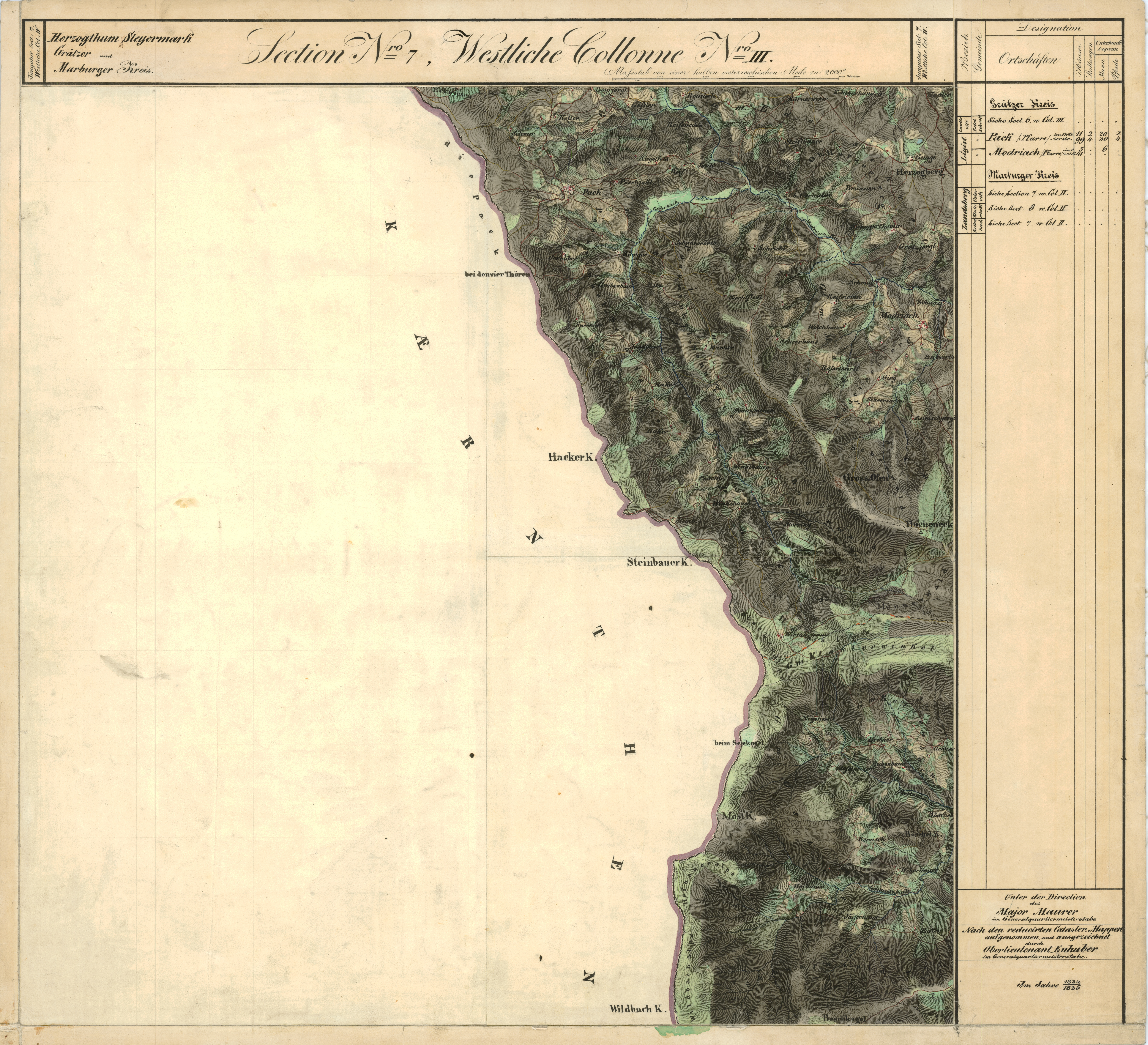
westlicher, steirischer Teil, ca. 1835, Franziszeische Landesaufnahme
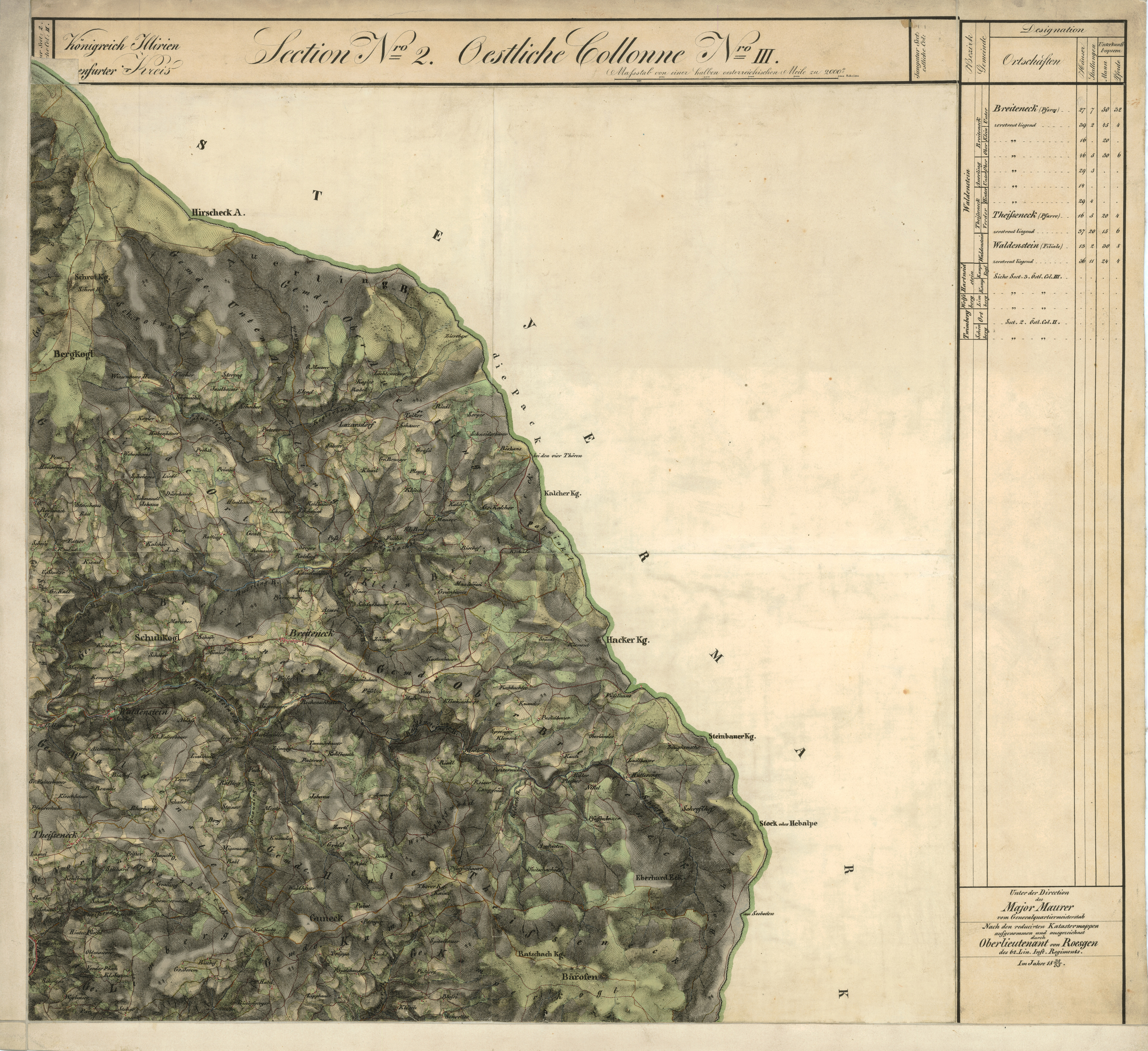
westlicher, Kärntner Teil in Preitenegg
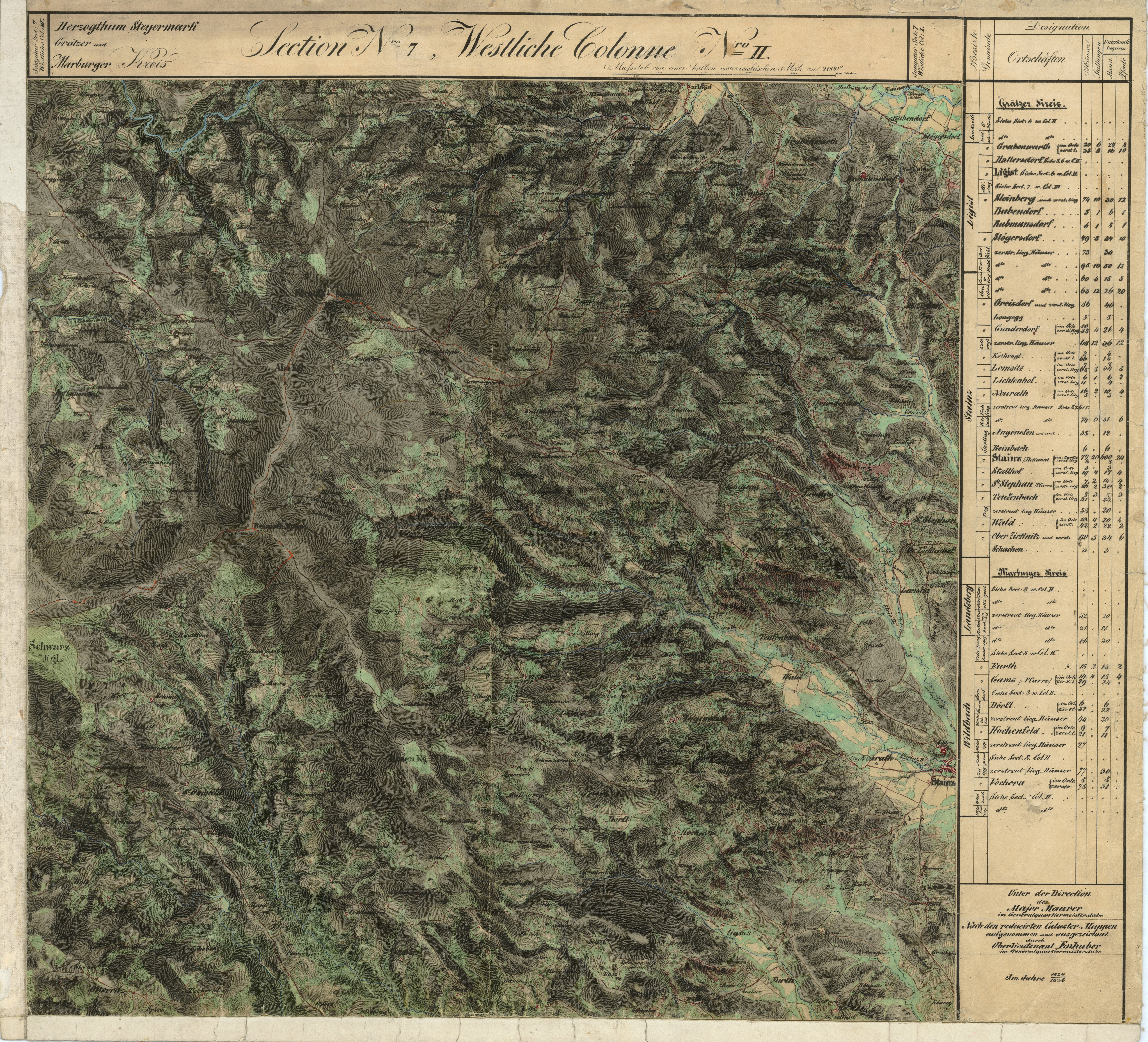
Östlicher Teil beim Schwarzkogel
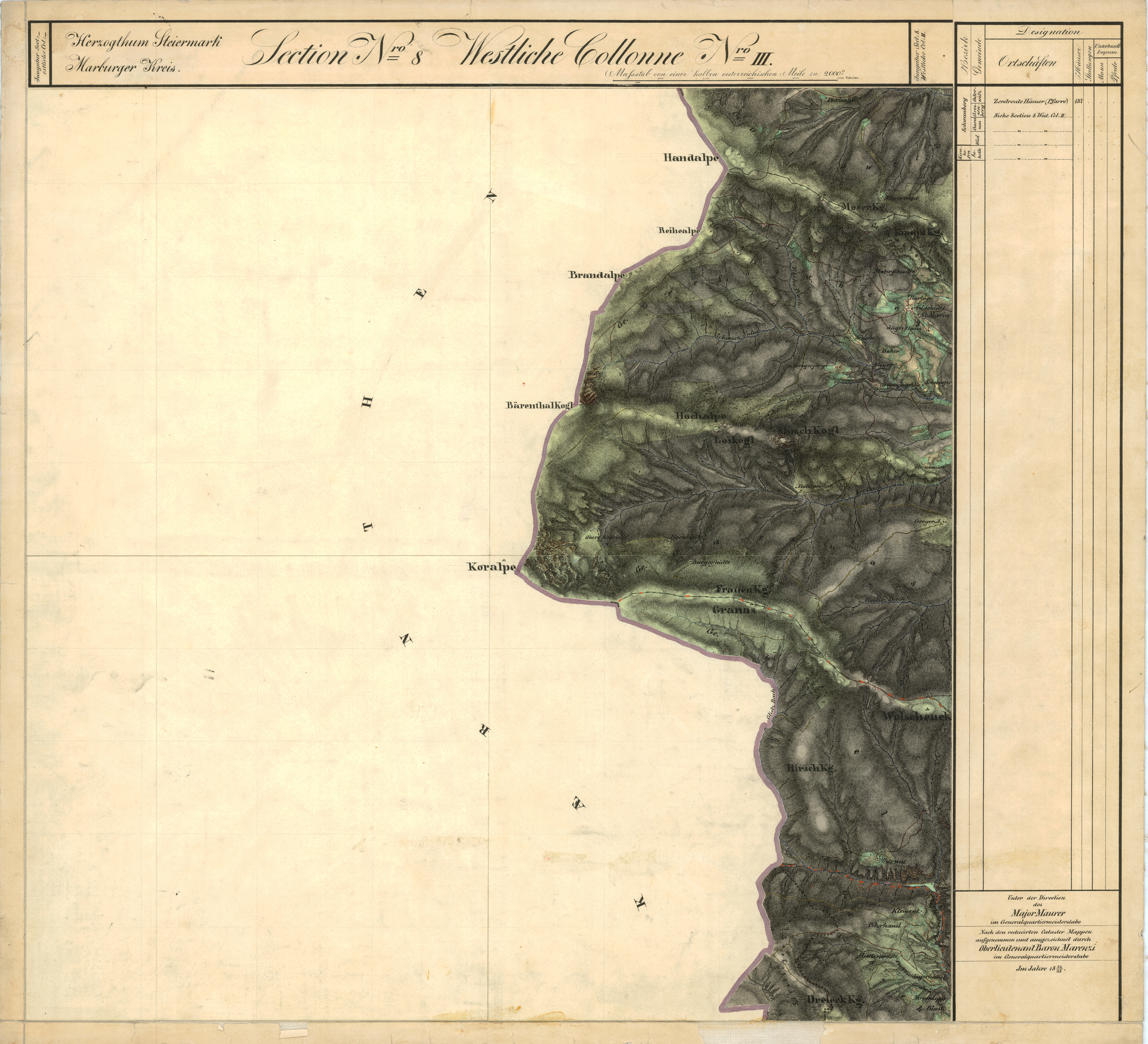
Steirische Seite von Weineben und Koralmzug
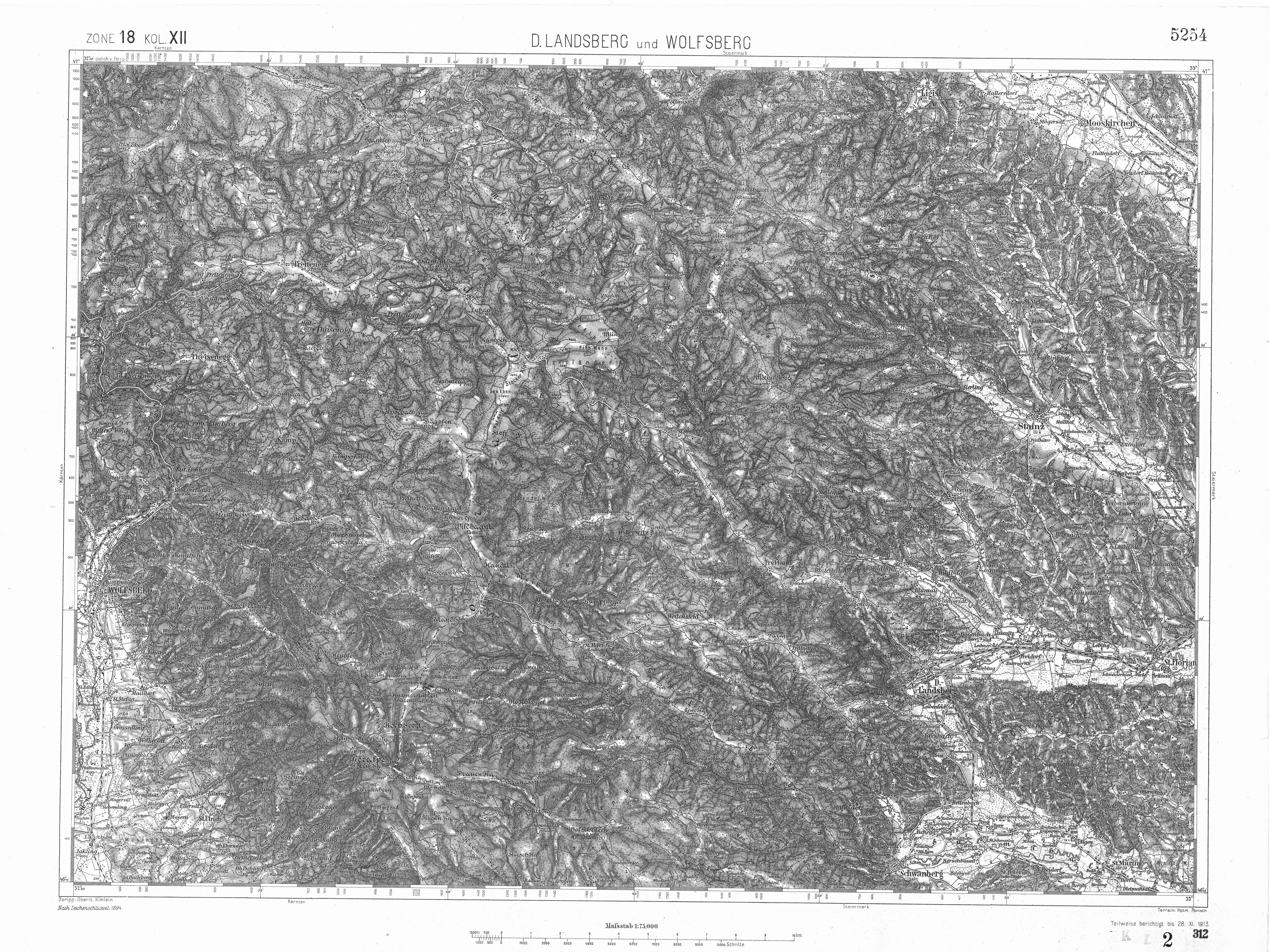
Spezialkarte der franzisco-josephinischen (3.) Landesaufnahme, Darstellung 1894, teilweise berichtigt bis 28. XI. 1913
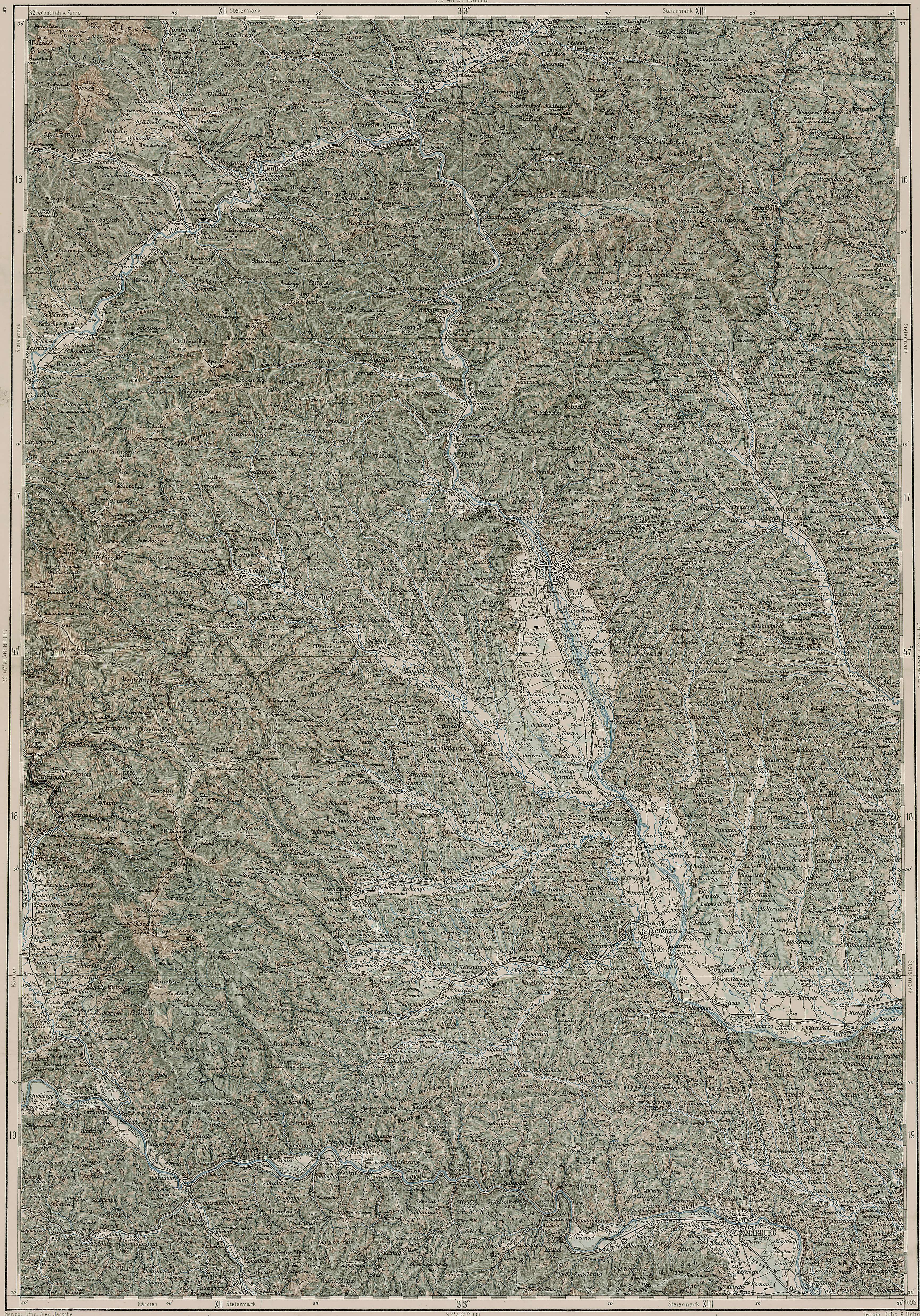
Generalkarte von Mitteleuropa: Koralm, Weststeiermark und Grazer Becken, ca. 1893
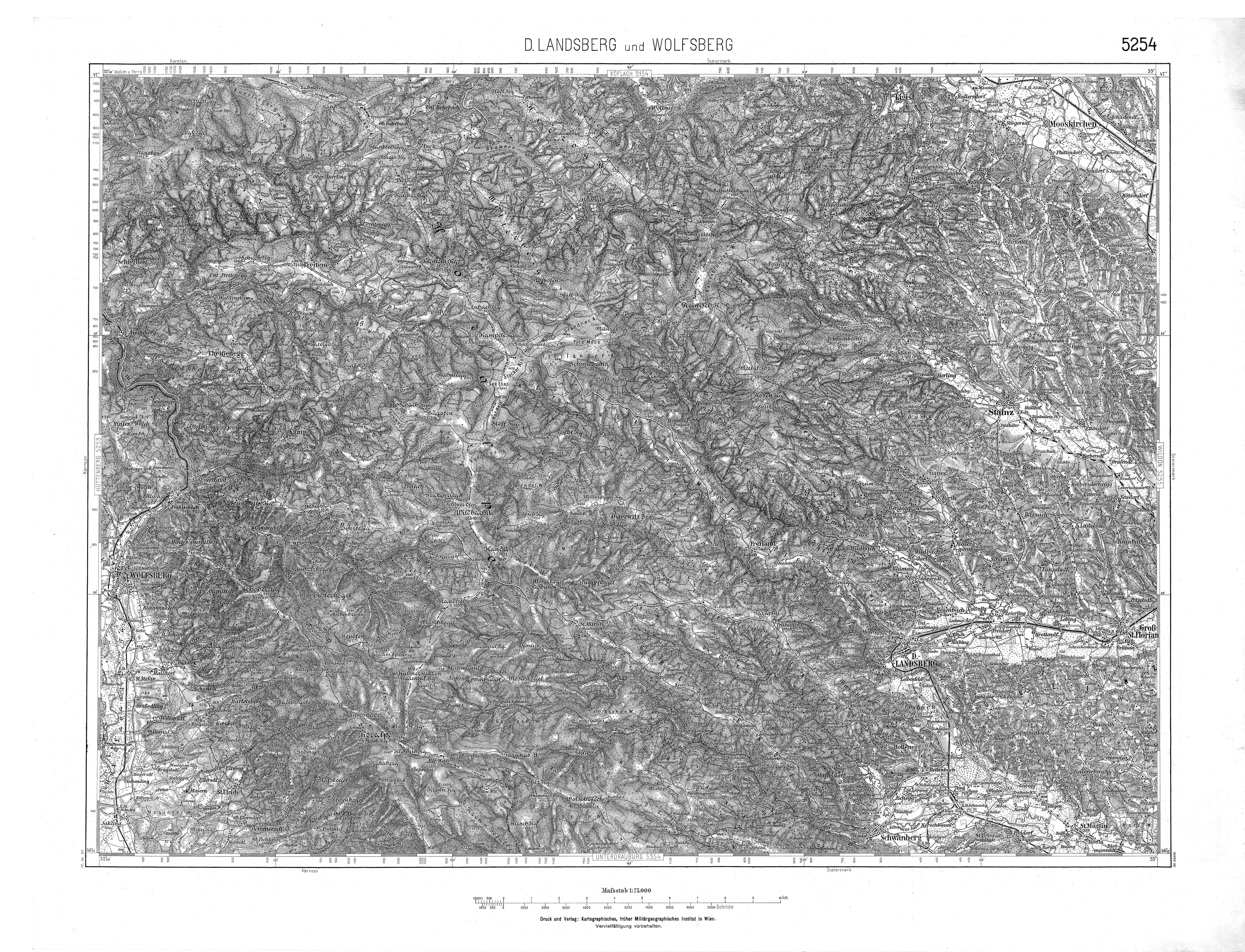
Spezialkarte Stand 17. IX. 37
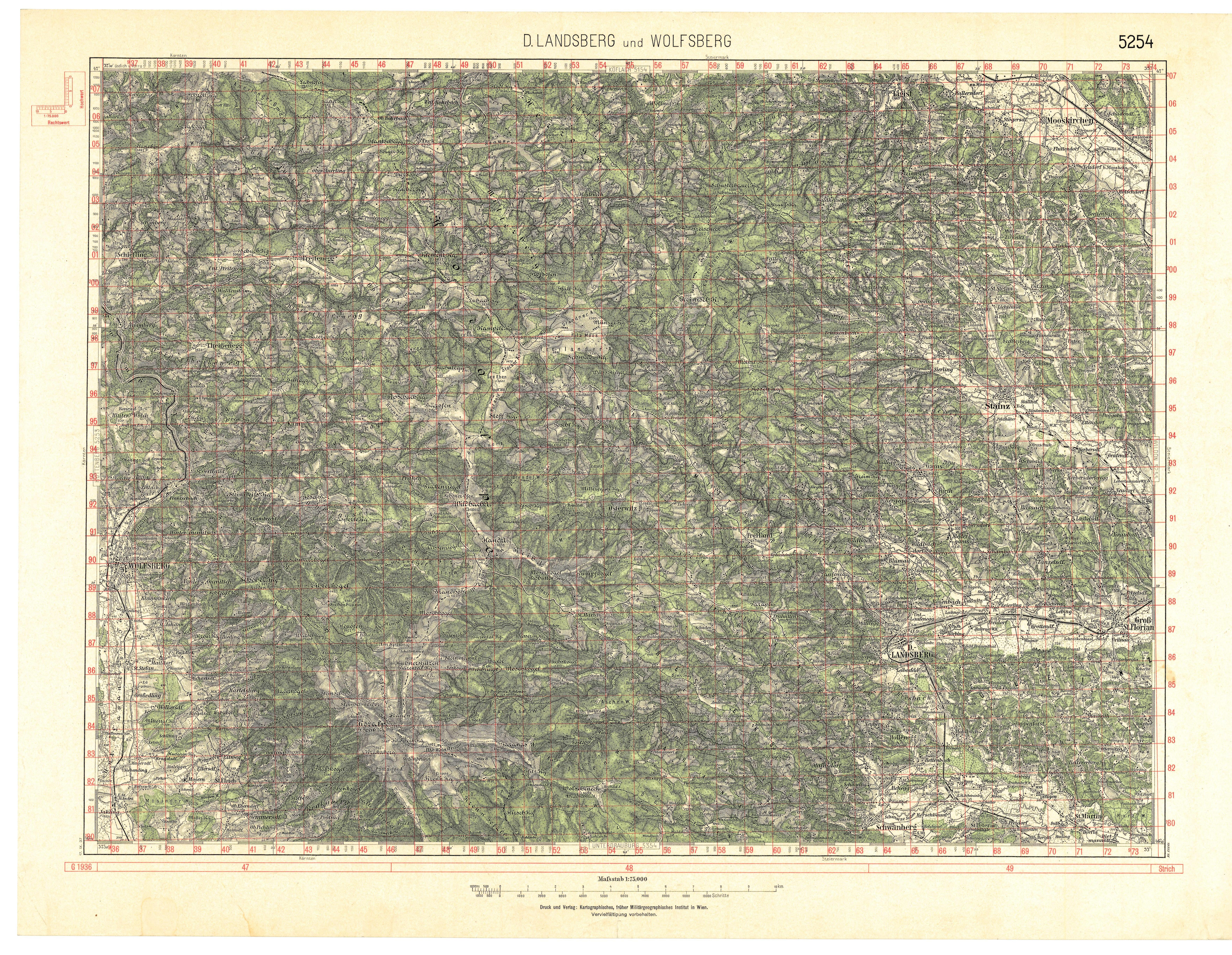
Spezialkarte mit Meldenetzraster und Waldaufdruck.jpg
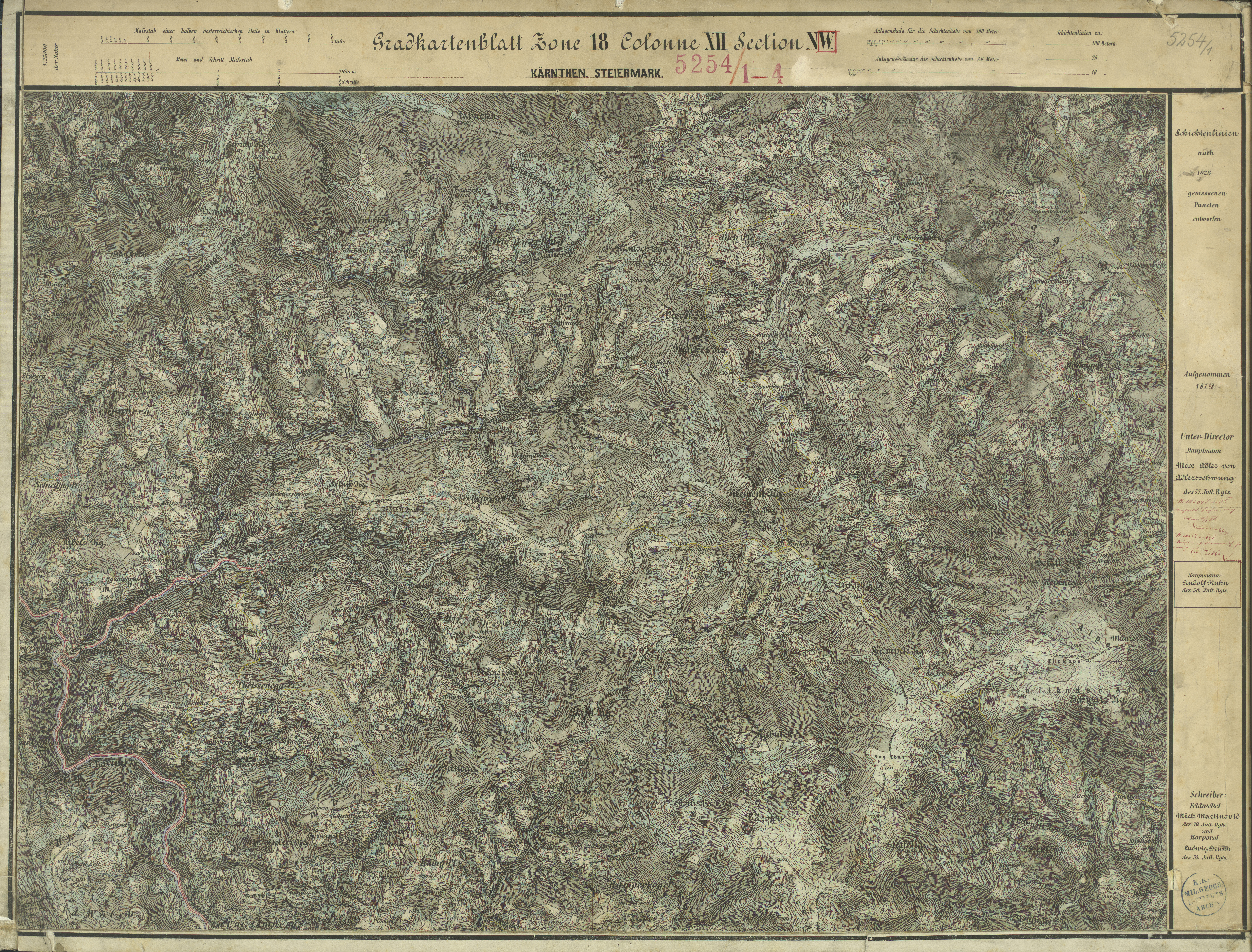
Hebalmgebiet 1877/78, Aufnahmeblatt der 3. Landesaufnahme

Wirtschaftsflächen im Hebalmgebiet um das Jahr 1825 (Franziszeischer Kataster)
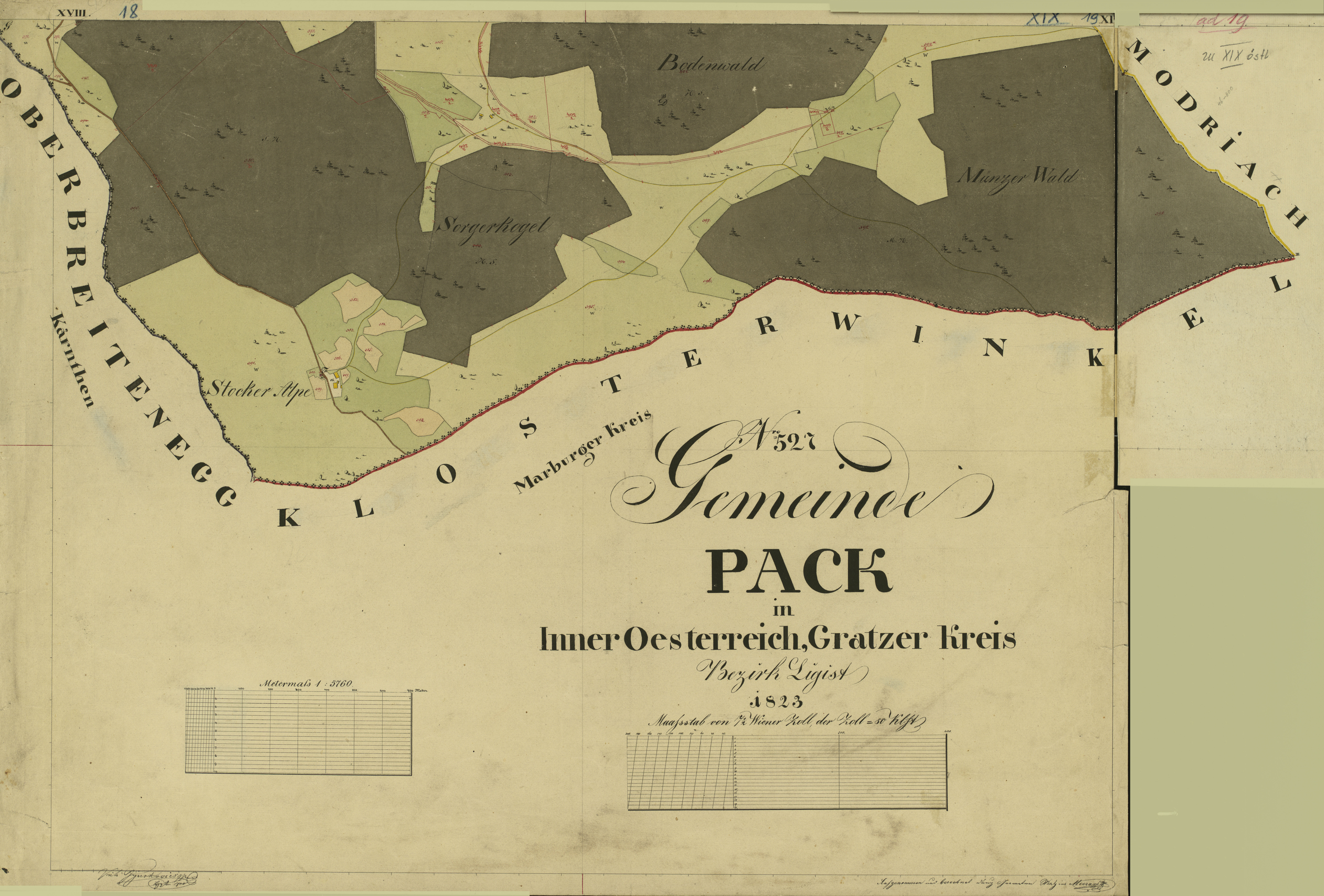
Pack: Stocker Alpe
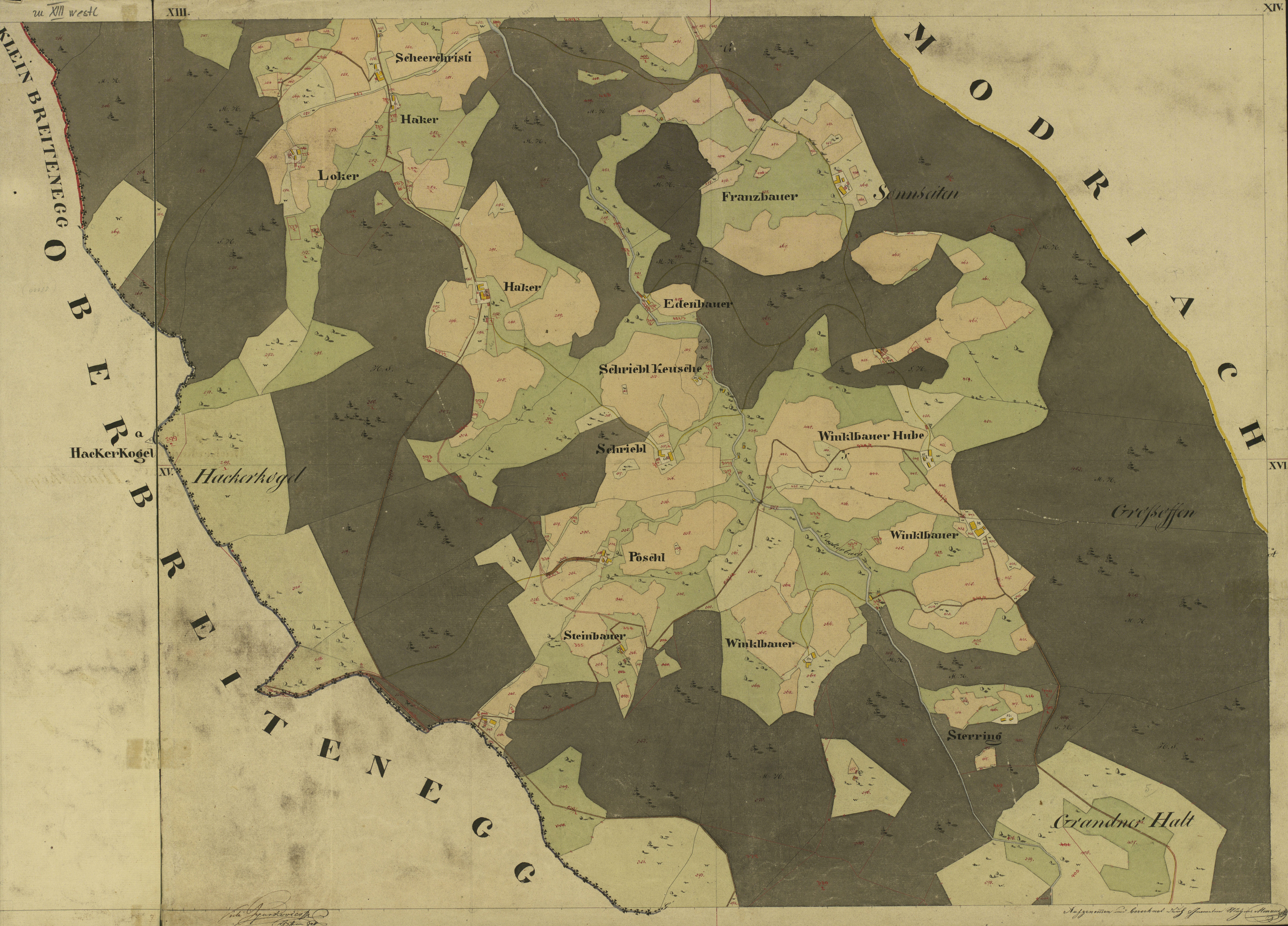
Pack: Ortsteil Packwinkel, Steinbauer
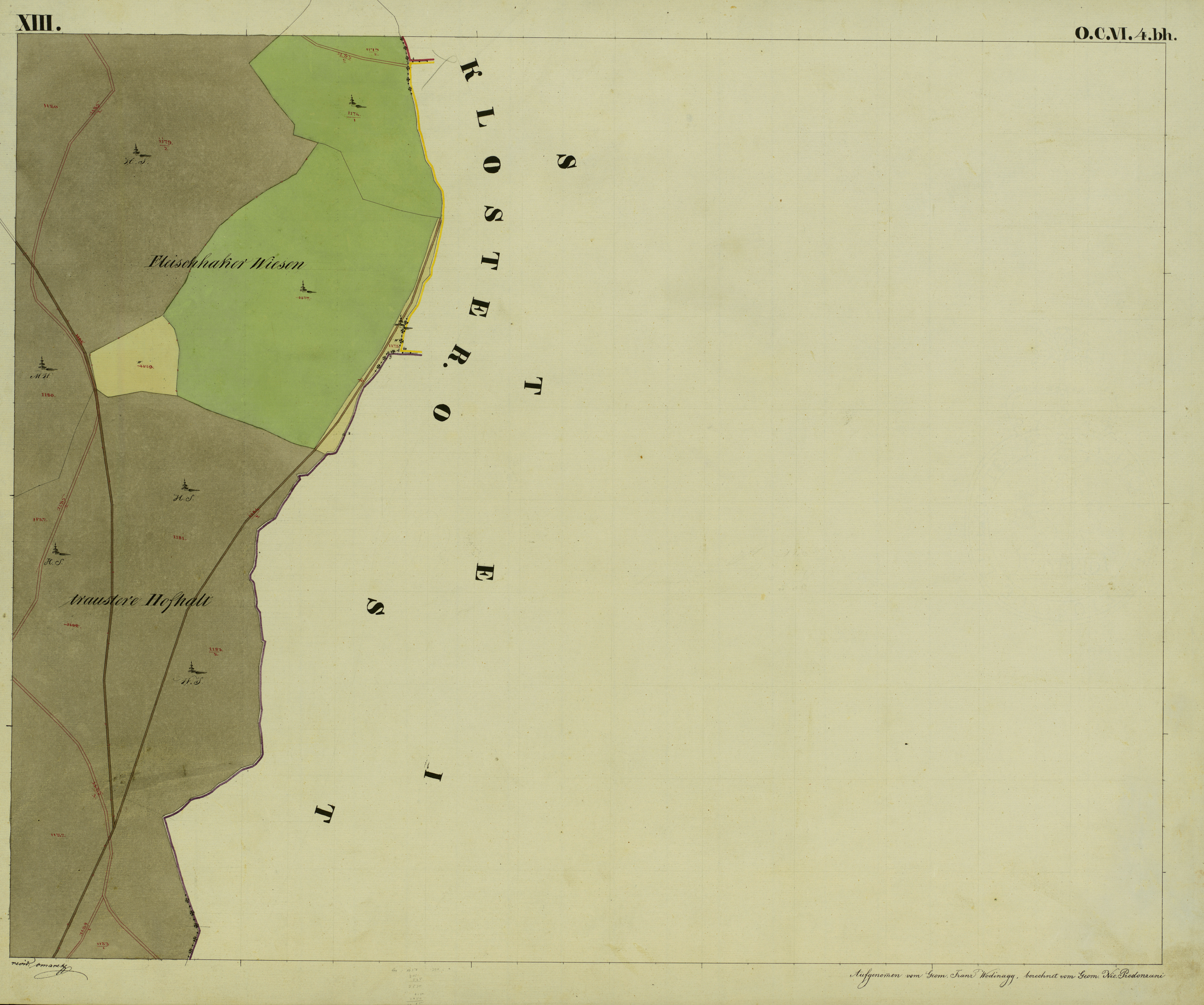
Oberpreitenegg: westlich der See Eben
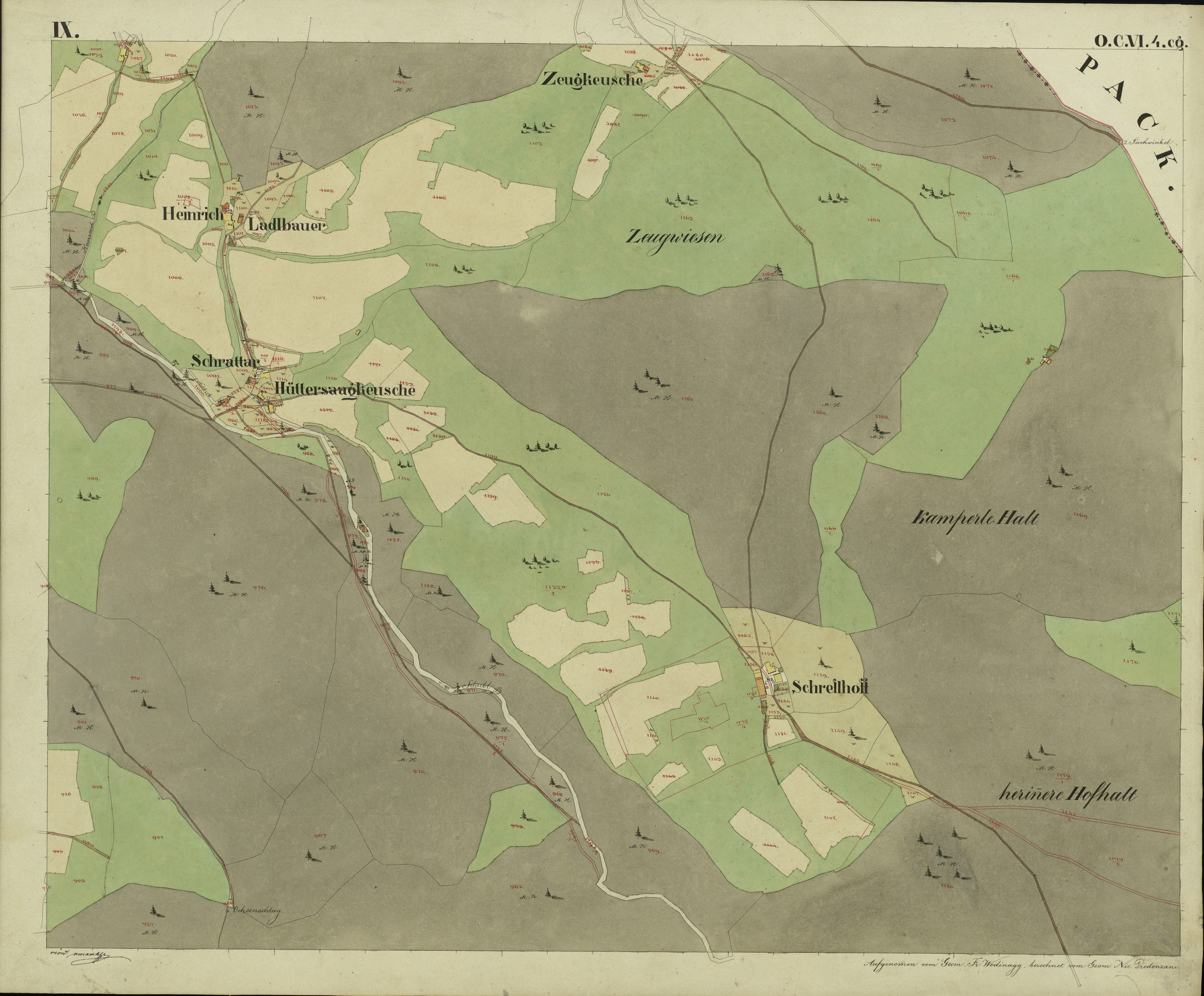
Oberpreitenegg: Schreflhof und Umgebung
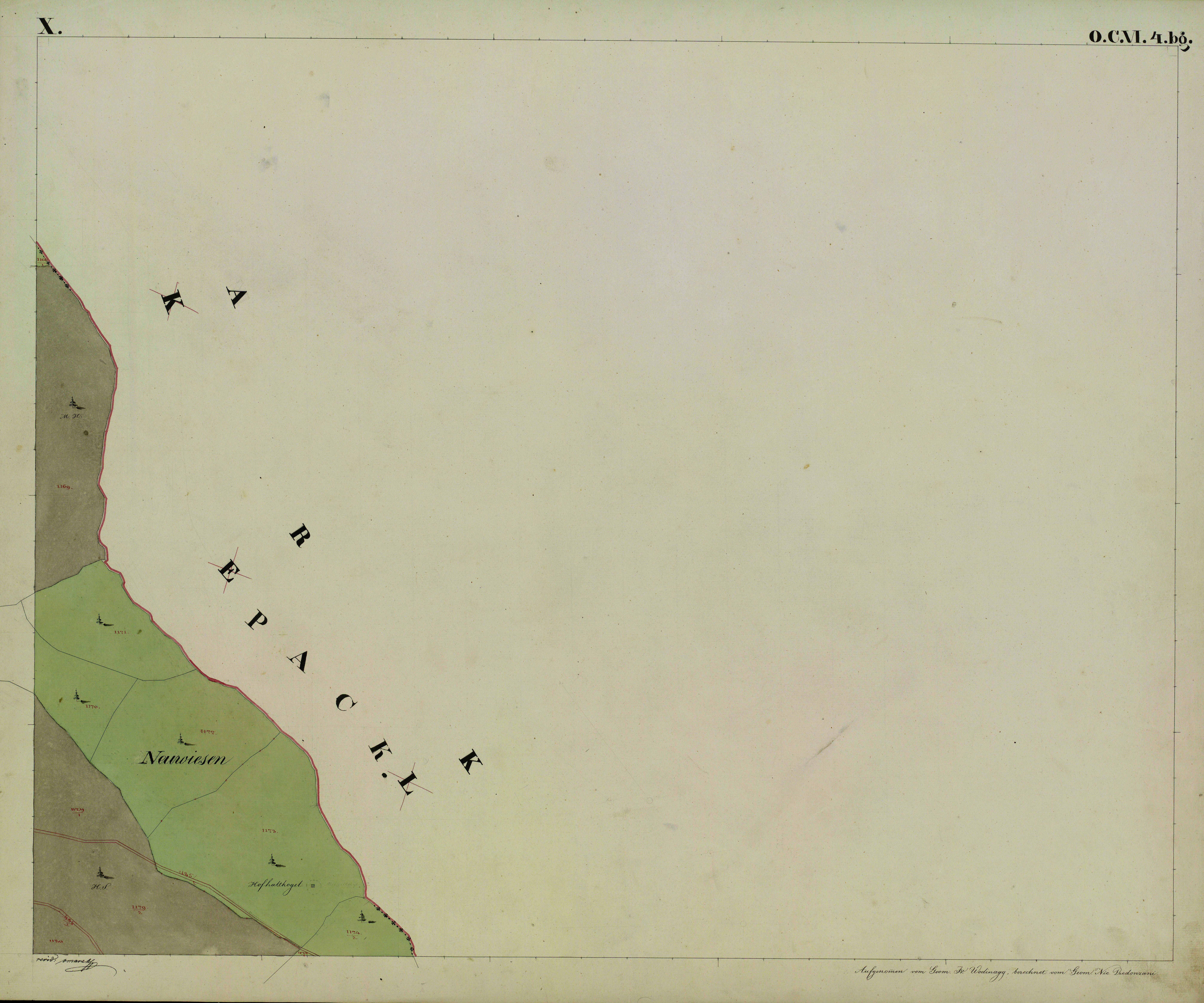
Oberpreitenegg: Grenzgrundstücke am Hofhaltkogel südwestlich der Grenze zur ehemaligen Gemeinde Pack
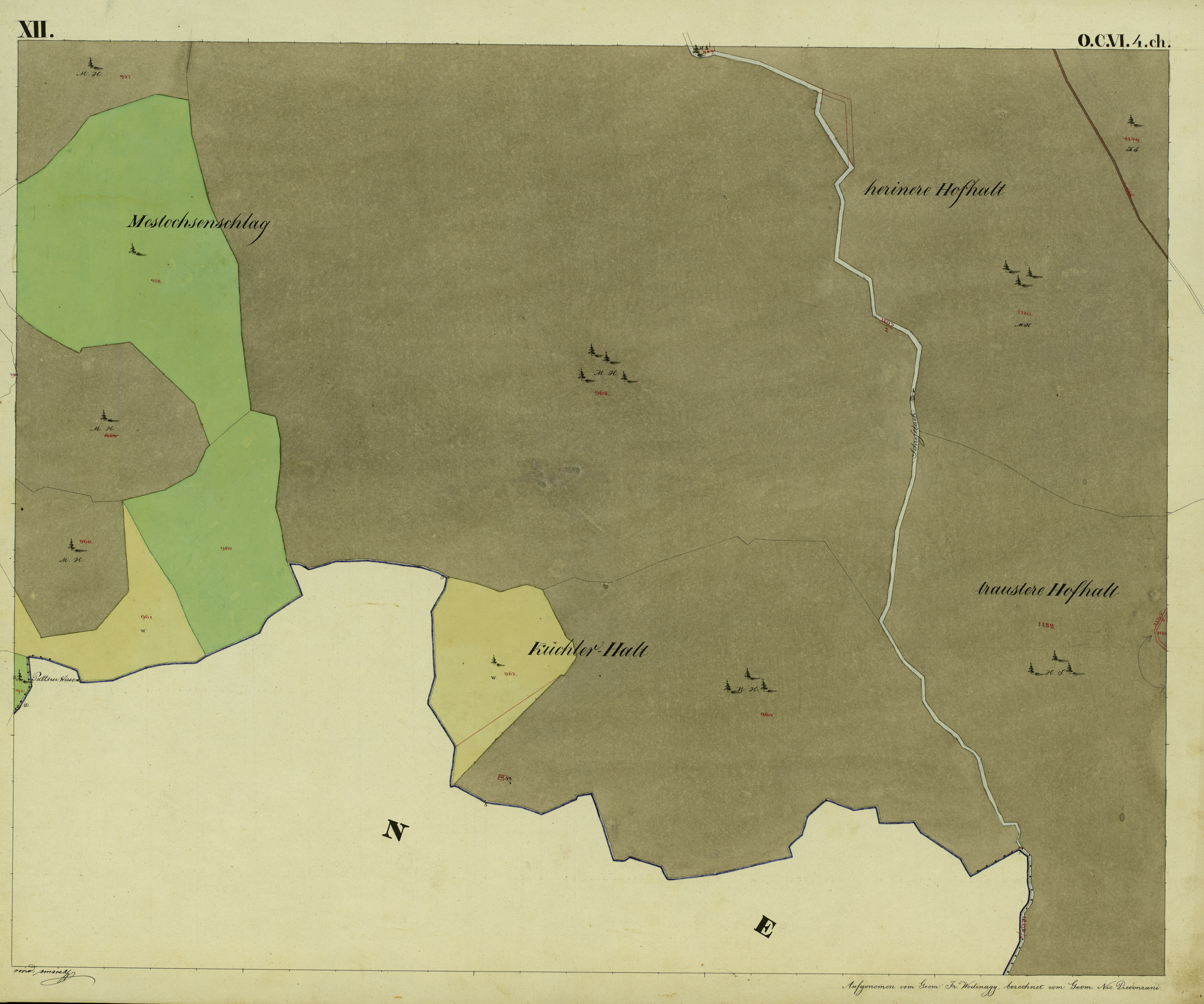
Oberpreitenegg: Schreflbach, herinnere und traustere Hofhalt
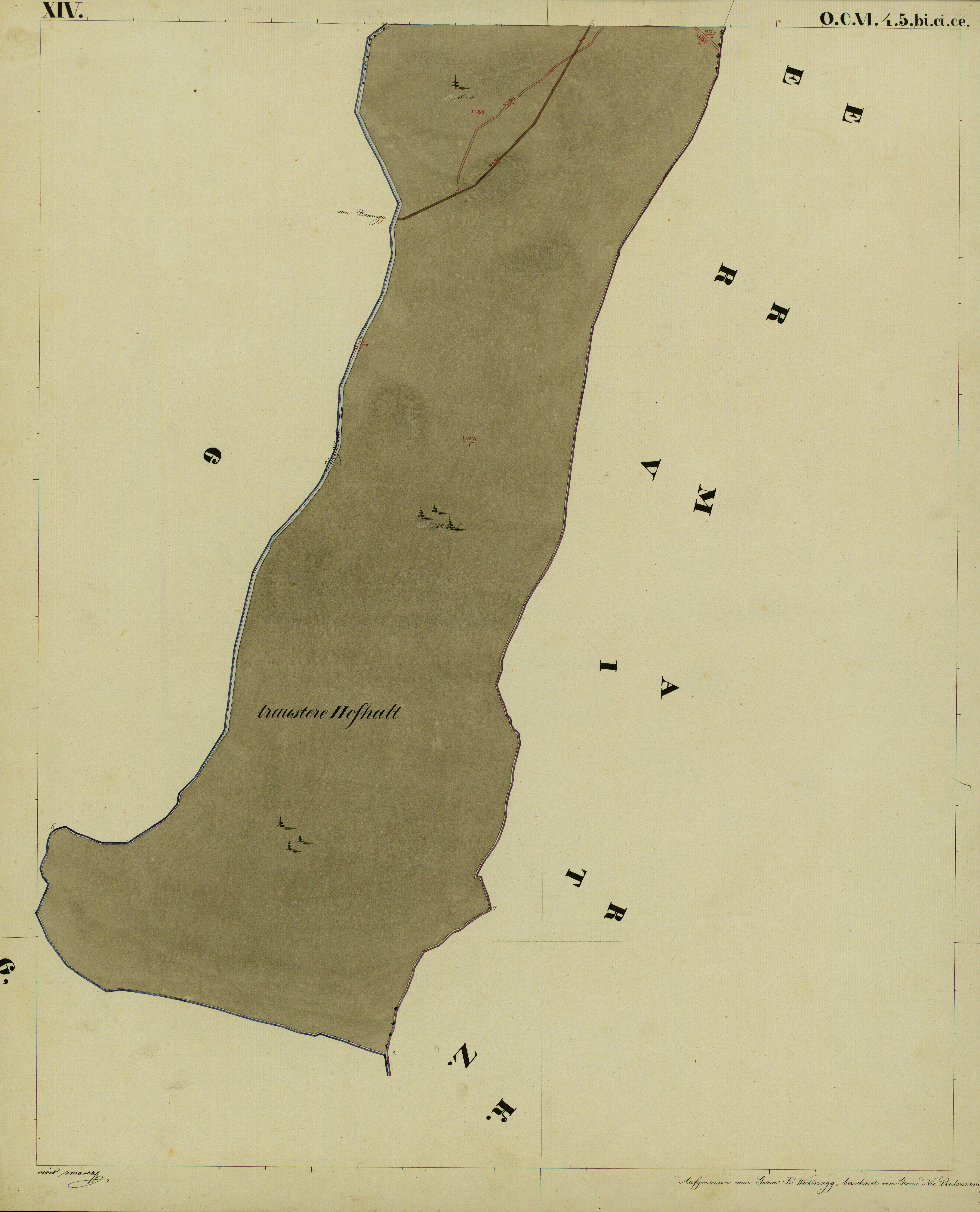
Oberpreitenegg: südliche traustere Hofhalt
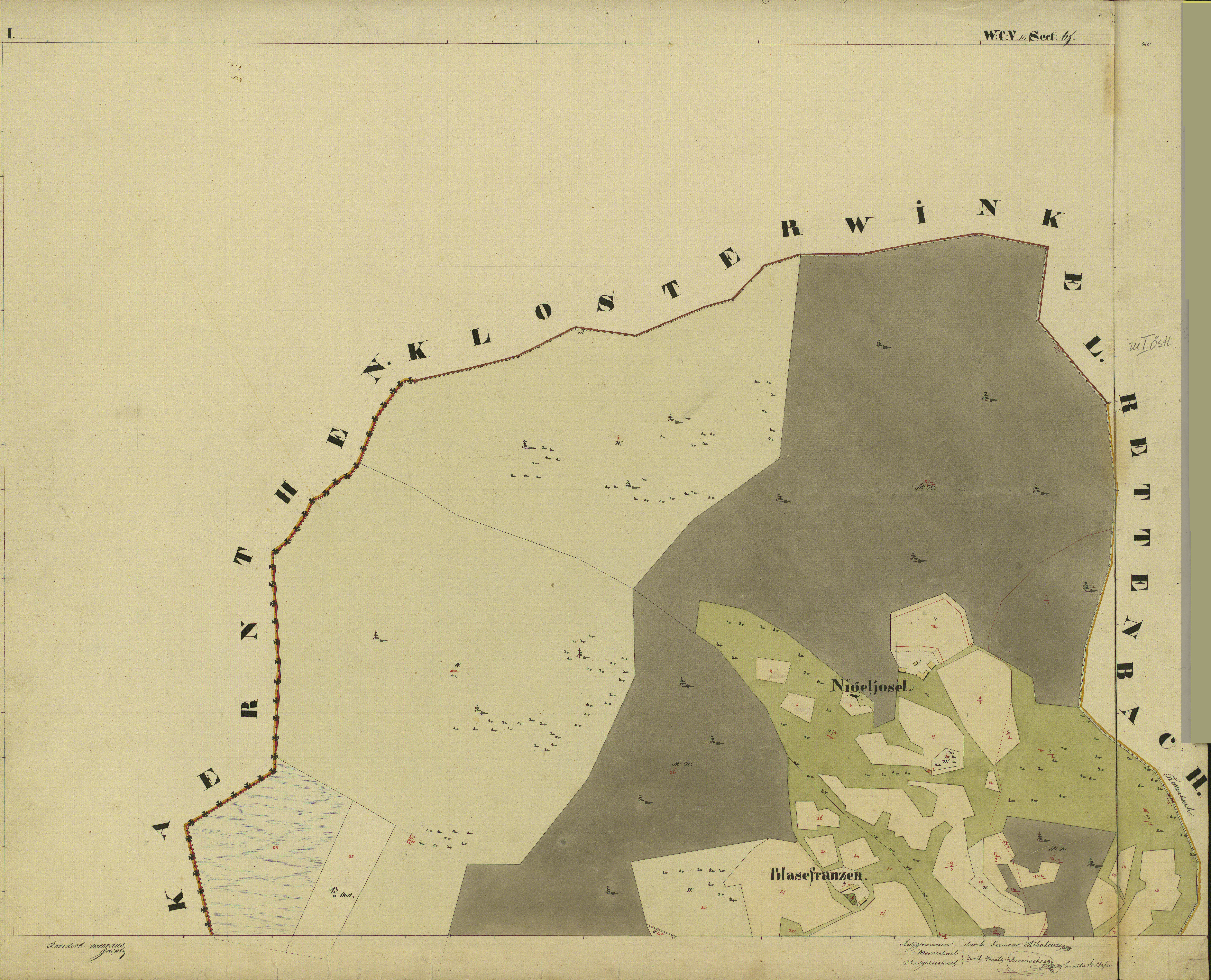
Osterwitz: Talschluss des Rettenbachtales mit der See Eben
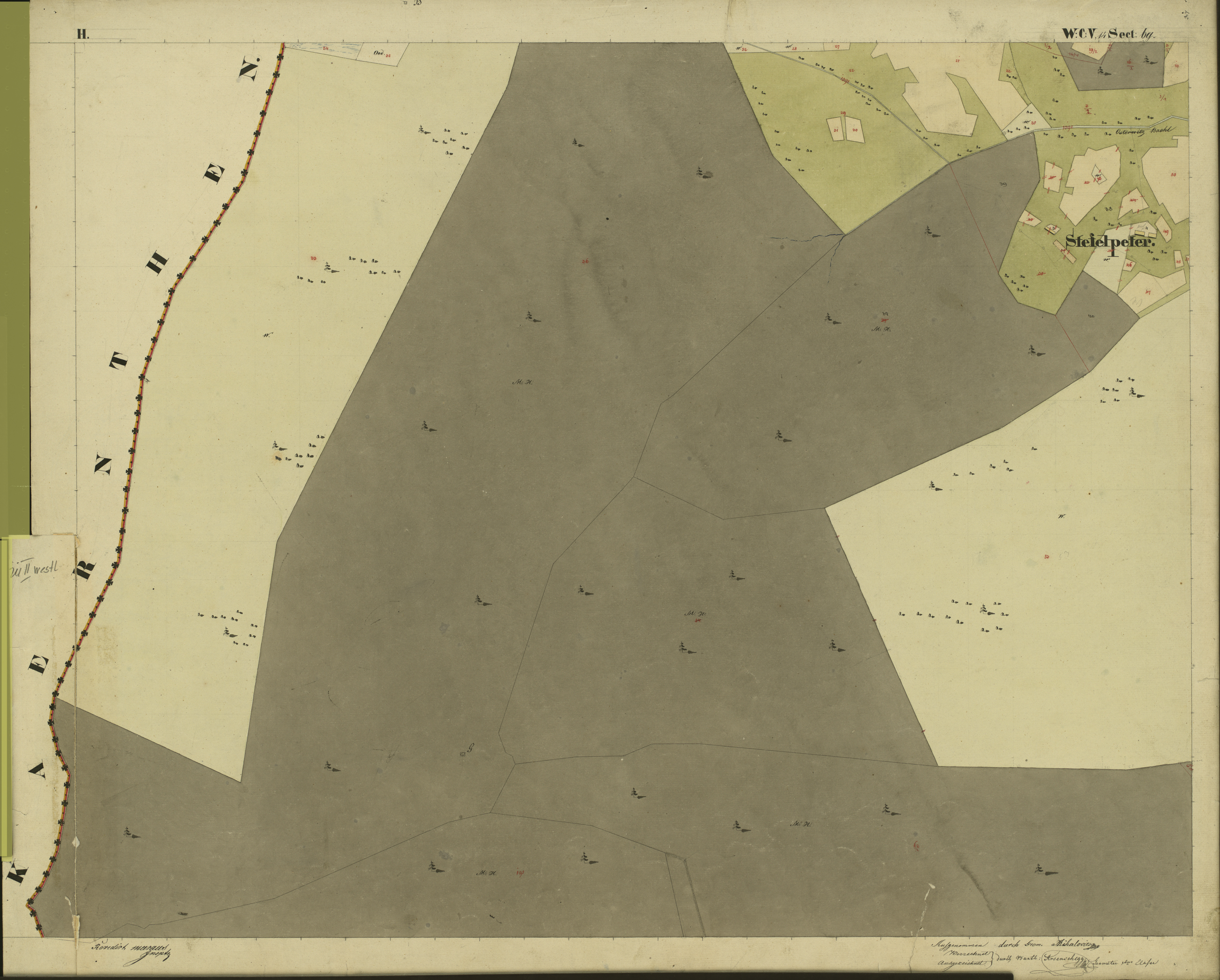
Osterwitz: südlich der See Eben, Einzugsgebiet des Stoffbaches beim Hof Steffelpeter
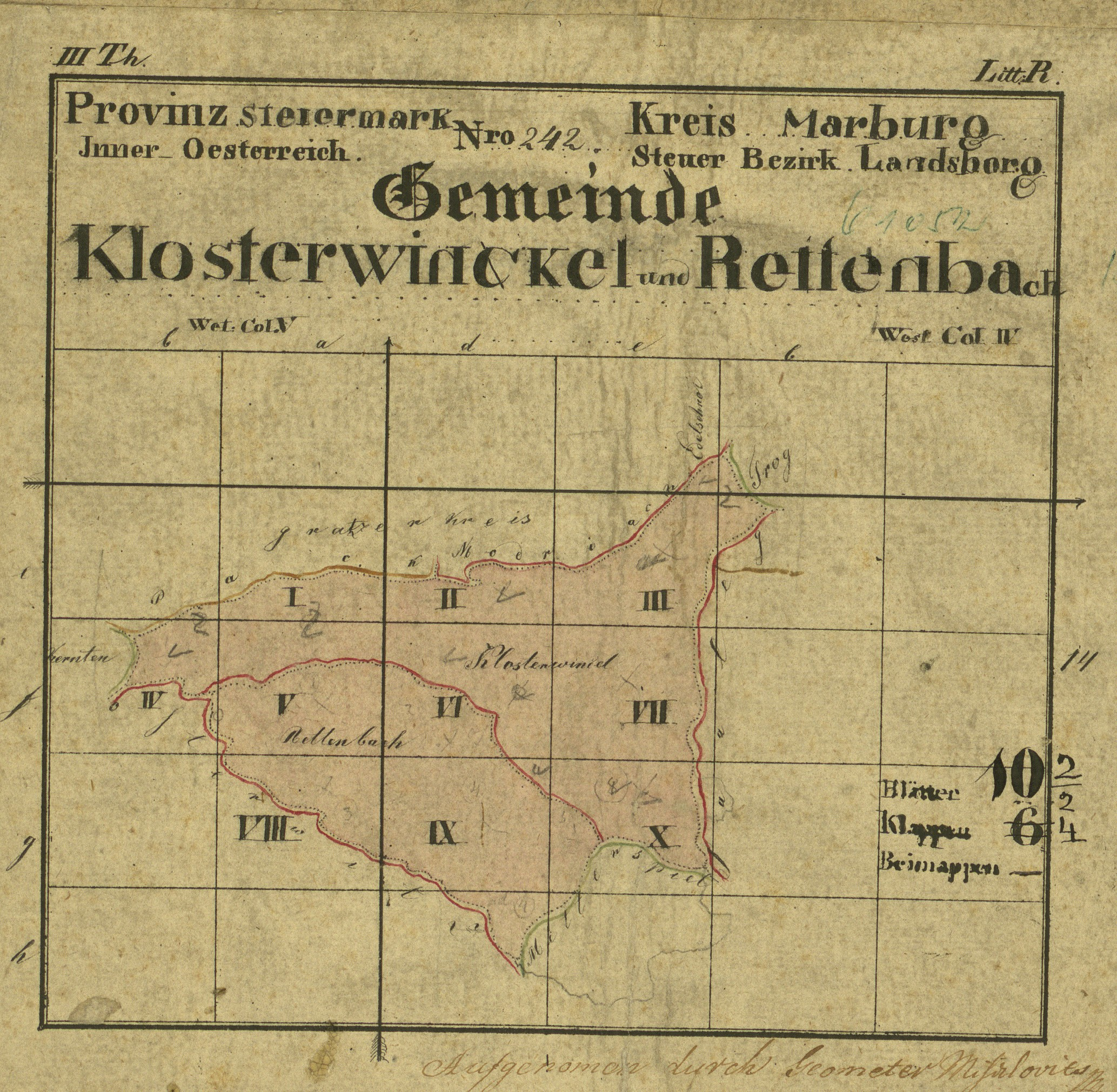
Planskizze der Gemeinde Kloster auf der Urmappe des Franziszeischen Katasters.
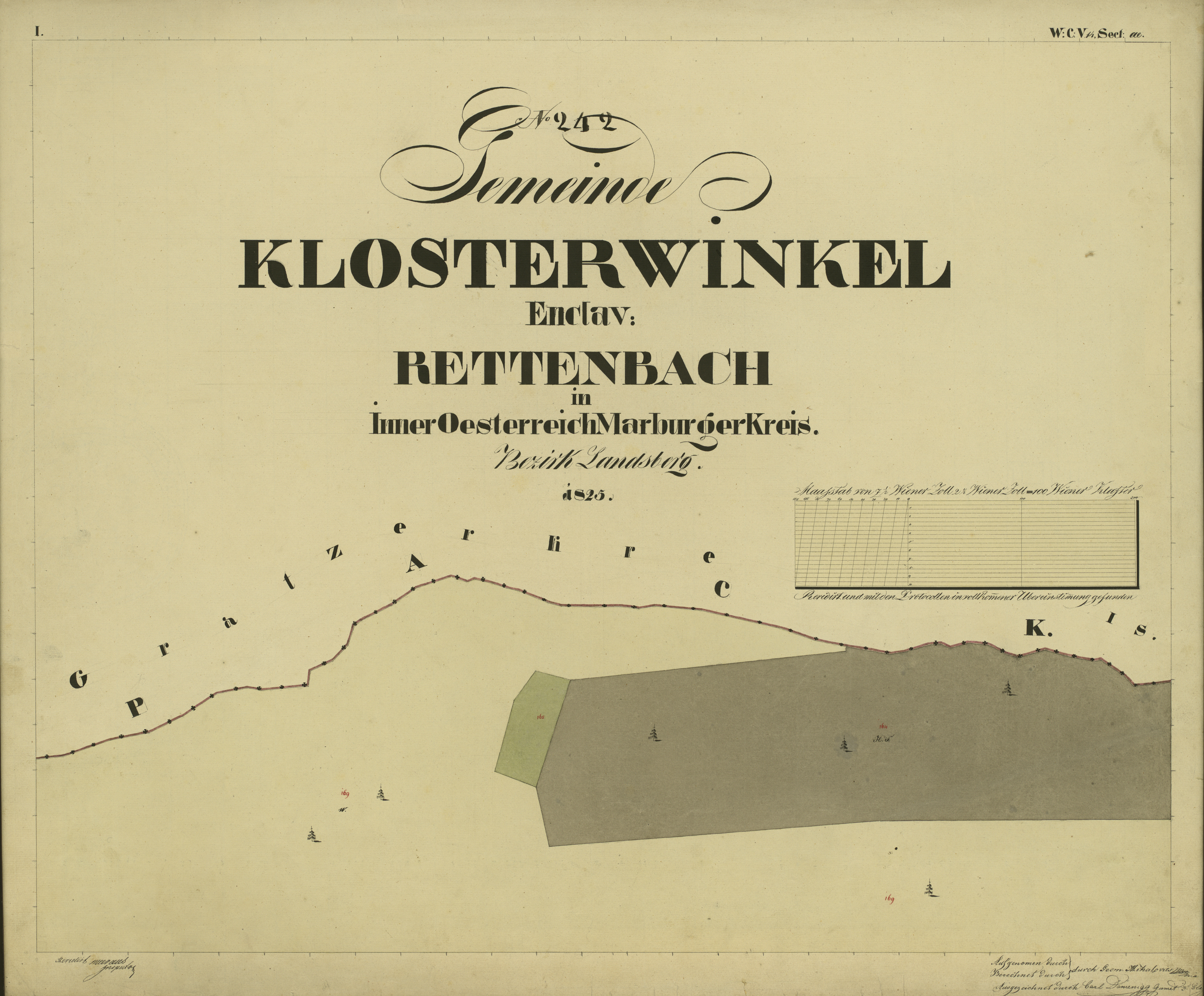
Kloster Blatt I: Titelblatt (mit Freiländer Alm)
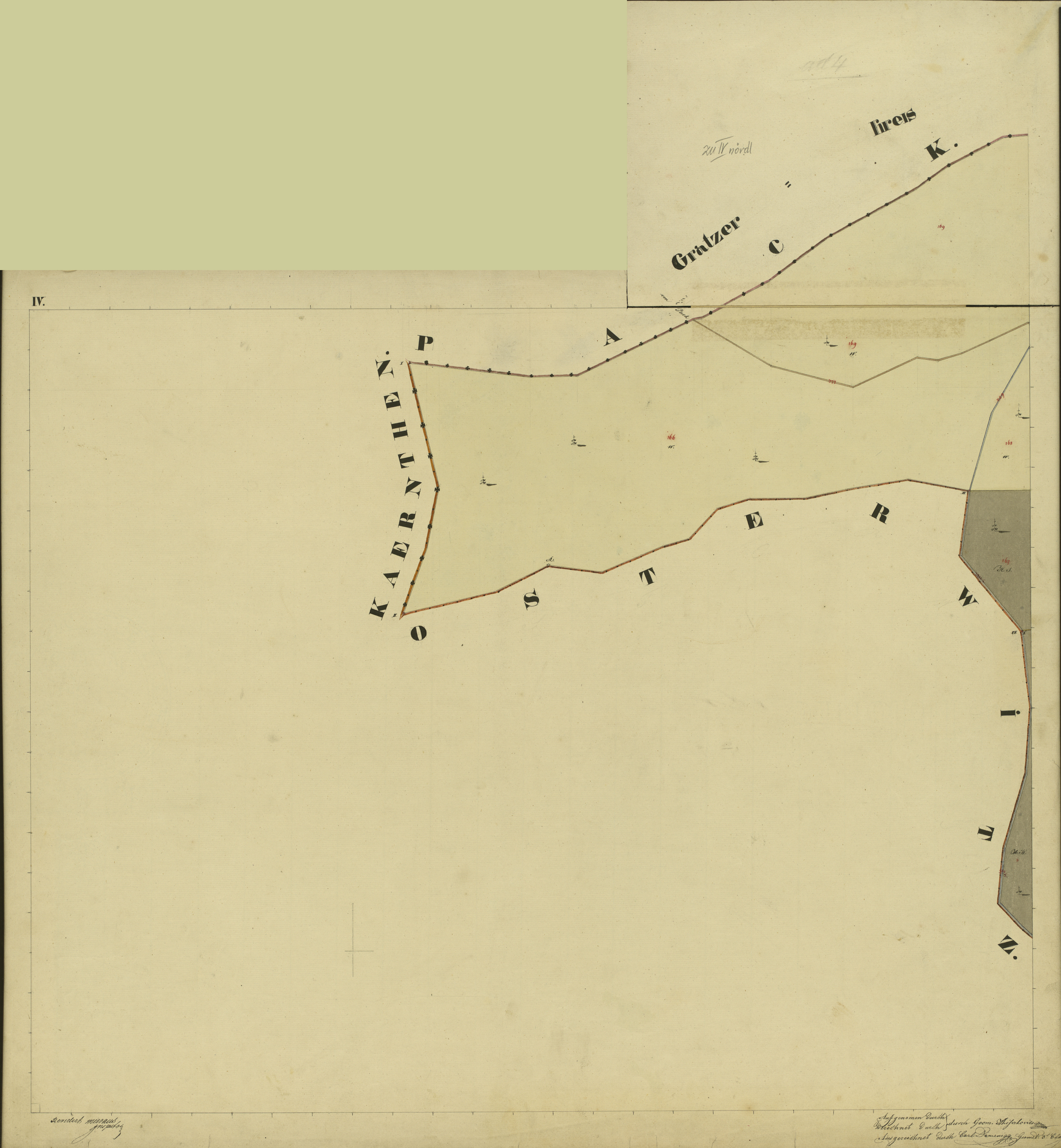
Kloster Blatt IV: Stocker Alm, südliche Hebalm
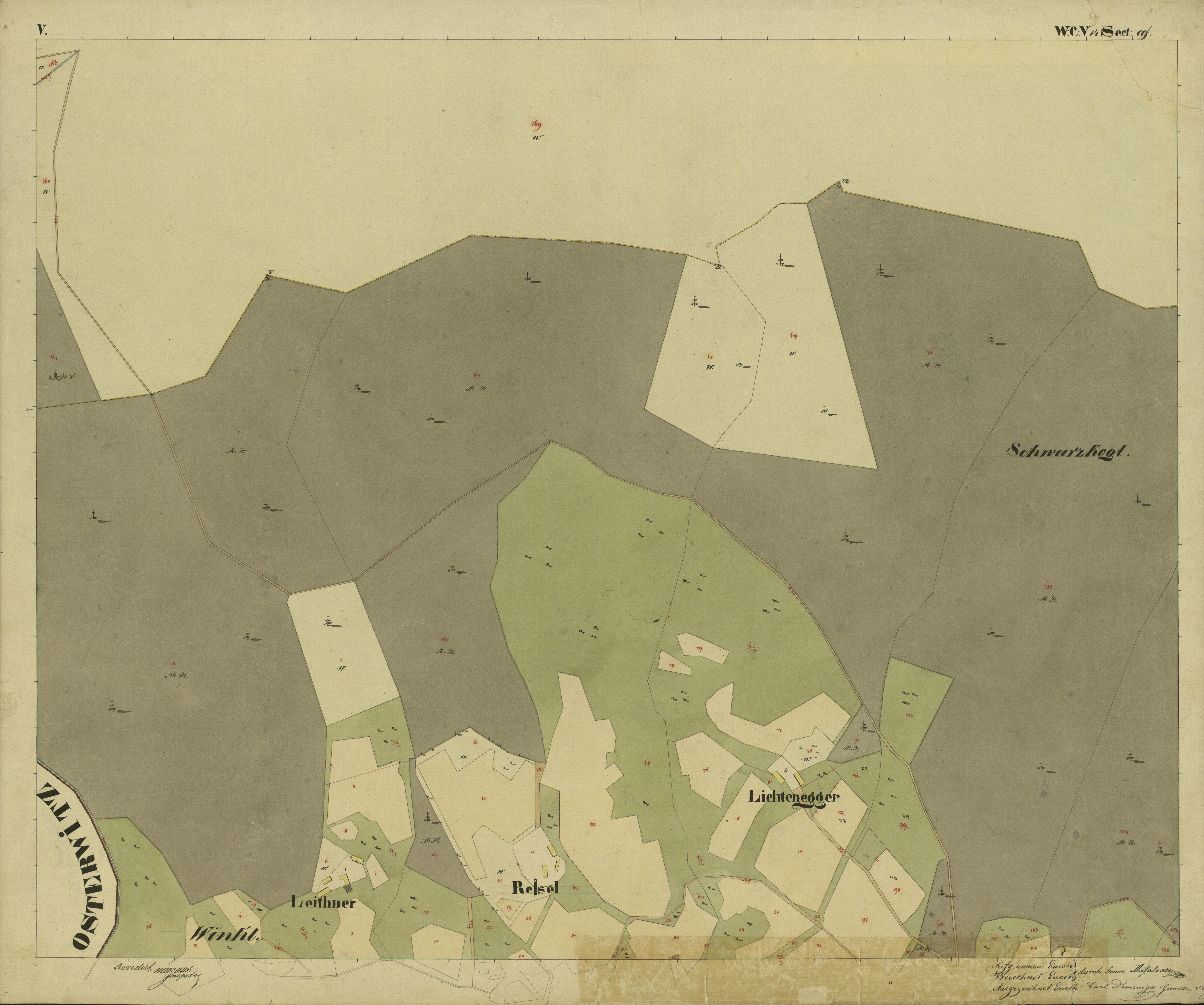
Kloster Blatt V: Blochriegel, westliches Rettenbach
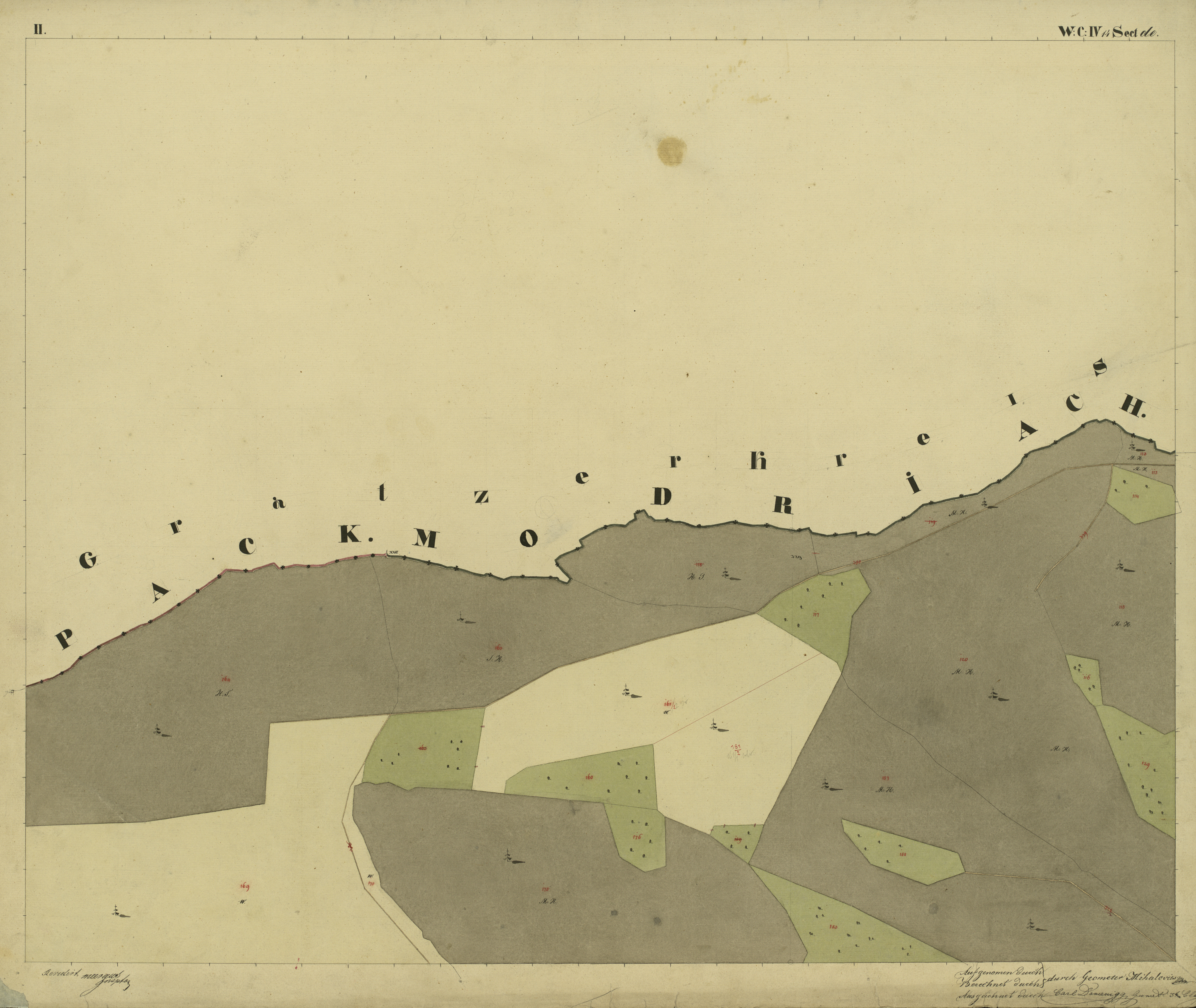
Kloster Blatt II: Freiländer Alm mit Filzmoos
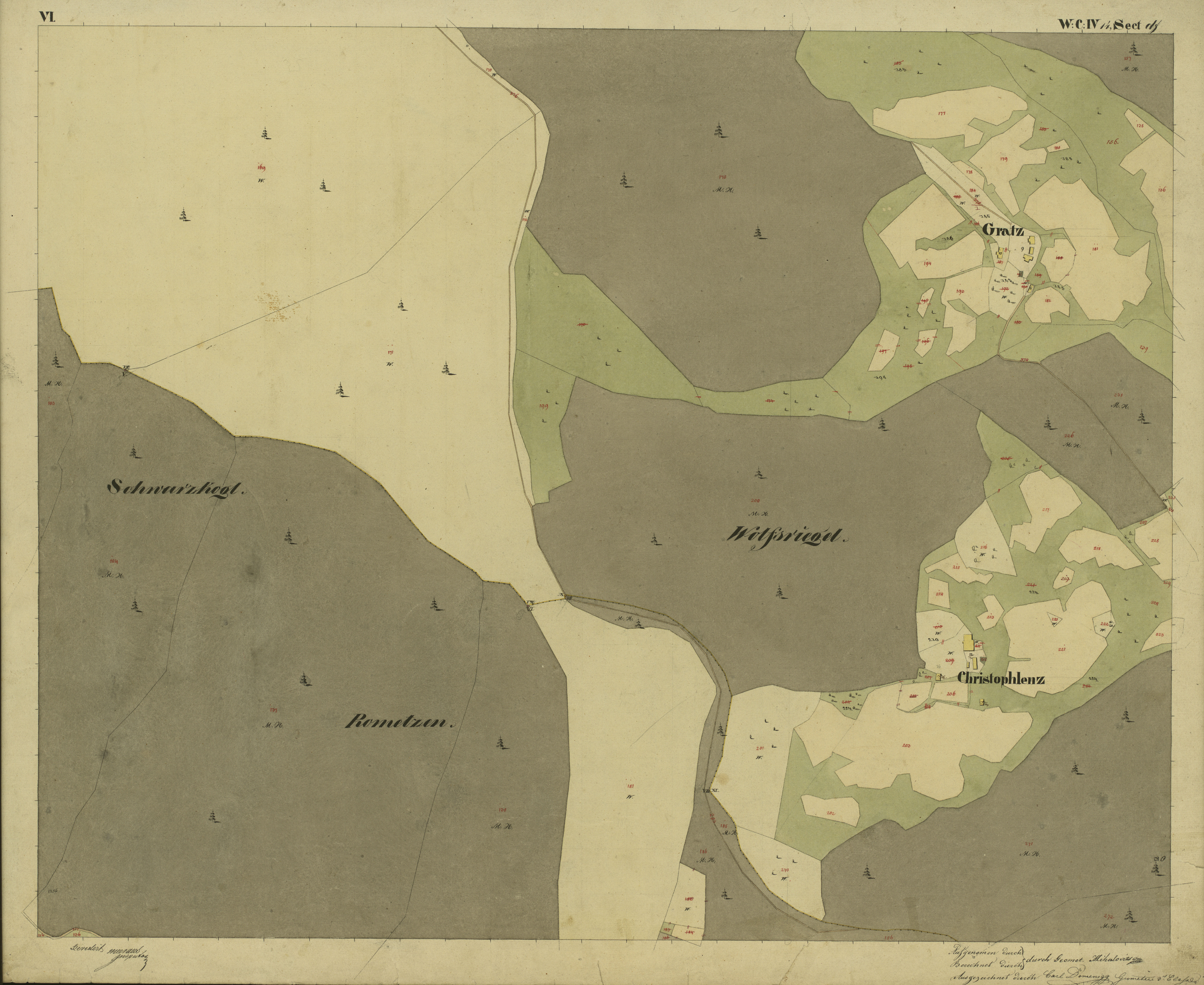
Kloster Blatt VI: Wolfsriegel, Rometzen
Kloster Blatt III: Albrecht und Reinisch
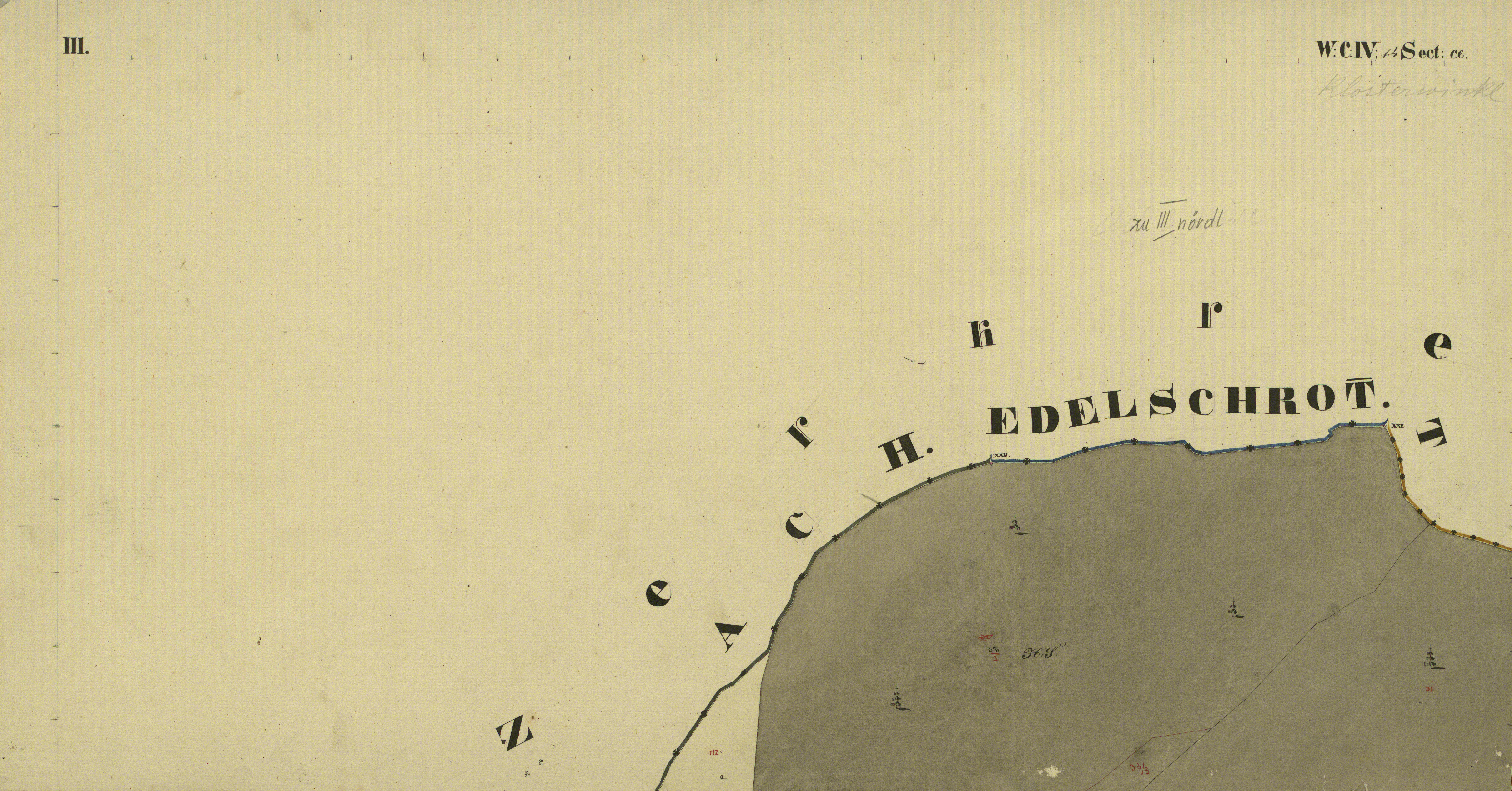
Kloster zu Blatt III: Grenze zu Edelschrott und Modriach